# Renaissance vénitienne

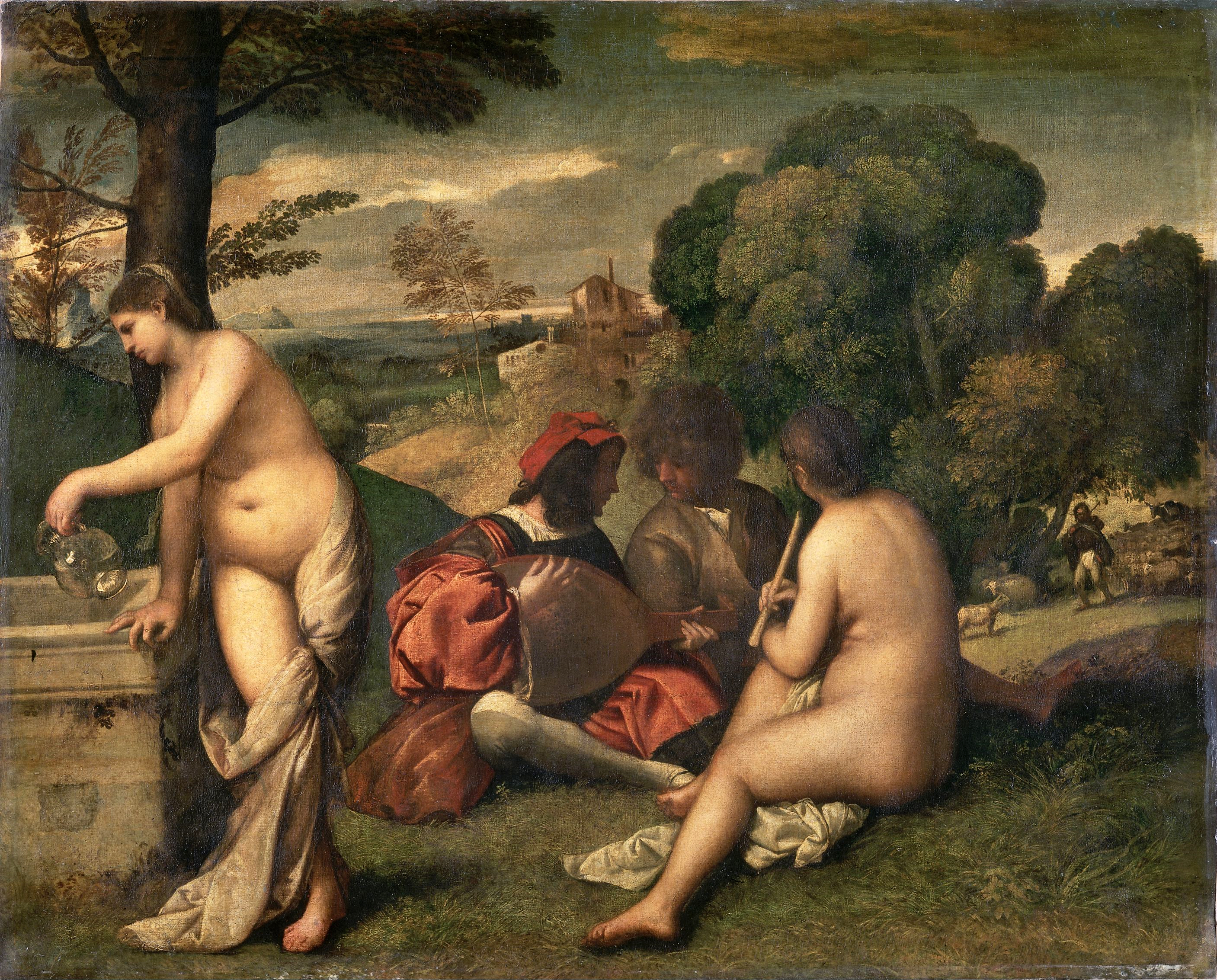
Giorgione et / ou Titien, Le Concert champêtre (vers 1510).

La Renaissance vénitienne est la déclinaison de l'art de la Renaissance développé à Venise entre les XVe et XVIe siècles.
La Renaissance vénitienne possède des caractéristiques spécifiques par rapport aux autres centres de la Renaissance italienne. La république de Venise est topographiquement distincte des différentes villes-États de la Renaissance italienne en raison de sa situation géographique qui isole la ville politiquement, économiquement et culturellement. L'influence de l'art vénitien ne cesse pas de se manifester à la fin de la période de la Renaissance ; ses pratiques persistent à travers les critiques d'art et les œuvres des artistes qui prolifèrent dans toute l'Europe jusqu'au XIXe siècle.
Bien qu'un long déclin du pouvoir politique et économique de la République ait commencé avant 1500, Venise reste à cette date « la ville italienne la plus riche, la plus puissante et la plus peuplée ». Elle contrôle d'importants territoires sur le continent, connus sous le nom de terraferma, qui comprennent plusieurs petites villes où opèrent des artistes de l'école vénitienne, en particulier à Padoue, Brescia et Vérone. Les territoires de la République comprennent aussi l'Istrie, la Dalmatie et les îles situées au large de la côte croate, qui participent également à la création de l'école vénitienne. Les grands peintres vénitiens du XVIe siècle sont rarement originaires de la ville elle-même, et certains travaillent principalement dans les autres territoires de la République, ou même en dehors.
Bien qu'elle ne soit pas un centre important de l'humanisme de la Renaissance, Venise est le centre de l'édition de livres en Italie ; les éditions vénitiennes sont distribuées dans toute l'Europe. Alde Manuce est l'imprimeur/éditeur le plus important, mais il n'est pas isolé.

## Spécificités vénitiennes
L'art et l'architecture à Venise se caractérisent par une spécificité appelée venezianità, les artistes et artisans vénitiens ayant créé un art dont les caractéristiques formelles se distinguent immédiatement de celles des autres villes italiennes : richesse chromatique, importance accordée aux motifs et aux surfaces, à la lumière, au détail de circonstance, goût du pastiche et conservatisme. Quatre facteurs significatifs expliquent cette particularité : une situation géographique propice, un vaste empire commercial, un héritage byzantin persistant, une structure politique et sociale cohérente et capable d'intégrer les étrangers.

### Situation géographique
Complètement détachée du continent jusqu'au milieu du XIXe siècle, Venise n'est accessible que par la mer et se révèle d'abord visuellement comme un panorama. La ville est constituée d'îles minuscules reliées entre elles par des ponts enjambant d'étroits canaux. Elle n'a pas de remparts, à l'exception des deux forteresses qui ferment le port. La sécurité dont elle bénéficie favorise l'éclosion et le développement durable d'une riche tradition artistique.
Venise est la seule ville importante d'Italie qui ne s'est pas construite sur des fondations antiques. À la fin du Moyen Âge, une tradition affirme que les îles avaient été occupées par un groupe de nobles Troyens après la chute de Troie. La cité est donc, selon ce mythe, plus ancienne que Rome, et par conséquent, lui est supérieure. Une autre légende situe sa fondation officielle en 421, le jour de la fête de l'Annonciation où la pierre angulaire de l'église du Rialto est posée, témoignage de ses origines chrétiennes anciennes. À la Renaissance, la participation artistique de Venise au renouveau de l'Antiquité se caractérise par une approche romantique et nostalgique issue de ce double héritage mythique.
Une église paroissiale environnée de maisons et de boutiques se trouve au centre de la plupart des îles qui la forment, Chaque île est autonome, les transports se font par bateau. Des ponts relient les rues principales, enjambant les canaux en empruntant parfois des angles singuliers. L'asymétrie est omniprésente, que ce soit dans le labyrinthe des rues, le plan des bâtiments ou les façades des palais de style « gothique ». La place Saint-Marc elle-même est trapézoïdale. La forme de la ville est déterminée par le dépôt des marées montantes et descendantes qui en dessinent le motif irrégulier. Le goût pour la composition asymétrique, présent dans la peinture vénitienne tout au long de la Renaissance, est une émanation de cet environnement physique immédiat.
L'approche vénitienne de la couleur a pu trouver ses sources dans les canaux de la ville et dans l'étendue de la lagune, la lumière à la surface de l'eau produisant des effets chromatiques particuliers, différents à chaque moment de la journée.

### Empire commercial
Les activités marchandes de Venise lui permettent d'établir des relations commerciales avec le monde islamique. À la fin du XIIe siècle, Venise dispose de colonies permanentes sur un grand nombre d'îles de la mer Egée. Après 1204 et l'aboutissement de la quatrième croisade, la basilique Saint-Marc, pensée comme la chapelle du doge, devient tout à la fois la vitrine des prises de guerre et le reliquaire des trésors spirituels dont les plus visibles proviennent de Constantinople comme le quadrige de bronze placé au-dessus du portail principal sur la place.
Venise joue, à la différence des autres républiques maritimes, le rôle d'entrepôt principal et de magasin pour le monde entier. Les Vénitiens, même ceux qui ne quittent jamais la lagune, ont accès à un très large éventail de denrées, ordinaires comme exotiques. La plupart de ces biens arrivent à Venise pour être réexpédiés. L'œil vénitien est de fait expérimenté et aiguisé en matière de couleur, de matériau et de motif ; il sait apprécier la complexité visuelle d'assemblage réunissant des fragments disparates, comme en témoignent les bas-reliefs qui ornent les façades des palais et qui sont disposés sans souci d'intégration dans un ensemble cohérent. Les artisans vénitiens sont également maîtres dans l'art de la copie de toutes sortes d'objets et font preuve d'une grande habileté dès qu'il faut adapter une invention à un usage moderne.

### Paradigme byzantin
L'or est omniprésent dans la basilique Saint-Marc, les tesselles de verre des mosaïques y ont une couleur qui varie avec les changements de lumière. L'approche chromatique des peintres vénitiens de la Renaissance provient notamment des couleurs vives et des teintes orchestrées et unies dans une même tonalité chaude que l'on y trouve. Ils reprennent aussi le sens de la construction de la surface : de près, l'œil voit dans la mosaïque des morceaux distincts d'une seule couleur ; à distance, la pensée fond ces morceaux en une surface unique.

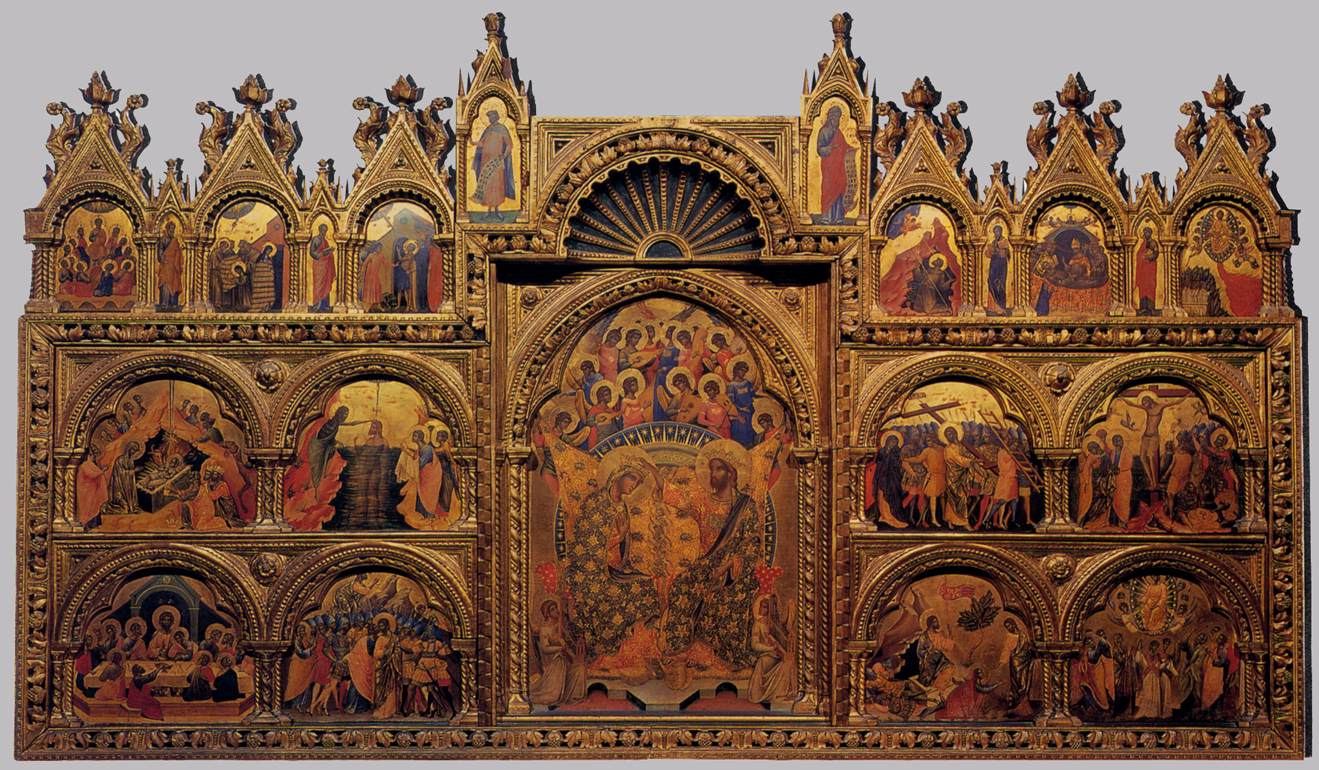
Paolo Veneziano, Polyptyque de Santa Chiara.

Les artistes de la Renaissance restaurent certaines pièces en mosaïque ou en créent de nouvelles à partir de leurs dessins. Paolo Veneziano (v.1290-1358/1362) introduit avec le Polyptyque de Santa Chiara, le type de polyptyque qui va devenir la norme à Venise, combinant des éléments gothiques et byzantins en une synthèse nouvelle. Il utilise une technique de miniaturiste fondée sur une observation minutieuse des détails intimes. Les étoffes luxueuses portées par les personnages sacrés sont un témoignage indirect du commerce avec l'Extrême-Orient. Les couleurs éclatantes sont utilisées à la manière vénitienne, avec réserve et subtilité. Elles sont transformées en une riche harmonie chromatique grâce aux vertus unificatrices du fond doré.
Pendant le Quattrocento, les valeurs ornementales des mosaïques de Saint-Marc attirent toujours les artistes qui les réinterprètent pour satisfaire aux nouvelles exigences du naturalisme. Peu d'artistes continuent à utiliser la feuille d'or pour les fonds de leurs retables. Gentile Bellini, par sa technique, cherche à reproduire dans sa peinture à l'huile les propriétés lumineuses de la tesselle de verre. Il parvient à donner l'impression d'un éclat intérieur, d'une lumière qui parait s'exhaler des profondeurs du tableau, en apprêtant la toile ou le panneau qu'il enduit de blanc. Comme Bellini, Titien utilise parfois le vernis pour obtenir transparence et luminosité, mais surtout, la surface de texture inégale devient l'une des caractéristiques de l'école vénitienne. La peinture à l'huile est appliquée au pinceau ou étalée en petites taches laissant visible la toile qui est grossièrement tissée. La matérialité non dissimulée de la toile et de la peinture rappelle la nature tangible de la mosaïque.
Les artistes de la Renaissance considèrent la tessure, les couleurs et les qualités des mosaïques de Saint-Marc comme des modèles incontournables de composition. Ils y découvrent une approche subtile de la couleur, des leçons de technique artistique, des modèles de composition, le respect de la surface et une façon de percevoir et de représenter la lumière comme un puissant agent de révélation de la forme.

### Structure sociale

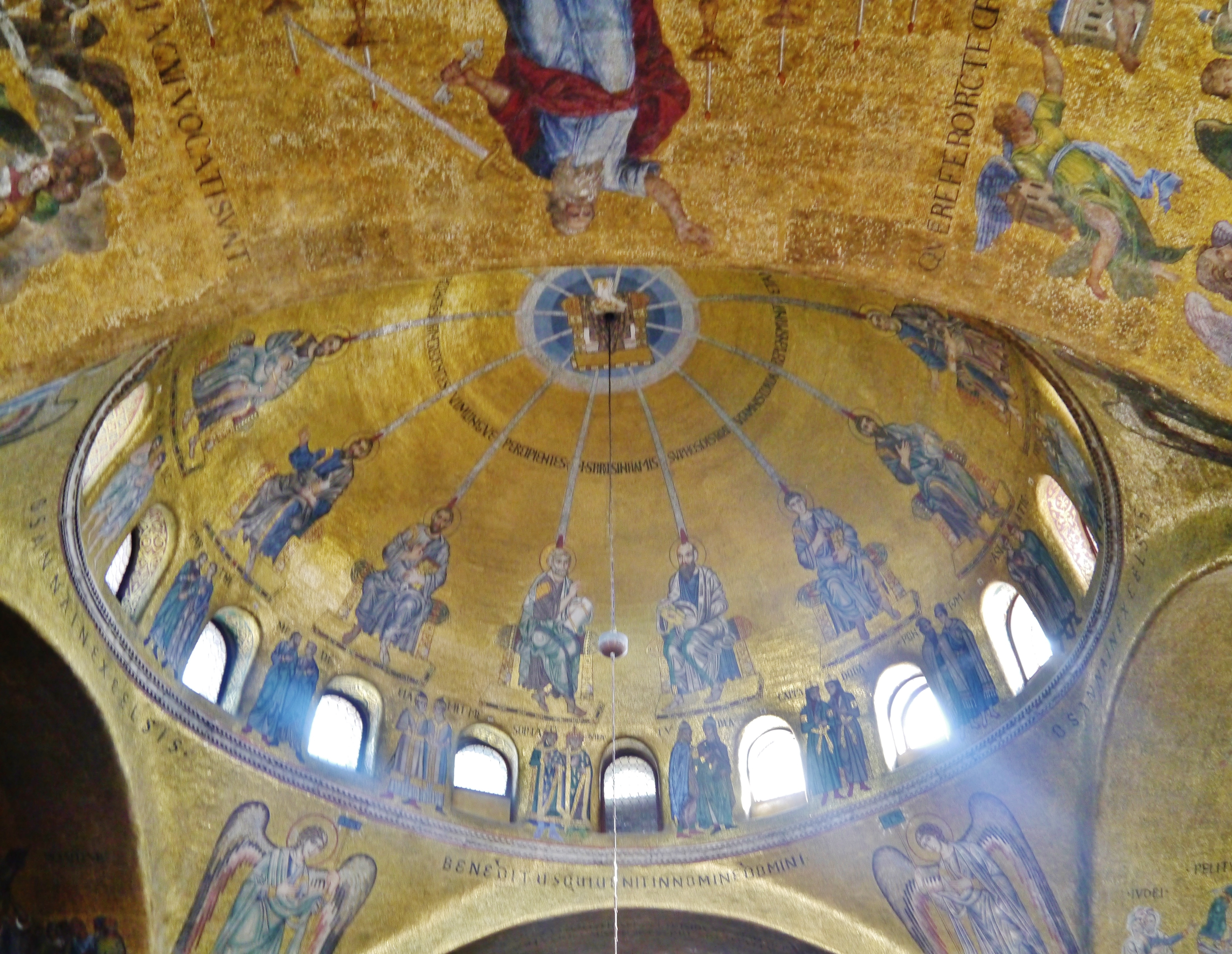
Basilique Saint-Marc, coupole de la Pentecôte.

Venise a toujours été une cité d'immigrés où toutes les régions d'Italie et de l'aire adriatique sont représentées. Les couples de personnages situés à la base de la coupole de la Pentecôte de la basilique Saint-Marc sont personnalisés par le costume, le visage, la peau et la couleur de cheveux de différentes régions du monde, précisions spécifiques à Venise. À la fin du Quattrocento, l'activité commerciale et l'immigration liée à l'avancée vers l'ouest de l'Empire turc y ont engendré l'une des populations les plus hétérogènes d'Europe qui contribue au caractère cosmopolite de la culture vénitienne.
L'organisation sociale de la République a un impact significatif sur les commandes artistiques. Le consensus y est fortement encouragé et la glorification individuelle, en particulier des praticiens et des cittadini, y est freinée pour éviter la jalousie et une compétition peu fraternelle. Seuls les chapelles et les palais familiaux se conforment encore aux modèles préexistants. Le sens de la participation à l'entreprise commune anime la population. C'est une des raisons pour lesquelles les commandes provenant du gouvernement et des scuole sont plus importantes qu'ailleurs. L'engagement en faveur de l'ordre établi accentue aussi la place donnée à la tradition artistique. Si les structures sont établies par la culture marchande des praticiens, les artisans et les artistes sont les auteurs du changement esthétique, greffant le présent sur le passé en un palimpseste toujours en évolution.

### Politique artistique
Très tôt, la république de Venise organise politiquement et économiquement les professions artistiques mises au service officiel de l'État. Comprenant  l'importance de la peinture comme moyen de formuler la culture et l'idéologie de la cité en images efficaces, Venise institue la charge de Peintre officiel de la République, le Pittore di Stato dès les premières années du Trecento, tout comme existe aussi un « Architecte d'État » et un « Sculpteur d'État ». À l'époque du doge Dandolo, le Peintre officiel est Paolo Venziano, acteur majeur dans la définition du style vénitien du Trecento. En 1483, Giovanni Bellini est cité par les documents officiels comme Pictor nostri Domini, prenant la suite de son frère Gentile, officiellement envoyé à Constantinople pour faire le portrait du Sultan.
Le titre de Peintre officiel comprend des avantages financiers considérables comme une rente fixe et l'exonération des impôts dus à la corporation, mais comporte des charges précises qui confirme le caractère « politique » de cette charge : le peintre ou son atelier doivent exécuter le portrait du Doge élu qui est ensuite placé en divers endroits importants de la ville et de son territoire ; il doit réaliser le « tableau votif » de l'élection, où saint Marc introduit à la Vierge le nouveau représentant de la collectivité ; il doit enfin exécuter l'écusson portant les armes de la famille du doge et du « devant d'autel » en tapisserie que le nouveau doge doit offrir à la basilique Saint-Marc.
La continuité de l'école vénitienne, où le peintre participe étroitement à la vie collective de la République, est assurée par cette utilisation officielle et obligatoire de l'image peinte dans les grandes circonstances politiques de la vie et de la cité. Cette structure garantit l'enracinement de « l'art dans la cité », rapport vivant qui lie l'artiste au sentiment collectif de la communauté, et permet à l'école vénitienne d'accomplir, en quelques années, la mutation décisive qui lui fait prendre de la distance avec la tradition byzantine qui la caractérisait jusqu'alors.

## Contexte de la Première Renaissance à Venise

### Première moitié duXVesiècle

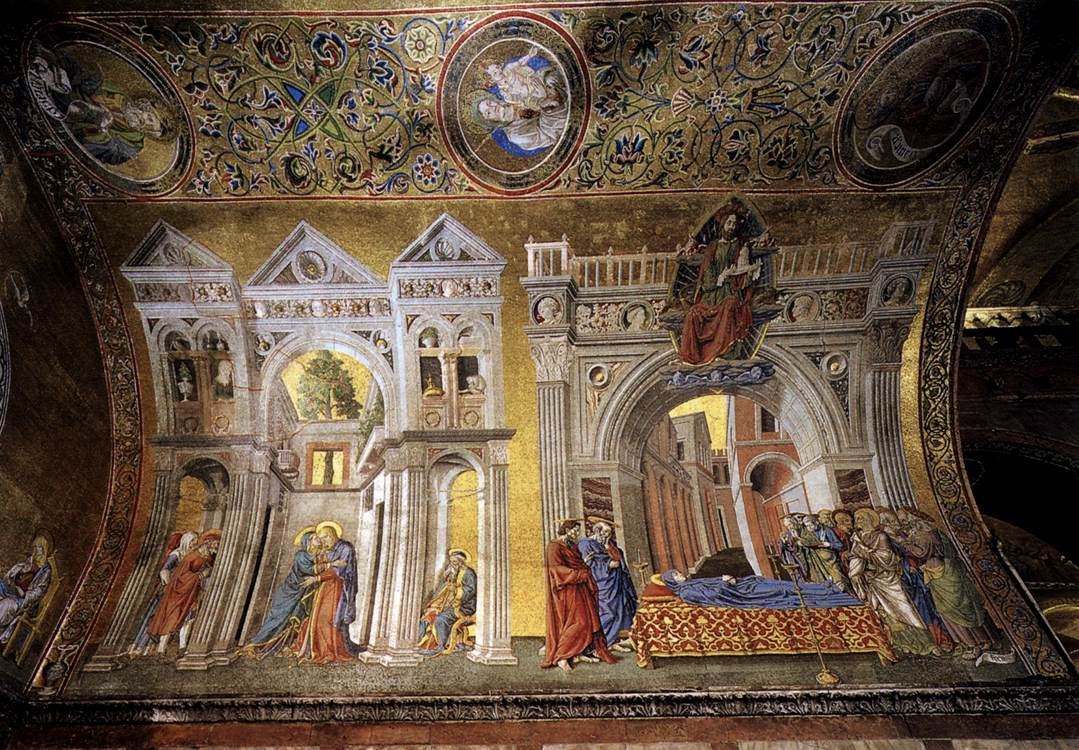
Andrea del Castagno, Dormitio Virginis et Visitation, basilique Saint-Marc (1443).

Après la crise économique de la fin du Moyen Âge, les familles vénitiennes précautionneuses cherchent à s'assurer des formes de revenus plus sûres que le commerce, comme les rentes foncières. La République amorce alors un tournant historique sans précédent en commençant à s’étendre vers l'arrière-pays. Au départ, elle conquiert des terres vers les Alpes et les plaines entre l'Adige et le Pô jusqu'à parvenir à la frontière avec le duché de Milan où les affrontements avec les Visconti sont nombreux. Sur les mers, sa principale rivale reste la république de Gênes contre laquelle Venise mène deux guerres.
Dans la peinture, la sculpture et l'architecture, les motifs de style gothique tardif se mêlent au substrat byzantin : les subtilités linéaires et chromatiques du gothique demeurent très proches des somptueuses abstractions qui sont la marque de l’Orient. Les principales réalisations de la période sont la basilique Saint-Marc et le palais des Doges où un style architectural « vénitien » propre s'affirme, libéré des modes européennes du moment, avec des décorations très riches, des rythmes ajourés et des clairs-obscurs de dentelle de pierre, qui seront repris les siècles suivants. Les peintres les plus importants de l'époque, tels que Gentile da Fabriano, Pisanello et peut-être Michelino da Besozzo, travaillent à la décoration du palais des Doges entre 1409 et 1414. Leurs œuvres sont aujourd'hui presque toutes perdues.
Les artistes « courtois » sont soutenus par une école locale apparue dès le XVe siècle avec Paolo Veneziano et des artistes florentins qui travaillent sur le chantier de la basilique Saint-Marc et sur ceux d'autres églises à partir des années 1420, dont Paolo Uccello, qui réside dans la ville de 1425 à 1430, et Andrea del Castagno (1442-1443). Ils n’inspirent cependant pas les artistes locaux et leur exemple n'est repris que par des artistes de la ville voisine de Padoue, comme Andrea Mantegna, qui a déjà découvert les innovations les plus avant-gardistes grâce â sa proximité avec Donatello.

### Seconde moitié duXVesiècle
Dans le milieu du XVe siècle, l'expansion de la Sérénissime sur le continent s’intensifie, au détriment de villes indépendantes de Vénétie et de l'actuelle Lombardie orientale comme Padoue, Vicence et Vérone. Cela lui permet de compenser en partie ses pertes à l'étranger causées par les Ottomans, pertes qui n'affectent cependant pas à cette période la domination vénitienne sur les marchés de l'Est : la ville reste pendant longtemps l'endroit où convergent les trafics du Nord et de l'Est, avec des rencontres et des échanges à tous les niveaux. L'abondance financière assure d’importantes commandes artistiques, tant au niveau communautaire que privé, avec l'apparition de collections éclairées et ouvertes aux nouveautés, y compris flamandes. Le long du Grand Canal, les marchés étrangers et les entrepôts fleurissent.
La spécificité et l'isolement culturel de Venise commencent à s'estomper au cours de ces années, alors que la ville s’intègre dans l'échiquier italien en  favorisant des relations plus étroites et plus continues avec les autres régions de la péninsule. Les jeunes patriciens vénitiens apprécient les nouveautés culturelles et vont étudier à l'université de Padoue, à l'école de logique et de philosophie du Rialto et à celle de la chancellerie de Saint-Marc qui est particulièrement florissante au milieu du XVe siècle.
L'humanisme vénitien se révèle substantiellement différent de celui de Florence, avec un caractère plus concret. Il s'intéresse aux textes politiques et scientifiques d'Aristote et de Pline l'Ancien notamment, plus qu’aux textes littéraires, à l'inverse de l'humanisme toscan. La Renaissance arrive à Venise principalement via la Lombardie pour l'architecture et la sculpture, et via Padoue pour la peinture. Le progrès scientifique y est également important, culminant avec la publication de la Summa de Arithmetica, Geometria et Proportionalità de Luca Pacioli (1494), appelé par la Sérénissime peu après 1470 afin d'y enseigner les mathématiques.

## Première Renaissance

### Peinture
Venise, où règne encore la splendeur byzantine et où perdure la culture figurative du gothique fleuri, adopte tardivement le style pictural de la Renaissance. Une réaction de défense, voire de suspicion, à l'égard des styles nouveaux, s'y développe dans un premier temps, avec un certain refus de l'antique comme modèle exclusif et l'absence propre à la peinture vénitienne de sujets mythologiques et d'allégories classiques. L'évolution de la peinture vénitienne s'accélère à partir de 1460-1470 quand les Bellini prennent conscience de la nécessité d'une réforme. Le mouvement s'amplifie avec les commandes de grandes peintures aux ateliers par le gouvernement de la Sérénissime,.
Les peintres vénitiens s'éloignent rarement de leur ville alors que de nombreux artistes originaires d'autres contrées sont invités à Venise où leurs œuvres sont admirées et étudiées. Le décor à caractère sacré reste au cœur de la production, tandis que les teleri, les toiles de grandes dimensions, sont l'apanage des scuole. La dévotion privée donne lieu à la commande de petits tableaux sur bois, portraits ou sujets religieux.
En peinture, les contacts avec la Renaissance padouane se multiplient et sont plus fructueux que ceux avec Florence. Au milieu du siècle, les Muranais Giovanni d'Alemagna et Antonio Vivarini travaillent aux côtés d'Andrea Mantegna dans la chapelle Ovetari ; Mantegna lui-même visite Venise où il épouse une Vénitienne, fille de Jacopo Bellini. Des squarcioneschi de première importance tels que Carlo Crivelli, Marco Zoppo et Cosmè Tura résident dans la ville où ils tiennent, pour certains, boutique pendant un certain temps.

#### Atelier des Vivarini
.

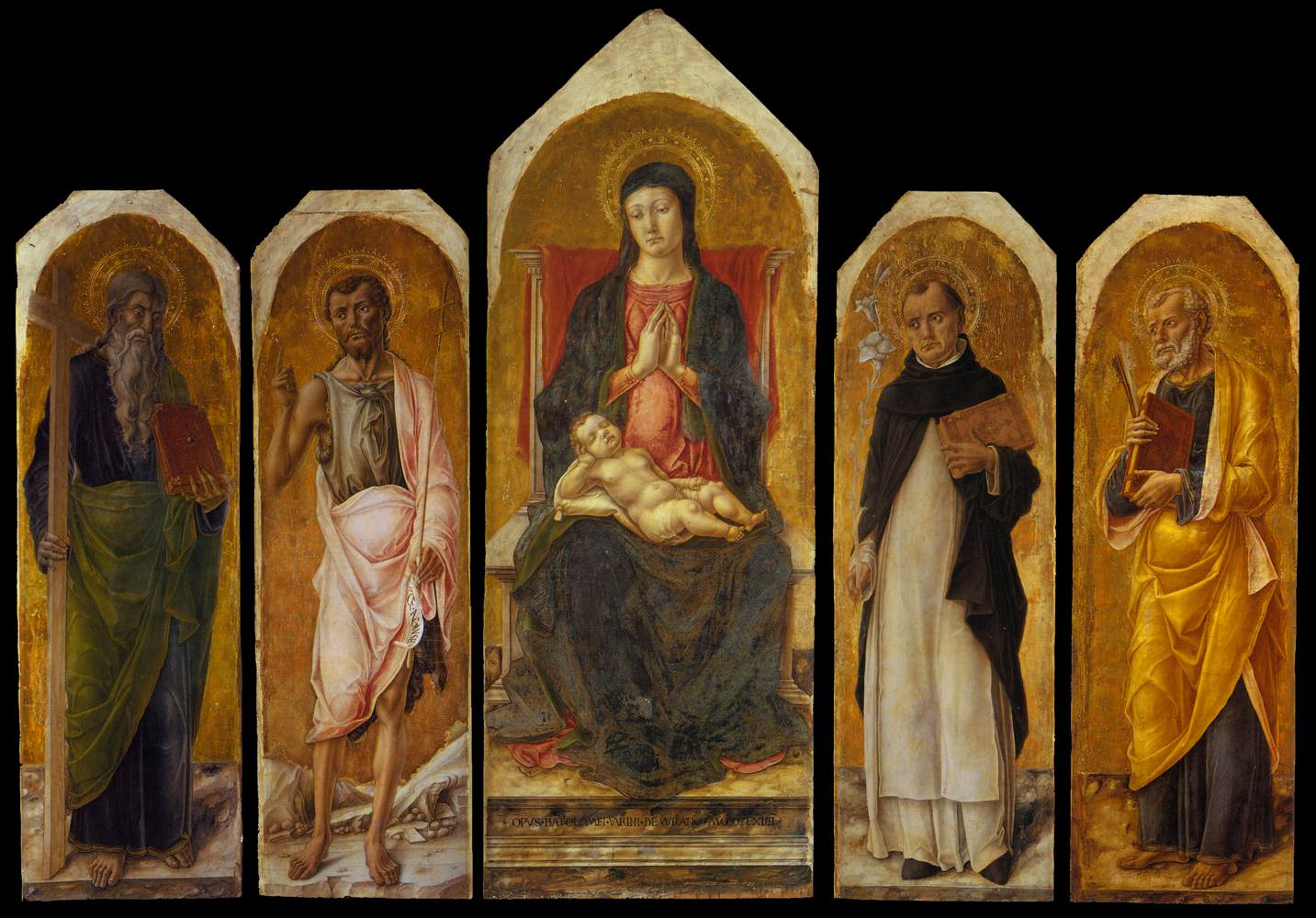
Bartolomeo Vivarini, Polyptyque de Ca' Morosini (1464).

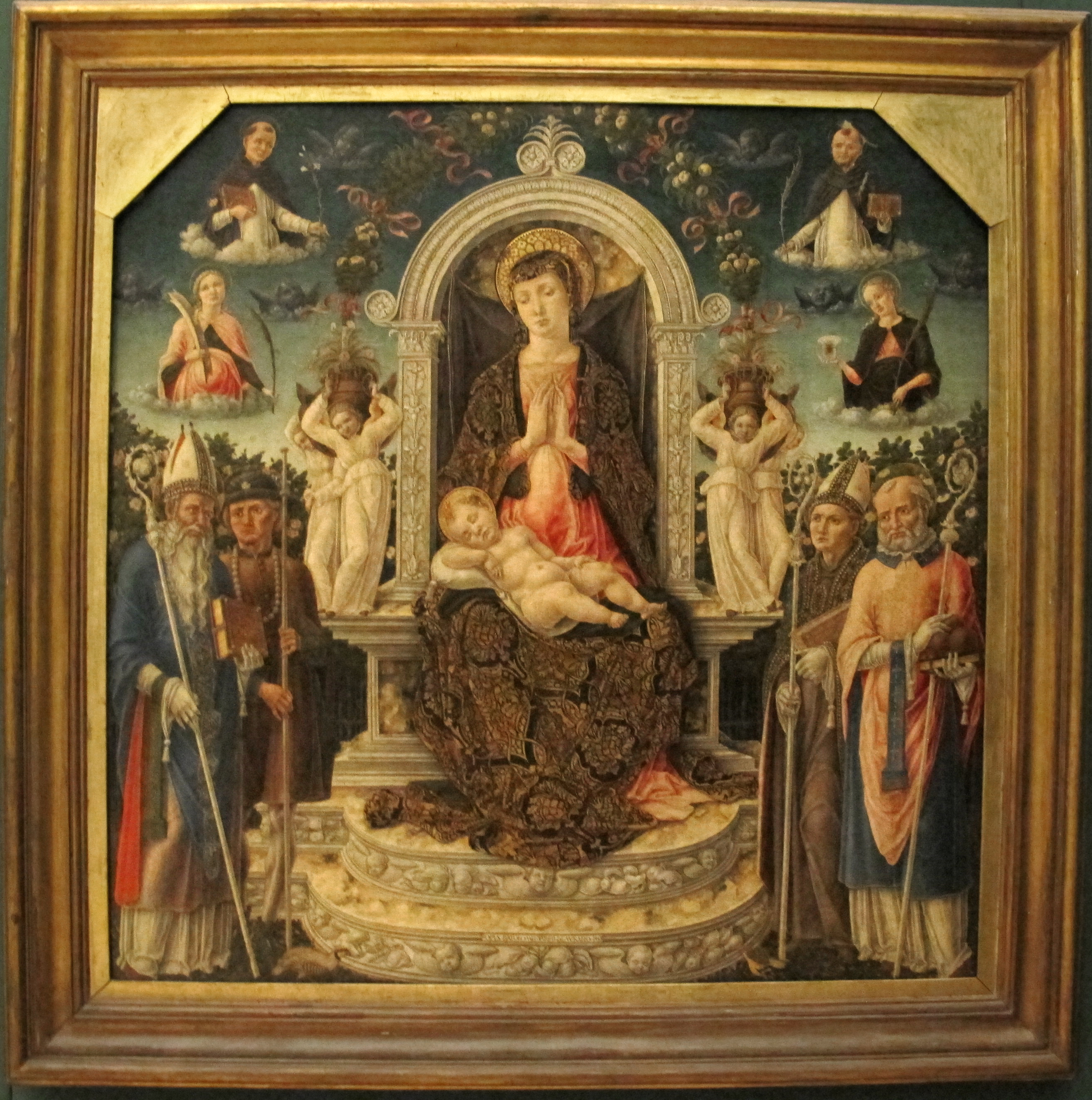
Bartolomeo Vivarini, Vierge à l'Enfant entourée de saints, 1465.

L'atelier des Vivarini, installé à Murano, est créé par Antonio Vivarini qui s’est essayé aux nouveautés de l’époque par intermittence, tandis que son jeune frère Bartolomeo, qui demeure à Padoue où il prend le virage mantégnesque, assimile la nouveauté avec enthousiasme, mais aussi en montrant certaines limites, comme le dévoile le Polyptyque de Ca' Morosini (1464), dont les personnages sont solides et le trait sec, avec une attention portée à l'anatomie et à la draperie ainsi qu'aux profils exacerbés, mais où il manque une logique de construction perceptible dans les proportions différentes entre la Vierge au centre et les saints sur les côtés, et dans l'absence d'unité spatiale des fonds. Bartolomeo Vivarini conçoit en 1465 la première Conversation sacrée de la peinture vénitienne, la Vierge à l'enfant entourée de saints, où les personnages sont disposés pour la première fois dans un espace unique clairement défini. Le panneau reste toutefois encore par sa syntaxe d'inspiration gothique.
Le fils d'Antonio, Alvise, assimile les préceptes d'Antonello de Messine en adoucissant les linéarités padouanes, mais est incapable d'en égaler la magie luministe. La Conversation sacrée de 1480, en est un exemple avec une lumière froide et des couleurs brillantes, notamment grâce aux émaux qui rehaussent les contours. Les compromis entre innovation et tradition des Vivarini, qui s'attachent à défendre la transmission d'une mémoire visuelle qui réponde aux attentes d'une clientèle attachée, pour la commande des œuvres de dévotion, aux formes traditionnelles les plus archaïques, leur permettent d'être largement diffusés, en particulier dans les milieux moins cultivés et dans les petites cités intérieures de la province.

#### Antonello de Messine

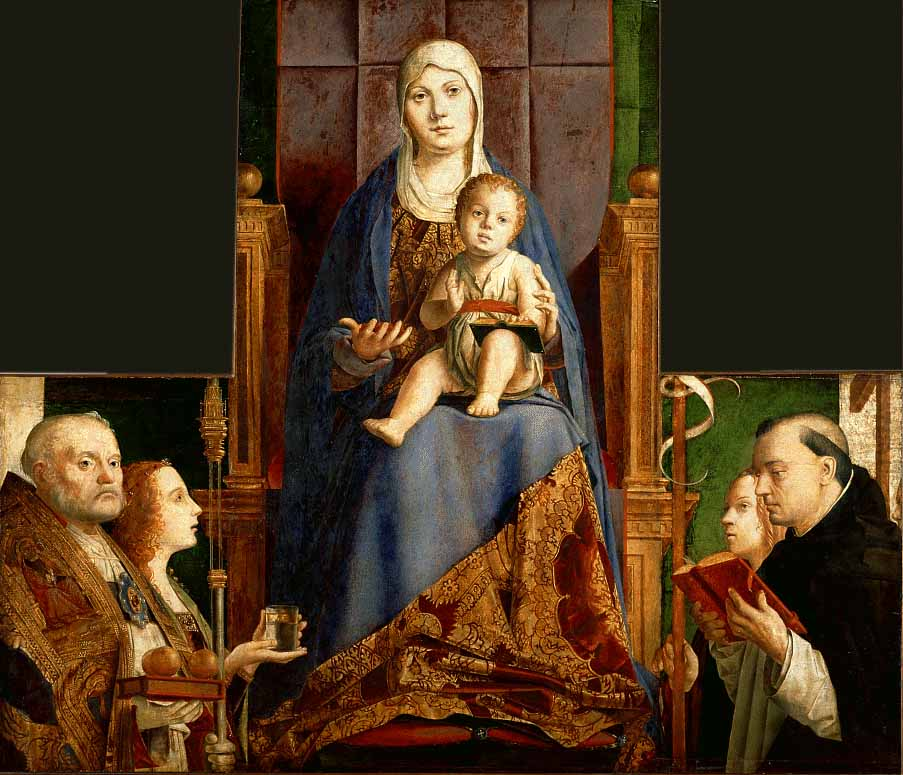
Antonello da Messina, Retable de San Cassiano.

Les lignes dures et forcées de Mantegna sont donc bientôt oubliées, avec une utilisation plus importante de la couleur et une technique plus douce, grâce à une appropriation des enseignements de Piero della Francesca, des Flamands et, au début des années 1470, d'Antonello de Messine. Le peintre sicilien réside à Venise de 1474 à 1476, mais il n'est pas exclu qu'il ait eu l'occasion de rencontrer Bellini quelques années plus tôt dans le centre de l'Italie. On retrouve son influence dans la production de Giovanni Bellini, comme dans le Retable de Pesaro (1475-1485), où il utilise comme toile de fond, une ouverture sur un paysage qui apparaît extraordinairement vivant, employé non pas comme une simple toile de fond, mais comme une présence où se mêlent l'air et la lumière. La maîtrise de la perspective et la monumentalité des personnages contribuent également à la parfaite harmonie entre architecture, personnages et paysage.
L'utilisation de la peinture à l'huile, technique flamande que les Italiens connaissent peu ou mal, qu'il diffuse à Venise, lui permet de mélanger le proche et le lointain par des effets lumineux spécifiques. Cette introduction de la technique de l'huile joue un rôle majeur dans la définition de l'école vénitienne dont l'éclosion suit sa venue.
Antonello développe ensuite un style singulier qui se situe entre la tradition du nord de l’Europe, faite d'un usage particulier de la lumière grâce à l’utilisation de la peinture à l'huile, et l'école italienne avec des personnages monumentaux insérés dans un espace construit rationnellement, comme dans le Retable de San Cassiano (1475-1476) qui marque une véritable frontière entre l'ancienne et la nouvelle culture vénitienne. Les saints y sont disposés côte-à-côte sur un demi-cercle autour du trône de la Vierge ce qui donne un souffle monumental plus grand à l'ensemble, mais la lumière dorée qui imprègne les personnages est tout aussi innovante. La virtuosité de la perspective et les subtilités optiques flamandes se conjuguent ici à la géométrie des volumes.

#### Atelier des Bellini

##### Iacopo Bellini

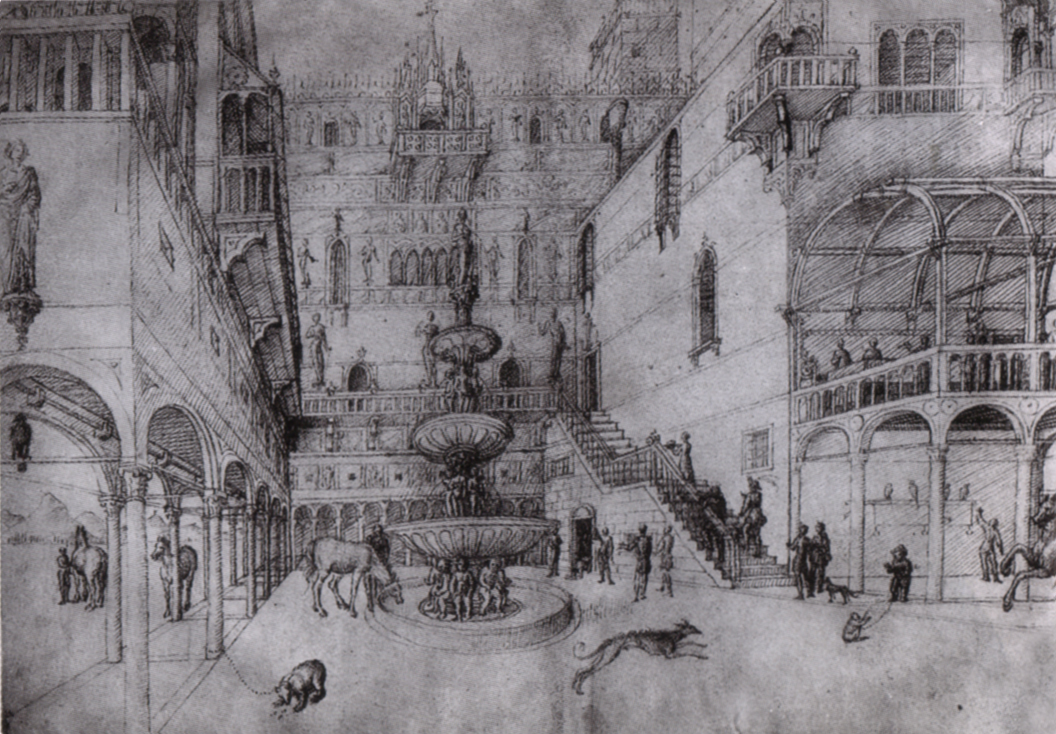
Iacopo Bellini, Le Banquet d'Hérode (vers 1450).

Les clients les plus raffinés se tournent en priorité vers l'atelier de Iacopo Bellini qui prend le tournant de la Renaissance à partir du milieu du siècle en appliquant la perspective à une série de vues fantastiques rassemblées dans des albums de modèles. Il a été l'élève de Gentile da Fabriano à Florence en 1423, mais a pu aussi découvrir ces nouveautés à Ferrare, où il aurait pu rencontrer Leon Battista Alberti par l’intermédiaire de Masolino, ou plus probablement à Padoue, où les peintres locaux avaient déjà assimilé les leçons de Donatello. Après avoir lu Della Pittura d'Alberti, il éprouve une véritable fascination pour l'architecture et manifeste un goût certain pour les décorations à l'antique et pour la recherche, comme le montrent les deux carnets de croquis qu'il a laissé, conservés au Louvre et au British Museum. Il peint en 1453/1465 l'un des tout premiers cycles sur toile pour l'église San Giovanni Evangelista, Storie di Gesù e di Maria, où il situe les scènes sacrées sur des fonds architecturaux construits selon les lois de la perspective d'Alberti qui s'inscrivent dans un cadre Renaissance qui s'ouvre, non plus sur un habituel fond richement décoré, mais sur un paysage.

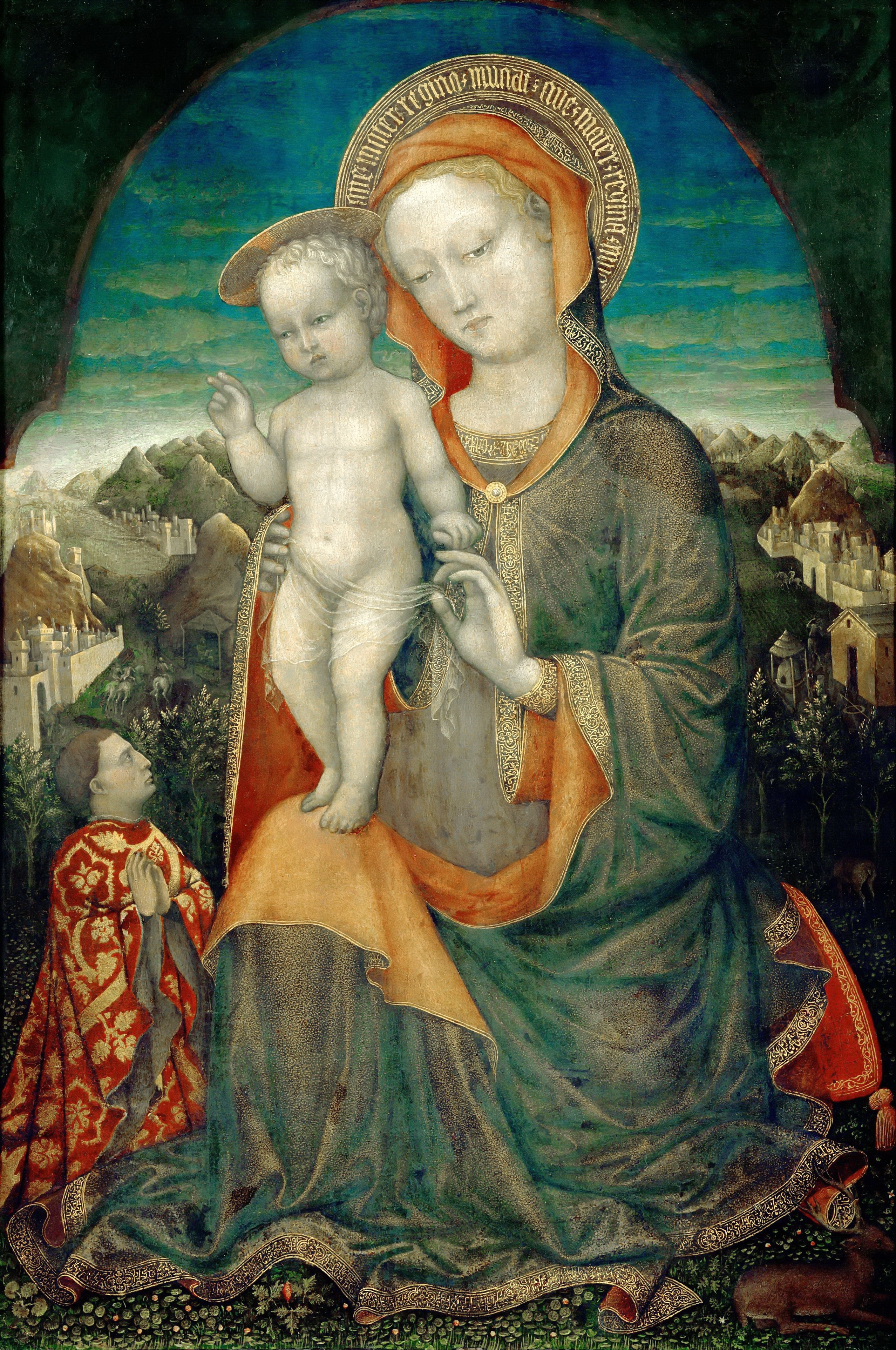
Iacopo Bellini, La Vierge d'humilité adorée par un prince de la Maison d'Este (vers 1440-1445)
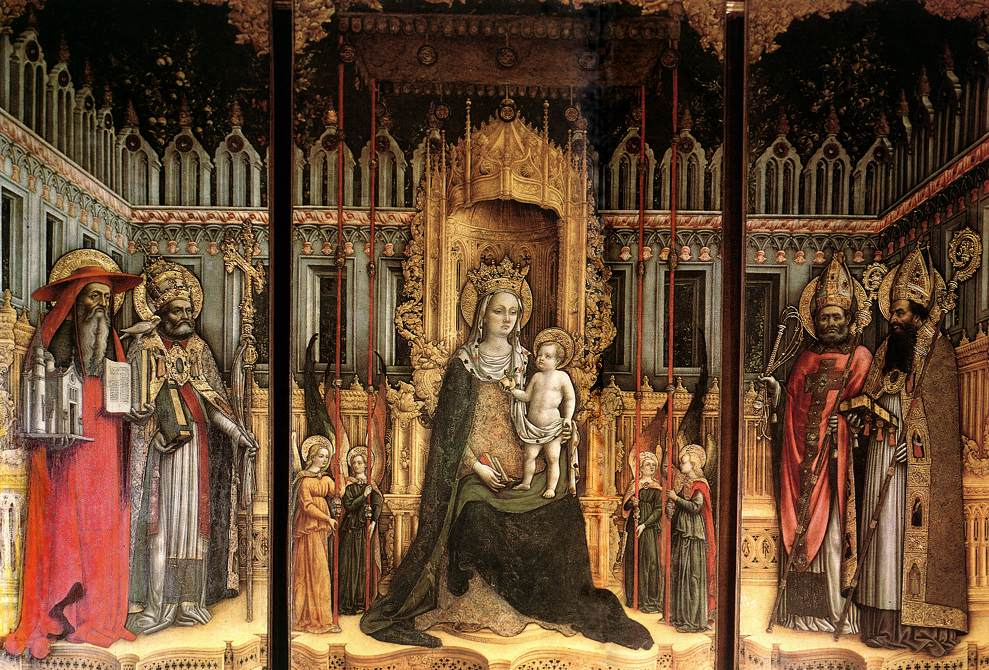
Antonio Vivarini et Giovanni d'Alemagna, Triptyque de l'Académie (1446).
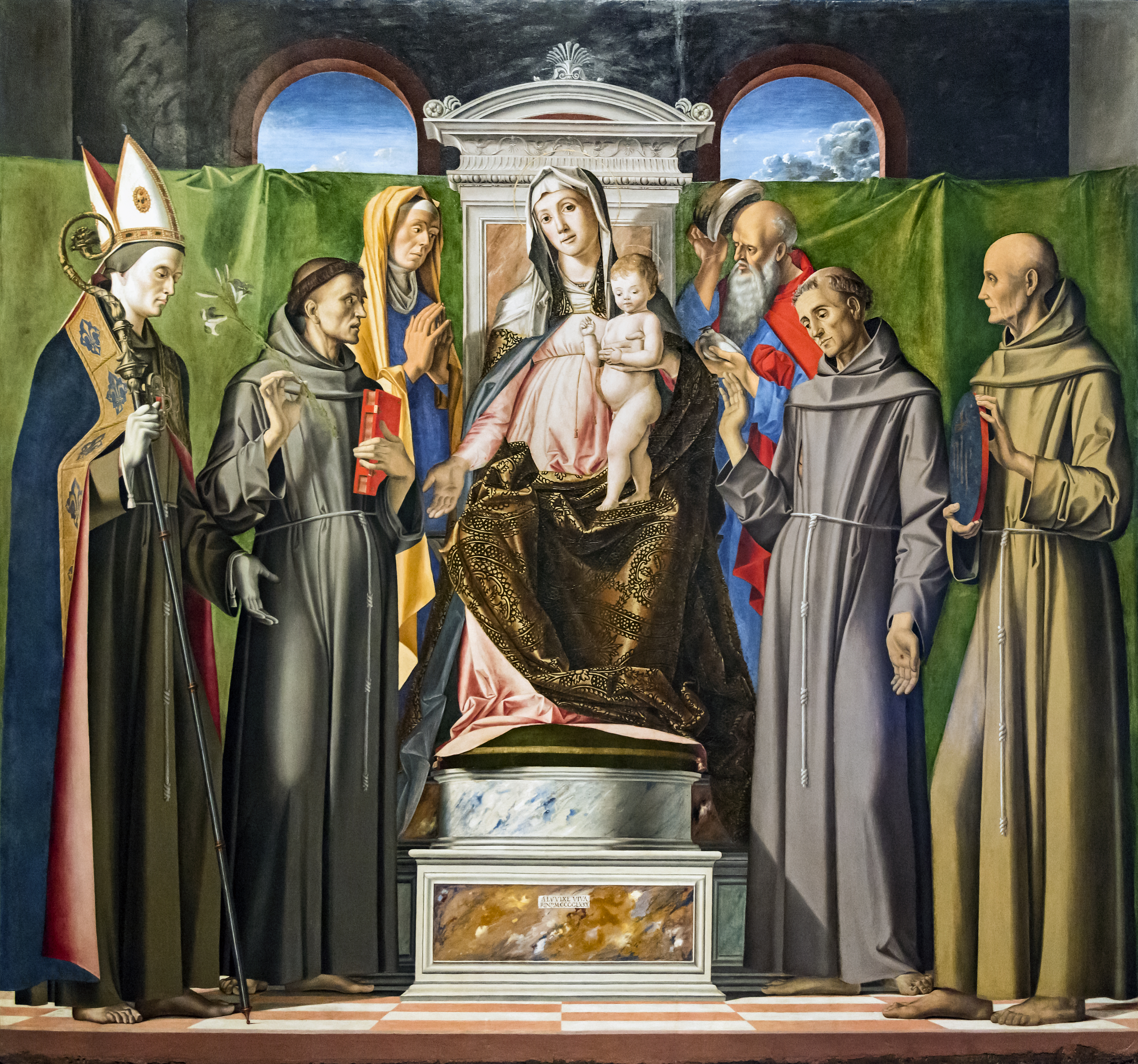
Alvise Vivarini, Conversation sacrée (1480).

##### Gentile Bellini

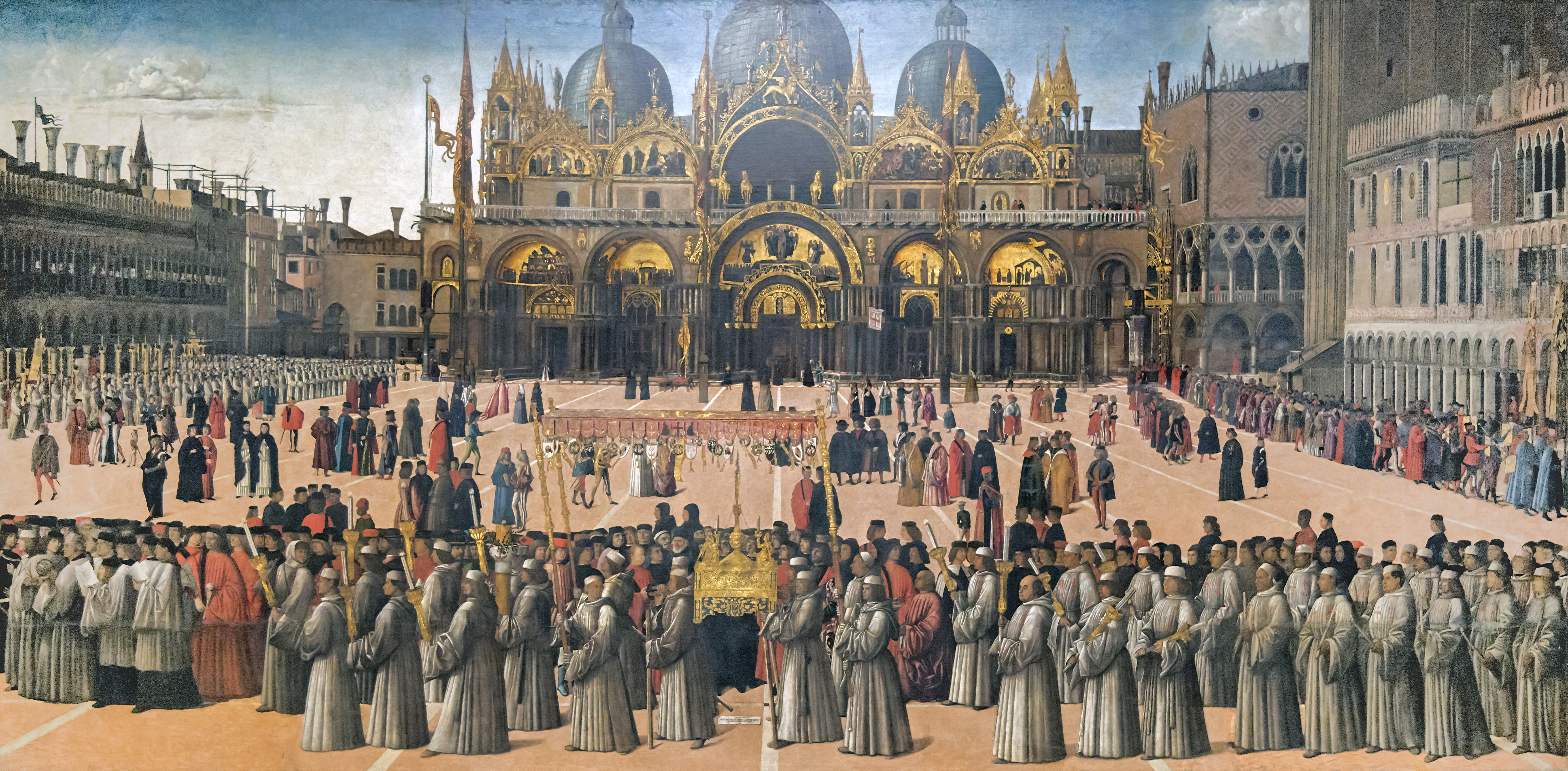
Gentile Bellini, Procession de la place Saint-Marc (1496).

Le véritable tournant vers la peinture de la Renaissance appartient toutefois aux deux fils de Iacopo, Gentile et Giovanni qui, bien que de manières différentes, reprennent et exploitent pleinement l'exemple d'Andrea Mantegna, leur beau-frère, et, après 1474, d’Antonello de Messine. Ce tournant peut être daté des années 1480, quand les Bellini sont chargés de refaire le décor de la salle du Grand Conseil du palais des Doges, ensemble qui appelle en principe la fresque. Celle-ci est peu utilisée à Venise, les pigments ayant du mal à se fixer convenablement sur les enduits des murs du fait de l'humidité permanente de la lagune. Par ailleurs, l'importante industrie vénitienne de la voile permet aux peintres de trouver facilement un support textile, ainsi qu'une technique permettant de coudre de grands morceaux de toiles pour les scènes narratives de taille importante. La peinture vénitienne peut évoluer grâce à la conjonction de l'huile comme médium et de la toile comme support.
Gentile Bellini peint principalement des teleri, les grandes toiles qui décorent les bâtiments publics et les scuole, ces puissantes confréries vénitiennes qui rassemblent des citoyens qui exercent la même profession ou appartiennent à la même communauté étrangère. Sa peinture reste liée au goût pour le féerique et pour le gothique tardif, et est dépourvue de spatialité. Dans la Procession sur la Place Saint-Marc (1496), le centre n'est pas défini et la perspective n’est utilisée que pour certaines parties. Le regard se retrouve ainsi errant parmi les différents groupes de personnages et les monuments au fond. L'attention de l'artiste se porte essentiellement sur la narration opportune de l'événement, avec des personnages suffisamment grands pour lui permettre de faire des portraits précis et de s'attarder sur la description des gestes et des costumes. Son analyse objective et quasi cristallisée fait de lui un portraitiste très recherché, ce qui lui permet même de représenter le sultan Mehmed II.

##### Giovanni Bellini

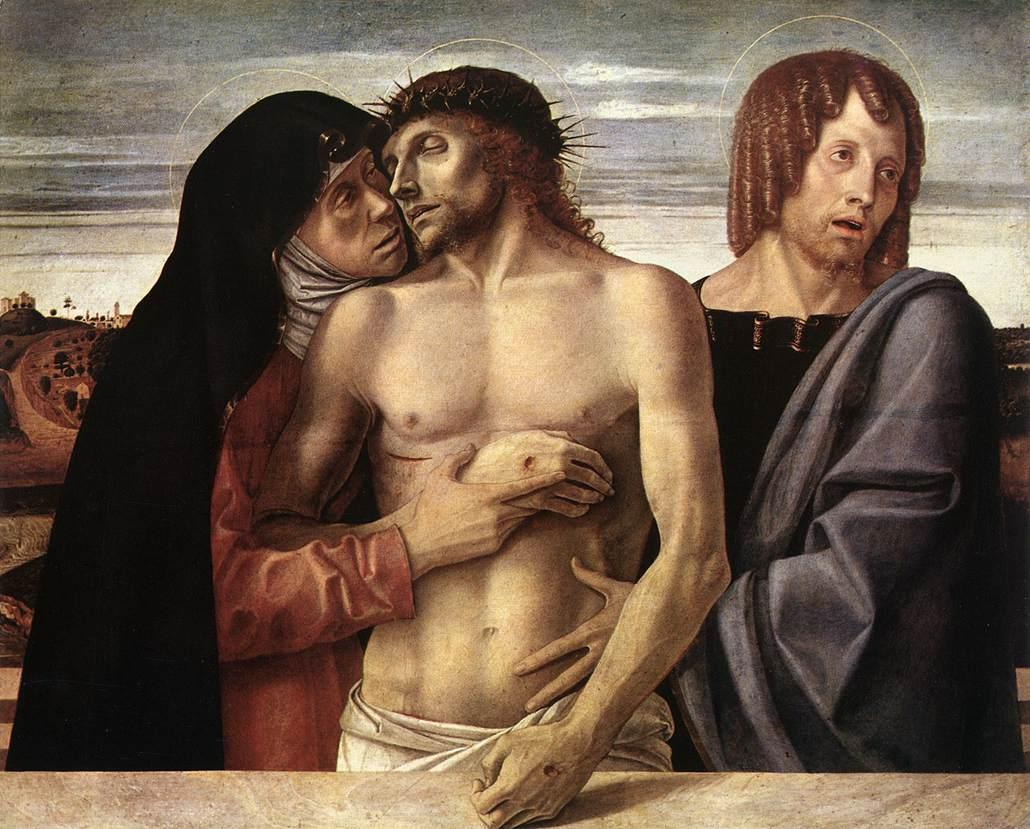
Giovanni Bellini, Pietà de Brera (environ 1455-1460).

Giovanni Bellini, un autre fils de Jacopo, est le peintre vénitien le plus important de sa génération. Son style s'est rapidement libéré du style gothique tardif grâce au précédent d'Andrea Mantegna. A l'instar de ses compatriotes, il admire la peinture flamande pour son réalisme, sa lumière et sa profondeur en perspective, même si l'héritage byzantin est encore perceptible dans ses premières œuvres. La Transfiguration du Musée Correr, où la ligne est sèche et incisive et le balayage des sols souligné en perspective par une vision « d'en bas » du groupe supérieur représentant le Christ parmi les prophètes, se détache parmi celles-ci. L'accent mis sur la lumière et la couleur, qui adoucit le paysage et plonge la scène miraculeuse dans une douce atmosphère du soir, un dérivé de la peinture flamande, en fait une œuvre originale. Les attitudes de ses personnages sont ensuite de plus en plus naturelles et souples, en harmonie avec la philosophie du nouveau credo humaniste.
Au réalisme souvent cru de Mantegna, Giovanni Bellini préfère la douceur et un chromatisme d'une transparence lumineuse qui est sa marque propre. Il renouvelle la composition du tableau d'autel en plaçant ses personnages dans des perspectives précises et en ouvrant l'espace sur des paysages d'une grande fraîcheur, situant la scène pieuse dans un monde naturel. Ses Vierges et ses saints ont majesté et humilité, avec une grande douceur d'expression, de compassion ou de tendresse dans leur tranquillité méditative ou expectative. Dans la Pietà de la Pinacothèque de Brera, les graphismes sont toujours présents, notamment dans les cheveux peints un à un ou dans la veine palpitante du bras du Christ, mais la lumière se mêle aux couleurs, adoucissant la représentation grâce à une utilisation particulière de la tempera avec des traits très fins rapprochés. Le pathétisme intense du groupe renvoie aux tableaux de Rogier van der Weyden. L'expédient du parapet qui coupe les personnages en deux, les rapprochant du spectateur, se réfère encore aux exemples flamands.

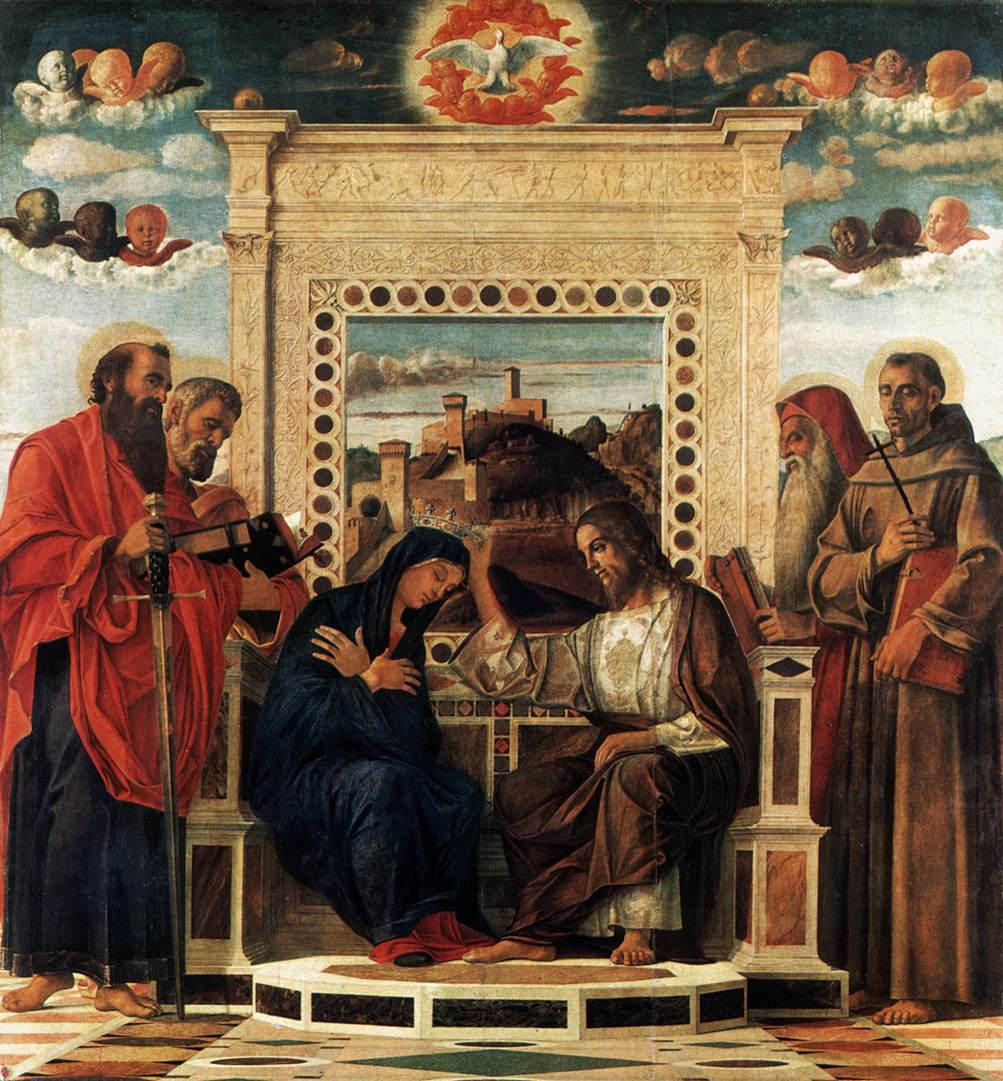
Giovanni Bellini, panneau central du Retable de Pesaro (environ 1475-1485).

Dans le ciel clair, qui s'éclaircit à l'approche de l'horizon comme à l'aube, figurent des groupes d'angelots et de séraphins, tandis que la colombe du Saint-Esprit vole au centre. Le paysage semble extraordinairement vivant : pas un simple décor, mais une présence dans laquelle l'air et la lumière semblent circuler librement. L'utilisation de la peinture à l'huile y contribue, ce qui permet de mélanger le proche et le lointain grâce à des effets lumineux particuliers.
Au milieu des années 1470, la composition du retable du Couronnement de la Vierge de Pesaro, une huile sur bois, constitue une véritable révolution : la représentation, d'un grand naturalisme, associe évènement naturel, vérité historique de l'architecture, gestuelle sacrée et surnaturelle, rigoureuse géométrie du pavement, avec les figures des protagonistes immergées dans la lumière et dans l'air.
Ce concept est développé dans L'Extase de saint François (vers 1480), où le peintre remplace le crucifix traditionnel qui envoie les stigmates au saint par une lumière divine, venant d'en haut à gauche du tableau, qui inonde François en jetant des ombres profondes derrière lui. François d'Assise est représenté au centre, longiligne et entouré par la nature. La conception de la relation entre l'homme et le paysage est ici à bien des égards opposée à celle de l'humanisme florentin : l'homme n'est pas le centre de l'univers, mais une partie de celui-ci avec lequel il vit en harmonie. Elle exprime une perméabilité entre le monde humain et le monde naturel transmise par le souffle divin qui anime les deux.

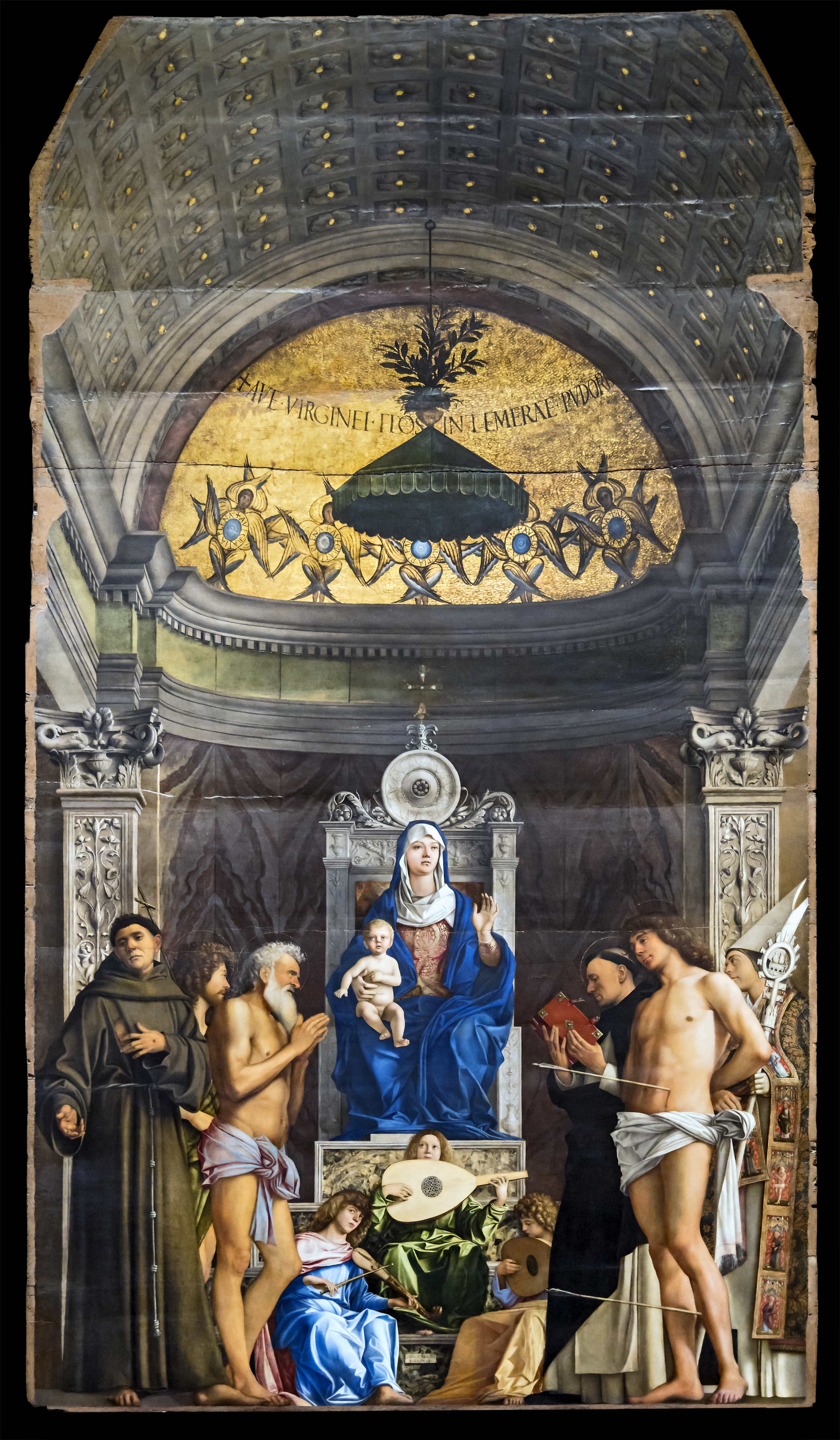
Giovanni Bellini, Retable de San Giobbe (1487).

En 1487, avec le retable de San Giobbe, Bellini signe une mutation décisive en réaction à la venue d'Antonello da Massine et à son retable de San Cassiano. Sa « Sainte Conversation » occupe un seul panneau et là où chez Piero della Francesca, l'abside a une rigueur mathématique, philosophique et humaniste, chez Bellini, l'essentiel tient à l'ampleur de la construction qui glorifie la Vierge grâce à un trône harmonieux dominé par une mosaïque vénéto-byzantine. La distribution des personnages, toujours symétrique, est subtilement différenciée et animée, en particulier grâce à l'accélération vers le centre inférieur des rouges et des contrastes colorés. Le groupe des anges témoigne de l'engouement vénitien pour la musique et les concerts, plus que de l'harmonie proprement céleste. Bellini fonde alors un classicisme digne de celui des peintres ombriens, que Giorgione approfondira par la suite.
À partir de la fin du XVe siècle, la représentation du paysage en harmonie avec l’homme devient une caractéristique essentielle de la peinture vénitienne qui connait un développement ininterrompu jusqu'aux premières décennies du siècle suivant. Bellini demeure le protagoniste de cette évolution, comme on peut le constater dans des œuvres comme La Transfiguration de Naples (1490-1495), visible au musée de Capodimonte, où la scène sacrée se déroule dans une représentation de la campagne vénitienne, avec une lumière chaude et intense.

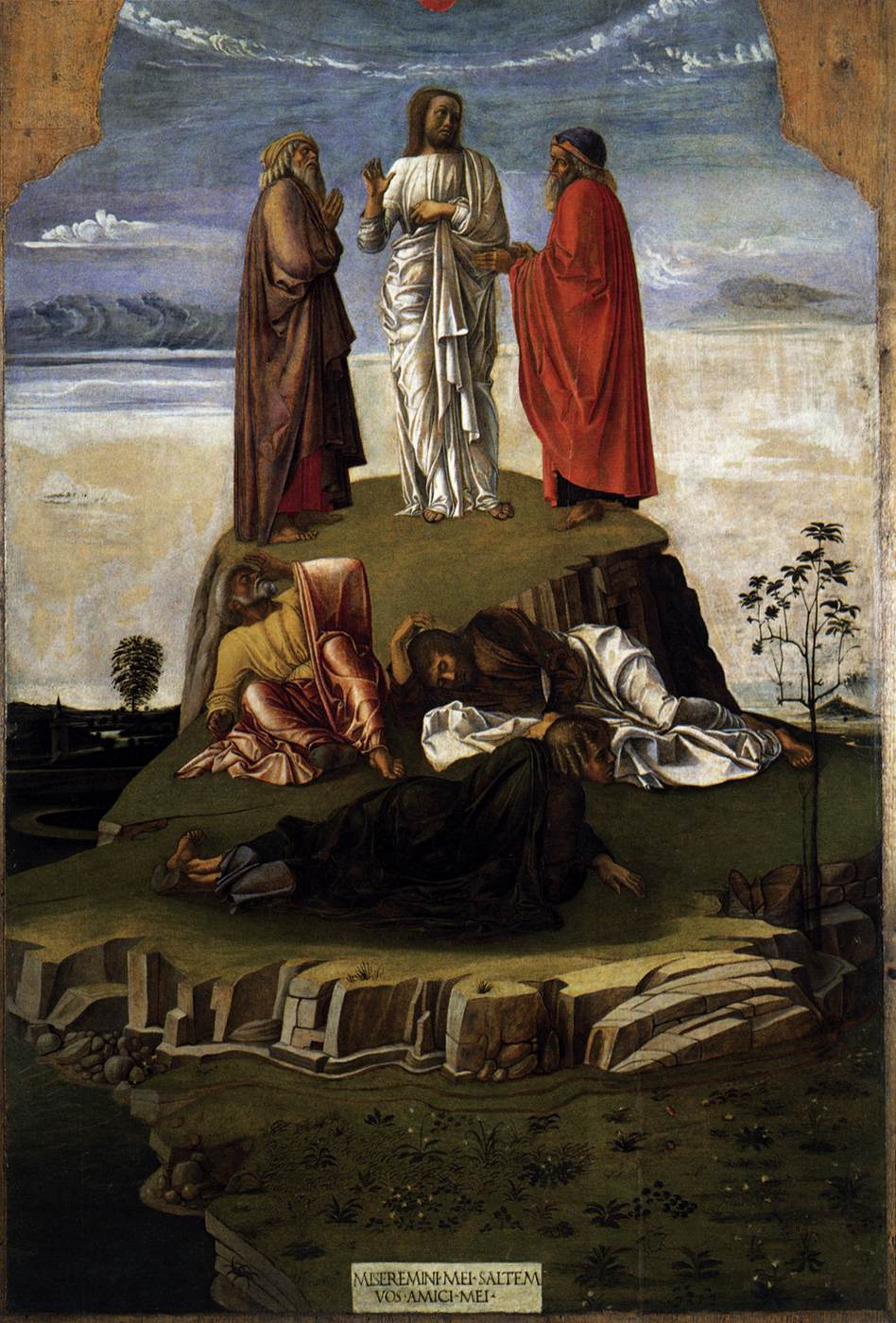
Giovanni Bellini, La Transfiguration (1455-1460).
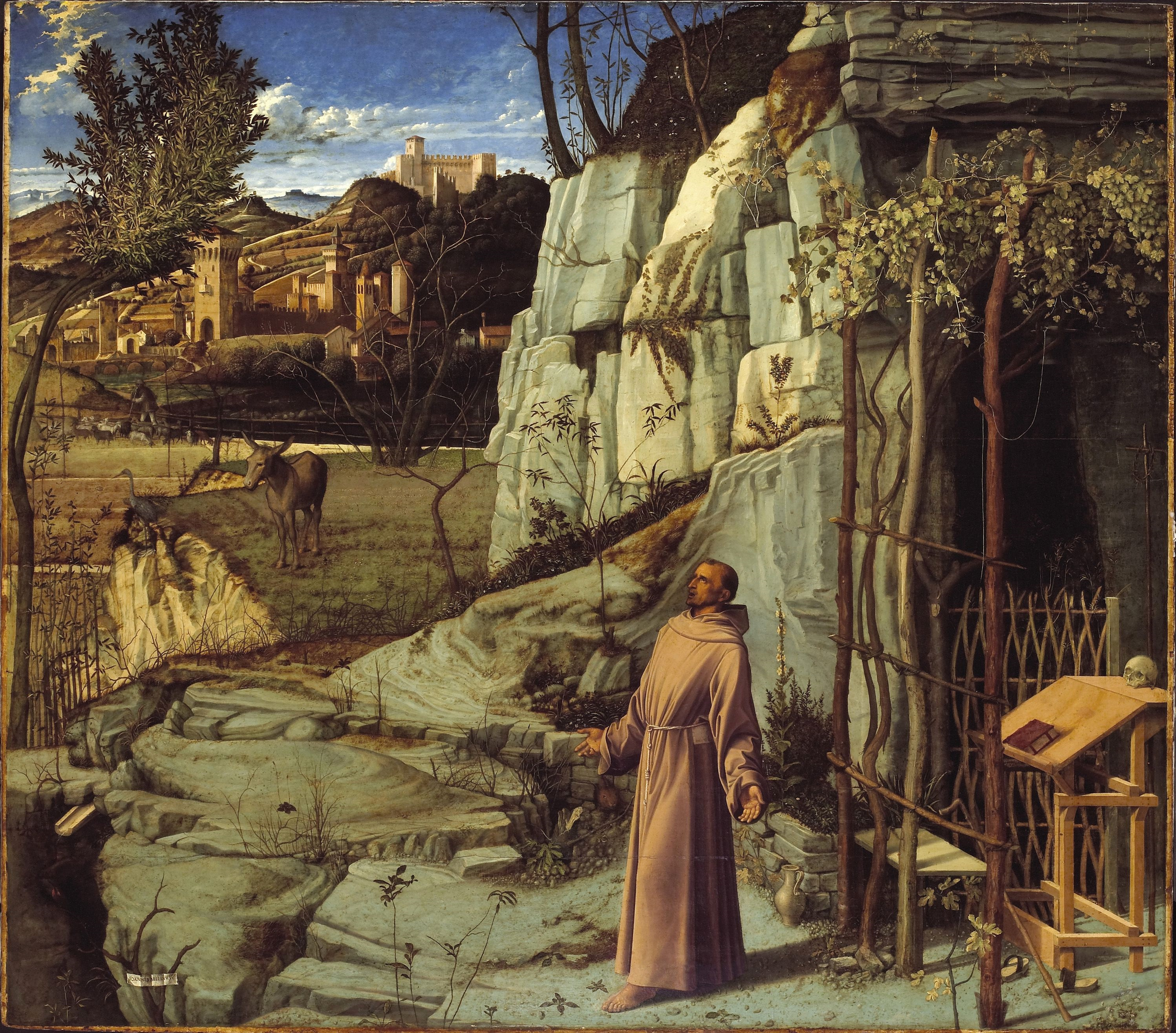
Giovanni Bellini, L'Extase de saint François (vers 1480).
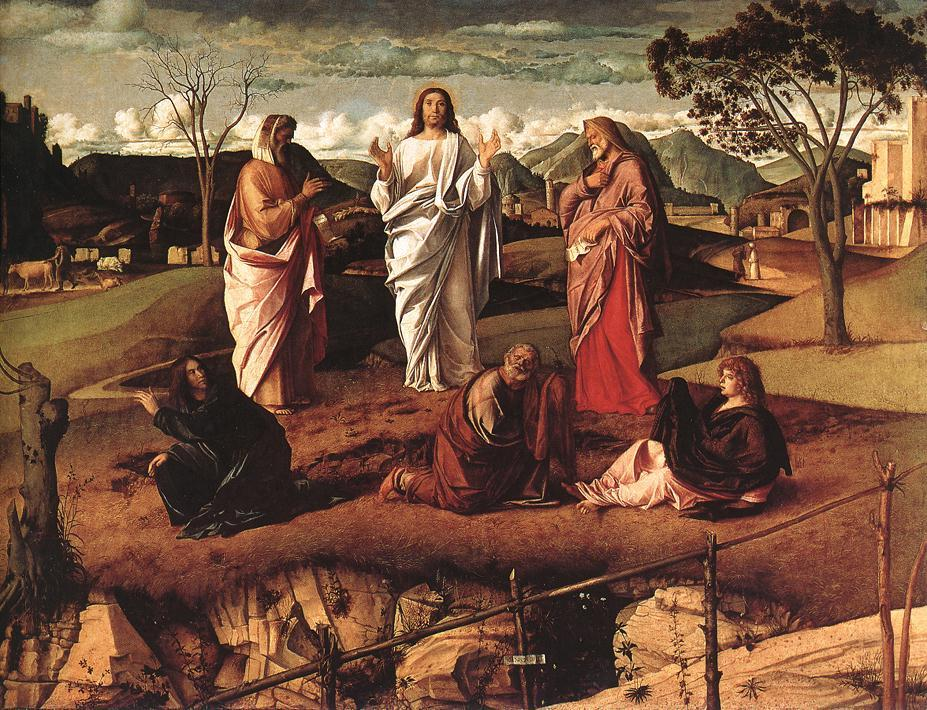
Giovanni Bellini, La Transfiguration de Naples (1490-1495).

#### Cima da Conegliano

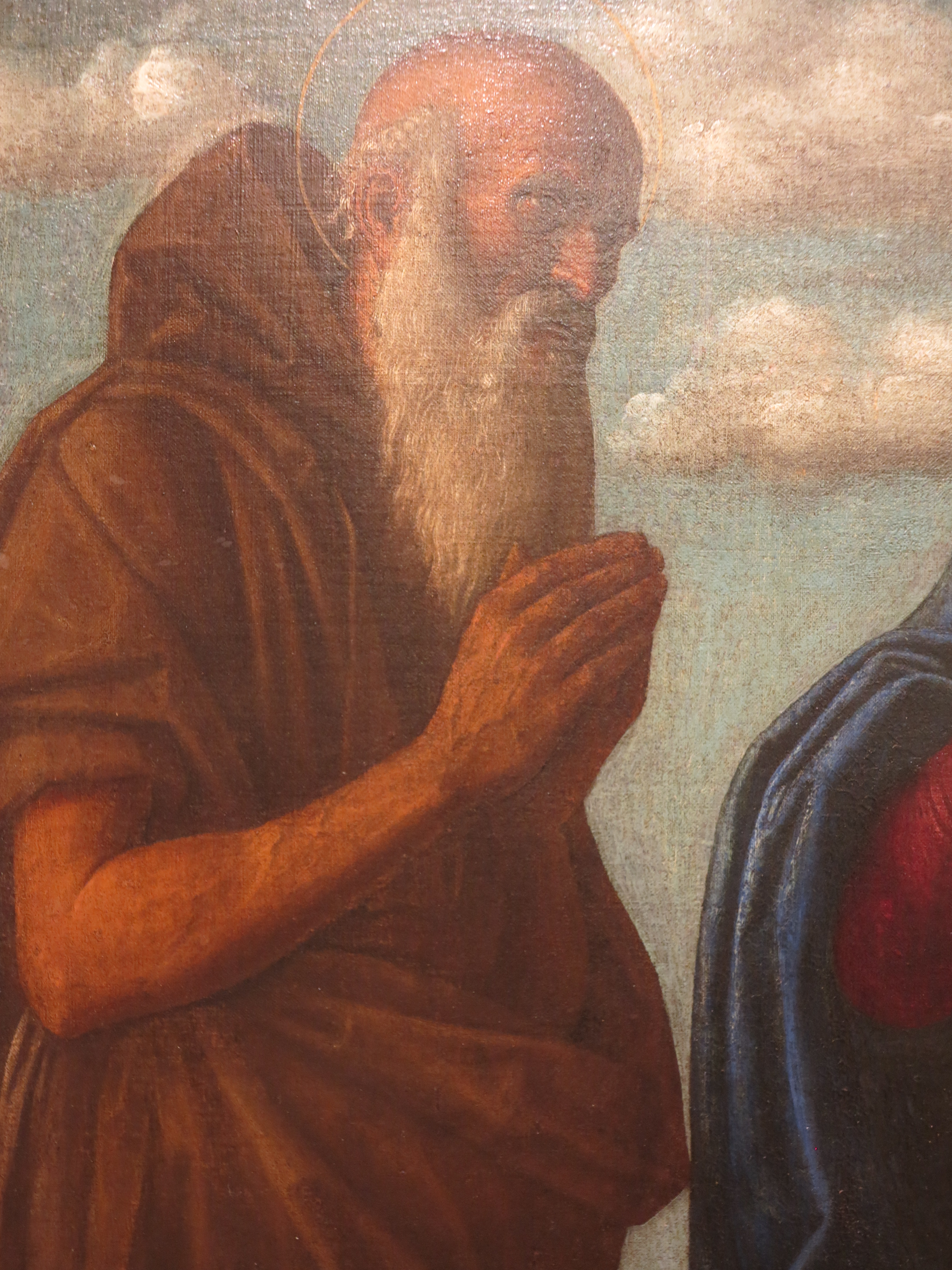
Cima da Conegliano, Saint Jérôme.

Giovan Battista Cima, connu sous le nom de Cima da Conegliano, est le principal disciple de Bellini, artiste tout aussi sensible et original qui s'établit à Venise en 1486. Cima se consacre à la peinture de dévotion dont il est le maître incontesté durant tout la dernière décennie du XVe siècle. Il contribue alors à l'immense succès de deux sujets proposés à la dévotion privée dont lui et son atelier sont considérés comme les meilleurs artisans : la représentation empreinte d'humanité et de douceur de la Vierge à l'Enfant, qui lui offre l'occasion de produire toute une série de variations et d'exercices sur le thème du divin et de l'humain, et celle de saint Jérôme, plus spécialement destinée aux érudits et orientée vers la méditation sur la nature du péché. Dans ses retables, la disposition spatiale est clairement définie, avec des personnages monumentaux immergés dans une lumière cristalline qui accentue un sentiment généralisé de paix dans les paysages en accord avec le calme des personnages qui reflète la « tranquillité de l'âme ».
À la suite d'Antonello da Messine dont il reçoit la leçon par l'intermédiaire des peintures d'Alvise Vivarini et de la sculpture de Tullio Lombardo, Cima adopte un point de vue surbaissé où l'homme gouverne l'espace et la peinture et devient la mesure harmonique de ce même espace, en une description limpide de la réalité obtenue par un dessin solide et précis. Il exploite le brillant de l'apprêt et approfondit la technique des glacis, à la recherche d'un accord de tons destiné à relier le premier plan au paysage lointain.
Cima traduit en couleurs la culture du proto-classicisme qui jusqu'alors ne s'est exprimé qu'en sculpture et en architecture, incarnant l'adhésion de la peinture à la norme néo-hellénique de Tullio Lombardo. Pendant sa maturité, il accentue certaines caractéristiques de son art, apportant une attention au détail monumental, introduisant des éléments figuratifs dans le décor architectural et rendant le corps humain plus vivant par l'intensité du regard.

#### Vittore Carpaccio

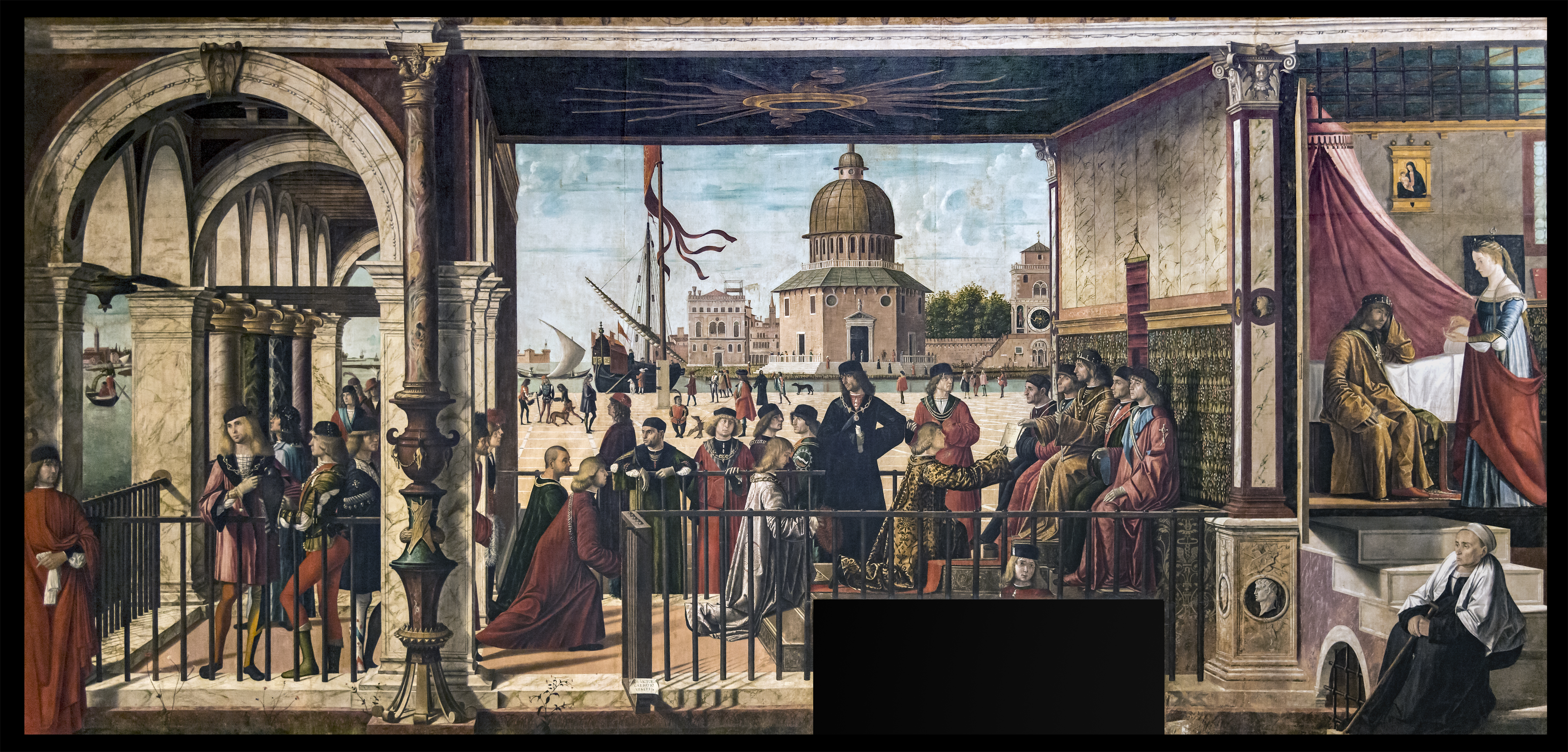
Carpaccio, L'Arrivée des ambassadeurs anglais (vers 1495).

Un type particulier de peinture narrative se développe à Venise à la même époque, lié aux grands cycles de teleri, différent de celui des autres villes italiennes par la richesse des éléments descriptifs et évocateurs. Ils sont essentiellement destinés à décorer les murs de grandes salles. Les toiles sont souvent disposées comme de longues frises pour couvrir des murs entiers et leur apogée, avec l'élaboration des schémas narratifs les plus originaux, coïncide avec la dernière décennie du XVe siècle, lorsqu’une décoration de ce type est commandée pour la salle de l'Albergo de la Scuola Grande di San Marco, œuvre collective de plusieurs artistes dont Gentile et Giovanni Bellini, pour la Scuola Grande di San Giovanni Evangelista, également une œuvre à plusieurs mains, et pour la Scuola di Sant'Orsola, cette dernière œuvre étant signée par le seul Vittore Carpaccio qui s'est déjà distingué dans le Miracle de la Croix au Rialto pour la Scuola di San Giovanni.

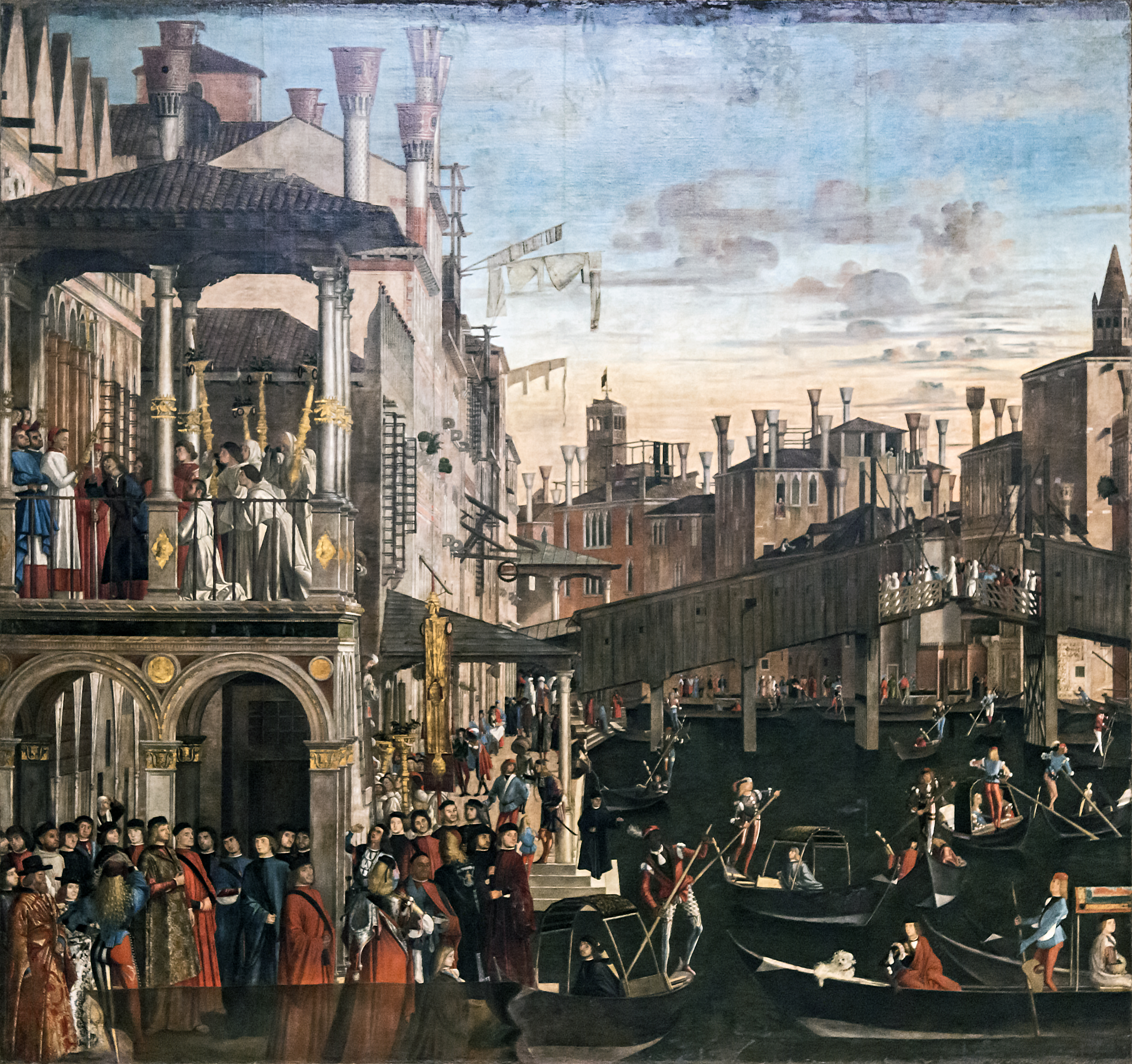
Carpaccio, Miracle de la croix au Rialto (vers 1496).

Carpaccio crée d'immenses toiles avec de nombreux épisodes où, surtout dans sa première période, la représentation prévaut sur le récit, suivant ainsi l'exemple de Gentile Bellini. Dans ses œuvres, la construction de la perspective est rigoureuse et la lumière permet de relier la très grande proximité et l'extrême lointain dans une même lumière douce et dorée qui donne la sensation que l’air circule dans l’atmosphère.
Dans La Légende de sainte Ursule, il rassemble à plusieurs reprises différents épisodes (comme dans l'Arrivée des ambassadeurs anglais, 1496-1498) qui se succèdent au premier plan qui devient ainsi une véritable scène. La figure du « fêtard », personnage au premier plan qui regarde le spectateur, l'entraînant dans la représentation, est aussi une de ses caractéristiques, rappel du personnage du narrateur du théâtre de la Renaissance. Les arrière-plans sont occupés par des vues très larges des villes, des mers et des campagnes, qui sont imaginaires mais qui reprennent des éléments tirés de la réalité, les rendant ainsi familiers à un œil habitué à voir Venise et l'arrière-pays vénitien.   

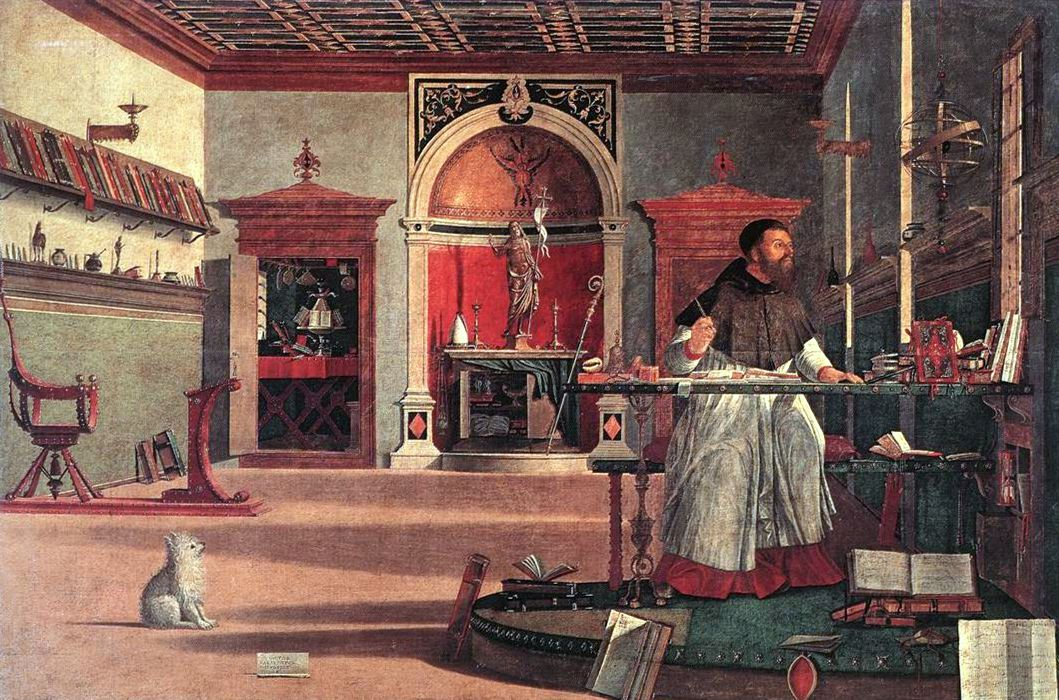
Carpaccio, La Vision de saint Augustin (1502).

Dans le cycle destiné à la Scuola di San Giorgio degli Schiavoni qu'il conçoit entièrement, l'artiste simplifie la structure narrative des toiles, se concentrant à chaque fois sur un seul épisode ce qui en souligne son pouvoir évocateur et fascinant. Dans le spectaculaire Saint Georges et le Dragon (1502), les personnages sont disposés sur un arc dynamique accentuant la violence entre le saint et la créature. Certains détails rappellent le danger constitué par la bête, comme les restes macabres qui jonchent le sol, tandis que d'autres sont liés à des astuces de perspective, comme la courte rangée de palmiers près de la ville, ou l'arche de roches qui encadre un voilier. Dans Saint Jérôme et le lion au couvent (1502), le peintre insiste dans la description ironique des frères fuyant à la vue de l’animal, tandis que dans les Funérailles de saint Jérôme, il insiste dans un décor rural sur l’atmosphère de méditation et de tristesse. Le chef-d'œuvre de l'artiste est La Vision de saint Augustin, où le saint humaniste est représenté dans son studio rempli de livres et d'objets propres au travail intellectuel, avec une diffusion douce de la lumière symbolisant l'apparition miraculeuse de saint Jérôme à l'évêque d'Hippone.
Les années suivantes, la production de Carpaccio reste ancrée dans les schémas du XVe siècle. Il est incapable de se renouveler et de s’adapter aux révolutions édictées par la génération d'artistes vénitiens suivante, perdant le soutien des cercles les plus cultivés et raffinés de la cité, bien que son art soit profondément « vénitien ». La limite historique de Carpaccio tient, fondamentalement, au but même qu'il assigne à la peinture : l'imitation de la nature qui, malgré le sens complexe que prend l'expression dès le Quattrocento, ne peut plus suffire à des artistes ou à un milieu cultivé qui demande au tableau un autre ordre de révélations et de plaisirs. Après s'être consacré à la décoration de scuole mineures, il se retire dans la province où son style, désormais dépassé, trouve encore des admirateurs.

### Sculpture

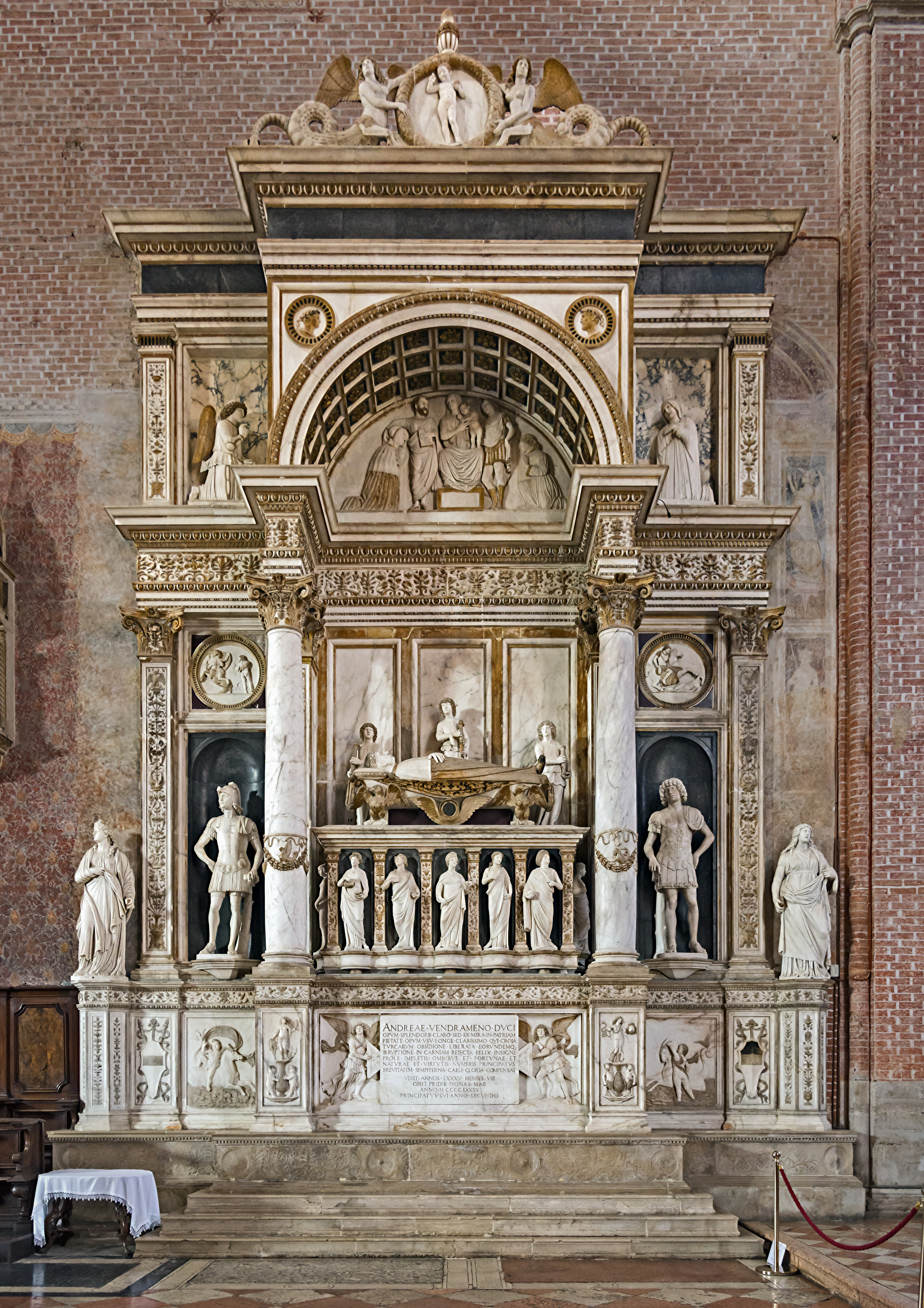
Monument funéraire du doge Andrea Vendramin (1493-1499).

Dans la seconde moitié du XVe siècle, les sculpteurs actifs à Venise sont pour la plupart architectes ou des proches de ces derniers qui participent à leurs chantiers et qui se forment dans leurs ateliers. C’est le cas, par exemple, des deux fils de Pietro Lombardo, Tullio et Antonio, qui reçoivent des commandes de monuments funéraires grandioses destinés aux doges, de statues et de sculptures. La production de sculptures de cette période n’est pas homogène et va du réalisme vigoureux et expressif d'Antonio Rizzo (statues d'Adam et Ève dans l'Arco Foscari) au classicisme de Tullio Lombardo (Bacchus et Ariane).
Certains monuments funéraires d'État sont confiés à l'atelier de Tullio Lombardo. Le Monument funéraire du Doge Pietro Mocenigo (vers 1477-1480) présente une série de statues et de reliefs qui font référence au « capitaine de la mer » pour célébrer sa victoire, bien que modeste, contre les Ottomans en mer Égée. Le monument est érigé comme un triomphe, rappelant certains mythes symboliques des temps anciens, comme les travaux d'Hercule.
Le Monument funéraire du Doge Andrea Vendramin (1493-1499), dont la structure architecturale est inspirée de l'arc de Constantin, a été largement copié dans les années qui suivent. Le défunt est représenté au centre, allongé sur le sarcophage décoré de personnifications hellénistiques de la Vertu. Dans la lunette, le doge est représenté sur un bas-relief alors qu'il adore la Vierge qui ressemble à une déesse de l’antiquité classique. Le socle, où se trouve une élégante inscription en caractères lapidaires romains, est riche de reliefs symboliques dans un style imitant l'antiquité, même lorsqu'ils représentent des personnages bibliques tels que Judith. À l'origine, des statues antiques se trouvaient dans les niches latérales, aujourd'hui au Bode-Museum (Paggi reggiscud), au Metropolitan Museum (Adam) et au Palazzo Vendramin Calergi (Eve), remplacées des siècles plus tard par les œuvres d'autres artistes.

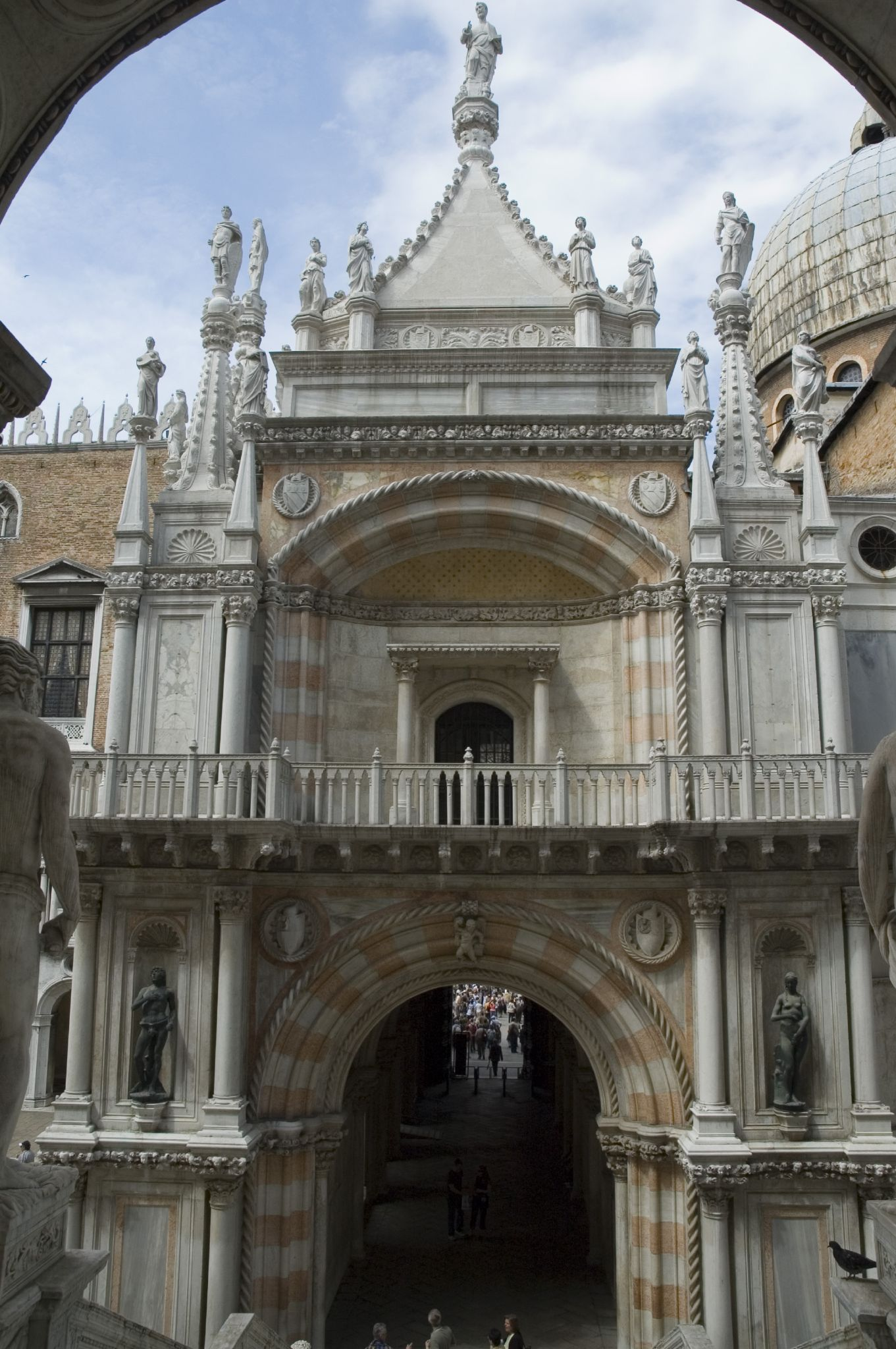
Antonio Rizzo, Arco Foscari (1483-1498).
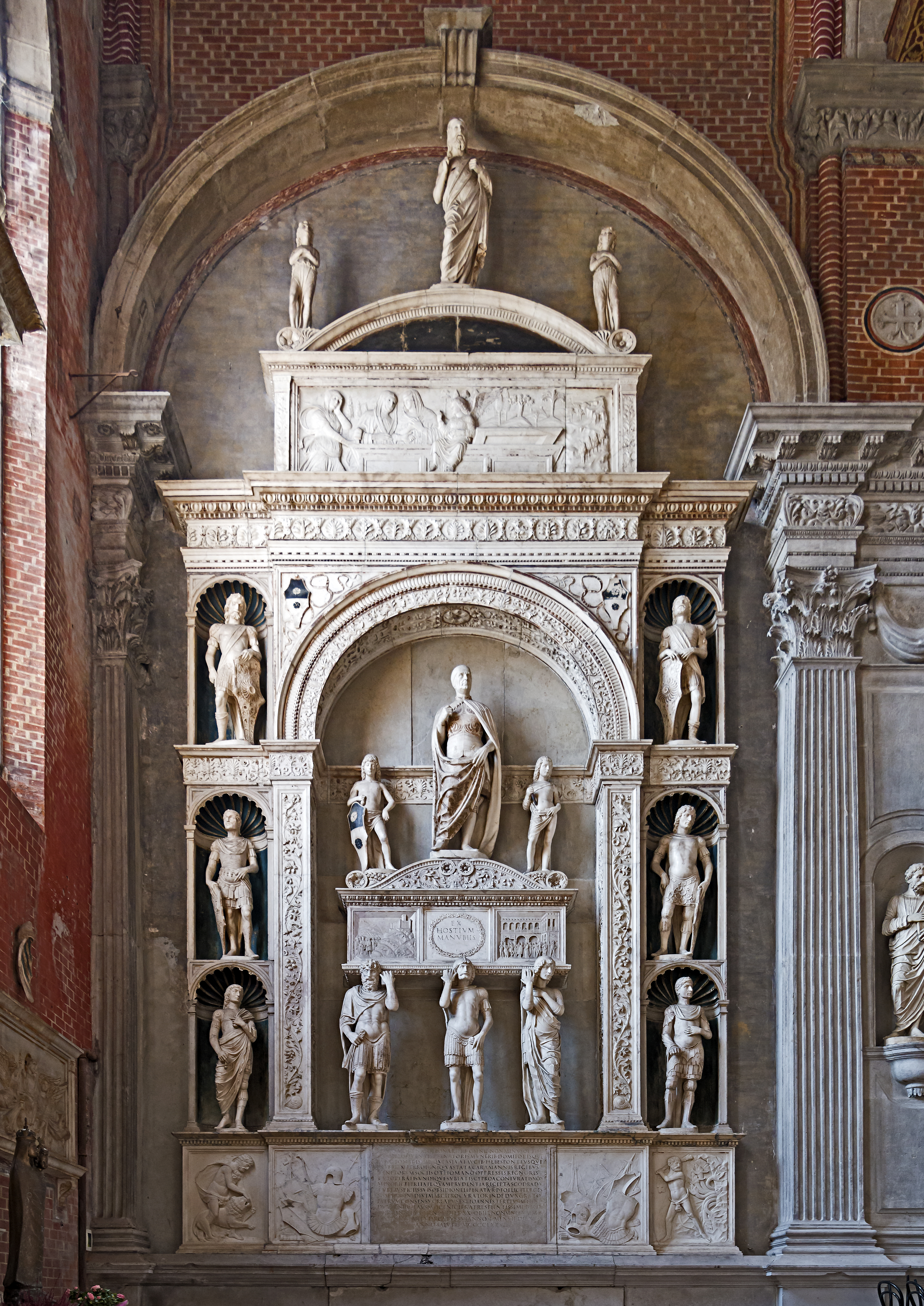
Monument funéraire du Doge Pietro Mocenigo (environ 1477-1480).
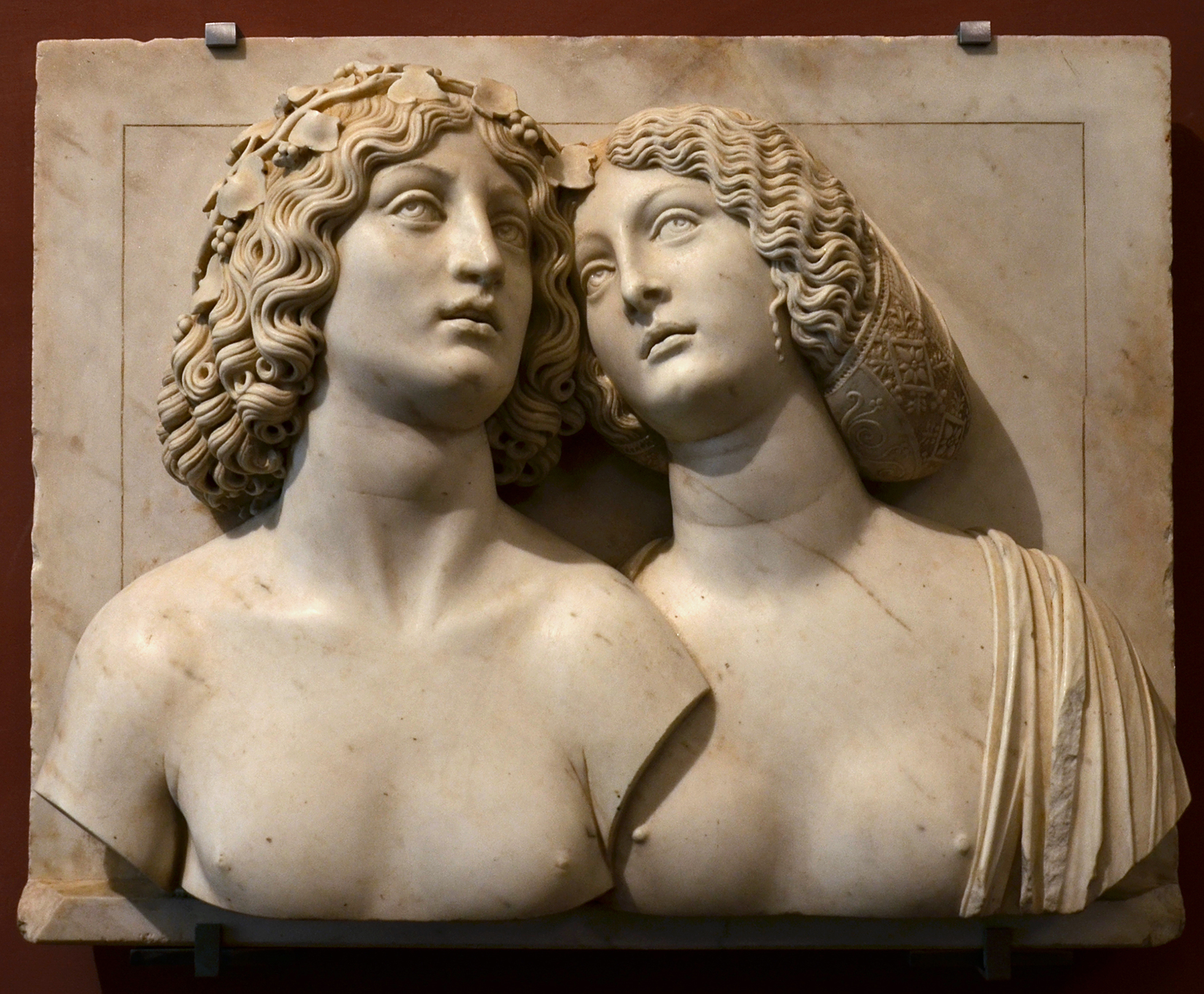
Tullio Lombardo, Bacchus et Ariane (vers 1505).

## Contexte de la Haute Renaissance à Venise
Au début du XVIe siècle, Venise contrôle un territoire divisé entre les Domini di Terraferma, d'Adda à Isonzo, et les Stato da màr qui s'étendent à l'Istrie, à la Dalmatie, aux îles Ioniennes, à la Crète, aux Cyclades et à une partie des Sporades et de Chypre. La ville devient l'un des centres artistiques les plus importants d'Italie, principalement grâce au commerce et au mercantilisme, ainsi qu'à la richesse de son empire, l'un des plus diversifiés d'Europe. La politique générale est désormais orientée vers la conversion d'un empire maritime en une puissance continentale s'intégrant dans l'équilibre politique entre les États italiens. Venise subit une forte crise en 1510 lorsqu'elle est attaquée par le pape Jules II et la Ligue de Cambrai après de graves affrontements avec les Ottomans en Méditerranée orientale. Mais la situation s'inverse ensuite complètement à la suite d'un changement d'alliance du pape et grâce à la fidélité d'une partie des populations qu'elle contrôle.
La plupart des commandes demeurent le fait de l'État et de l'Église. Les simples particuliers jouent un rôle moindre qu'à Florence ou à Pérouse, par exemple. L'image est souvent un instrument au service de la République. Rien n'amène cette dernière à vivre l'idéal républicain comme le fait encore Florence en 1500, et la cité ne vise pas, comme Rome, à fonder sur l'Antiquité une autorité universelle.
La pensée vénitienne est intimement liée à l'université de Padoue et à son aristotélisme qui amorce le dépassement de la tradition byzantine. Le primat accordé à l'expérience sur l'idée est aussi bien adapté à l'état d'esprit des commerçants vénitiens. Mais surtout, cet aristotélisme fournit la base théorique à partir de laquelle la pensée vénitienne refuse les polarités inconciliables entre Idée et Réel, ou entre Nature et Histoire. Selon Giulio Carlo Argan, l'expérience et l'existence, conçues comme synthèse des contraires, constituent sans doute un apport vénitien essentiel à l'histoire de la pensée du Cinquecento. Ses conséquences sur la pratique picturale sont capitales, les tourments et l'interrogation spirituelle y prennent d'autres voies. Le néoplatonisme, philosophie optimiste qui anime le mythe de la Renaissance, y est aussi présent, mais dans l'atmosphère vénitienne, il change de caractère et devient plus mondain et plus sensuel. Il est presque une philosophie de « l'art de vivre », plus que l'instrument d'une véritable vision intellectuelle du cosmos. La conception amoureuse du néoplatonisme triomphe à Venise, marquant la peinture et distinguant ainsi certaines oeuvres de Titien d'oeuvres michelangèlesques, ou même, giorgionesques.
D'un point de vue culturel, la ville s'impose comme un centre d'études humanistes, principalement grâce aux presses à imprimer qui publient des textes classiques. À cela s'ajoute un vif intérêt pour les études archéologiques, les données scientifiques et surtout la botanique. L'un des débats qui anime la scène culturelle vénitienne de l'époque est celui de la possibilité de concilier la « vie contemplative », entendue comme une activité spéculative philosophique et religieuse à mener dans la solitude, détaché des événements du monde, et la « vie active », entendue comme un service à la communauté pour la réalisation de « l'honneur ». Si les grands humanistes vénitiens de la fin du XVe siècle ont tenté de démontrer la possibilité d'une réconciliation entre les deux opposés, au début du nouveau siècle, les deux tendances paraissent totalement inconciliables. La pratique « contemplative » des intellectuels vénitiens favorise la diffusion de formes particulières de collections, telles que celles d'antiquités, de pierres précieuses, de pièces de monnaie, de reliefs, de codes, d'incunables et de peintures, toutes liées aux inclinations culturelles et au caractère du collectionneur. La collection du cardinal Domenico Grimani en est l'un des exemples les plus célèbres.
La liberté relative que l'oligarchie de la Sérénissime garantit à ses citoyens et visiteurs est la meilleure parmi celles que les tribunaux italiens peuvent offrir, et en fait pendant ces années un refuge fréquenté par ceux qui sont impliqués dans les dangereux jeux de pouvoir de leurs propres États. Venise accueille alors certains des plus illustres génies italiens et étrangers. Parmi ces hôtes les plus fameux figurent Michel-Ange ou les exilés du Sac de Rome, dont Jacopo Sansovino qui s'installe dans la ville et y apporte les innovations architecturales développées dans le centre de l'Italie.

## Haute Renaissance

### Peinture
Au XVIe siècle, la peinture vénitienne achève de s'affirmer en un univers original, où règnent lumière, couleur, et sensualité, qui doit être mis en relation avec la situation lagunaire de la ville. Elle gagne son prestige en participant activement au jeu culturel en cours, c'est-à-dire en prenant parti dans les débats de la Renaissance multiple. L'apogée de la peinture vénitienne au XVIe siècle est attachée à l'existence de personnalités artistiques exceptionnelles, mais l'éclosion des génies, la forme que prennent leurs manifestations, sont également intimement liées au groupe social, plutôt qu'à la classe sociale, qui utilise les images « géniales ». Comparée avec la production contemporaine de l'Italie, la peinture vénitienne frappe, dans les années 1530, par une originalité qui tient à la fois à une relative facilité d'accès au contenu de la représentation et par le caractère plus libre et plus énergique de ses images. Au début des années 1540, les contacts avec le Maniérisme sont plus déterminants : Francesco Salviati est à Venise en 1539-1540, Vasari surtout en 1541-1542, et les gravures y diffusent l'intellectualisme exacerbé du Parmesan, tout en mettant sur un même plan les grandes œuvres romaines des années 1510 et la production ultérieure di maniera.
À partir de 1560, Titien représente une certaine forme de tradition vénitienne, relativement conservatrice. La modernité est incarnée alors d'une part, par Tintoret et sa dynamisation gigantesque de la Maniera, et d'autre part, par Véronèse et son art « clair ». Tous deux s'inspirent du Maniérisme de l'Italie centrale, conçoivent de grands cycles décoratifs, exaltent officiellement les gloires de Venise et ne peuvent se soumettre au conformisme de la Contre-Réforme. Tintoret, dont le style domine dans la cité à la fin du siècle, se consacre à l'exaltation de l'esprit religieux qui mène Venise à la guerre contre les Turcs et à la victoire, tandis que Véronèse incarne l'autre composante essentielle de l'esprit vénitien : l'ouverture intellectuelle et le mode de vie civil d'une société libre et avancée culturellement.
Vers 1500, Venise invente la peinture de chevalet, conçue pour le plaisir des patriciens cultivés dont la Tempête de Giorgione est un exemple

#### Dürer à Venise

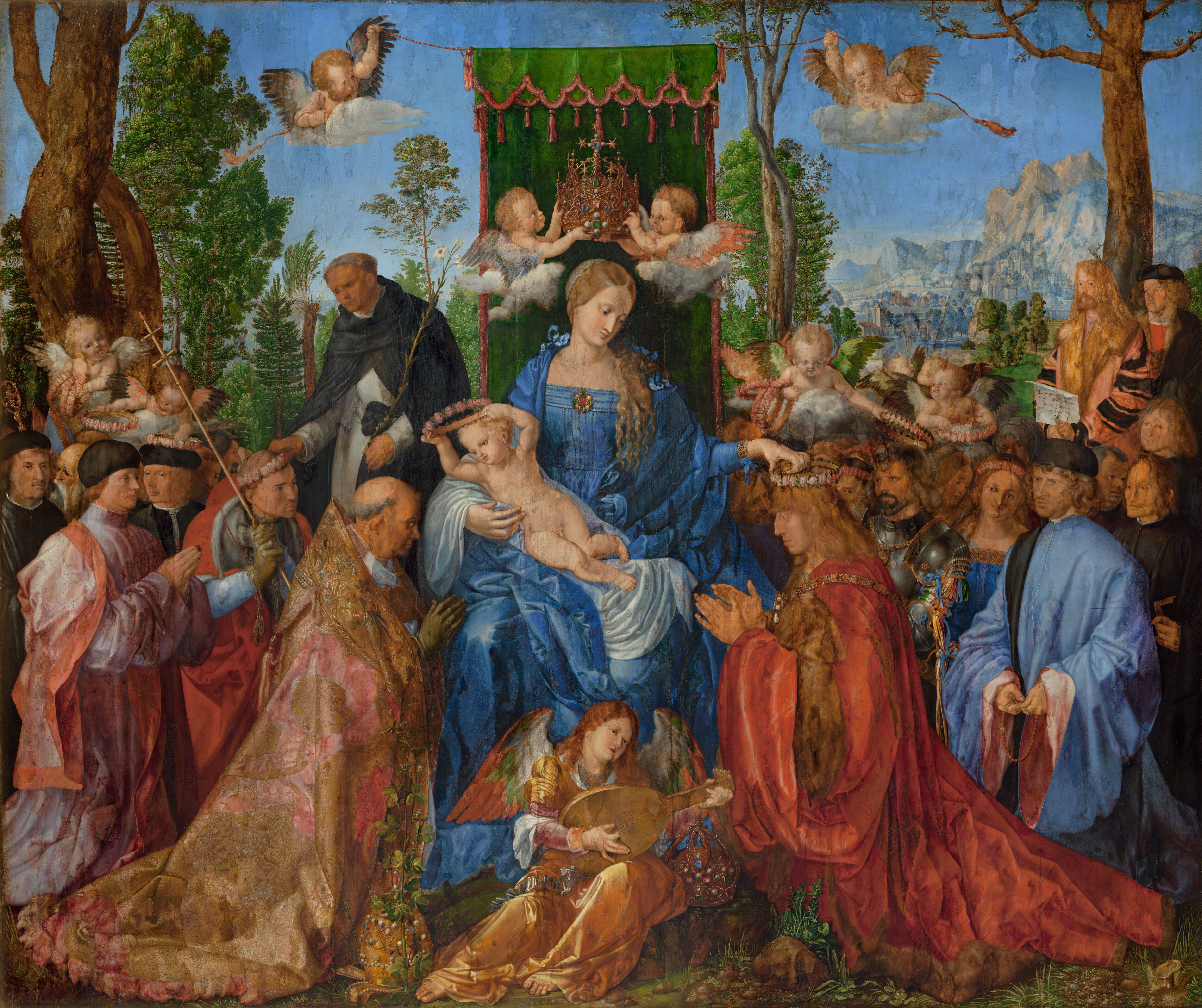
Albrecht Dürer, Fête du Rosaire (1506).

En 1505, et jusqu'au début de 1507, le peintre allemand le plus important de l'époque, Albrecht Dürer visite la ville de Venise pour la deuxième fois, après y avoir déjà séjourné en 1494-1495. Désormais, sa renommée est très répandue grâce à une série de gravures diffusées dans toute l'Europe. Les marchands de la Fontego dei Tedeschi lui commandent alors un retable pour leur église du Rialto, San Bartolomeo.
Dans le domaine de la peinture, le maître allemand a assimilé les règles de l'art vénitien de l'époque, telles que la rigueur de la composition pyramidale avec le trône de Marie au sommet, la monumentalité de l’ensemble et la splendeur chromatique, ainsi que le rendu précis des détails et des physionomies, l’intensification gestuelle et la concaténation dynamique entre les personnages. Son œuvre, et notamment la Vierge de la Fête du Rosaire, rappelle la monumentalité calme de Giovanni Bellini, avec un hommage explicite de l'ange musicien au centre. Malgré l'admiration générale et sa résonance, la peinture de Dürer influence peu les artistes vénitiens, contrairement à ses gravures. Si ses œuvres créées ou laissées dans la cité lagunaire ne sont pas identifiables avec certitude, de nombreux indices et citations, iconographiques et stylistiques, confirment que son passage n'est pas passé inaperçu, contribuant à la naissance du tonalisme, résultante du sfumato et de la perspective aérienne.

#### Artistes lombards à Venise

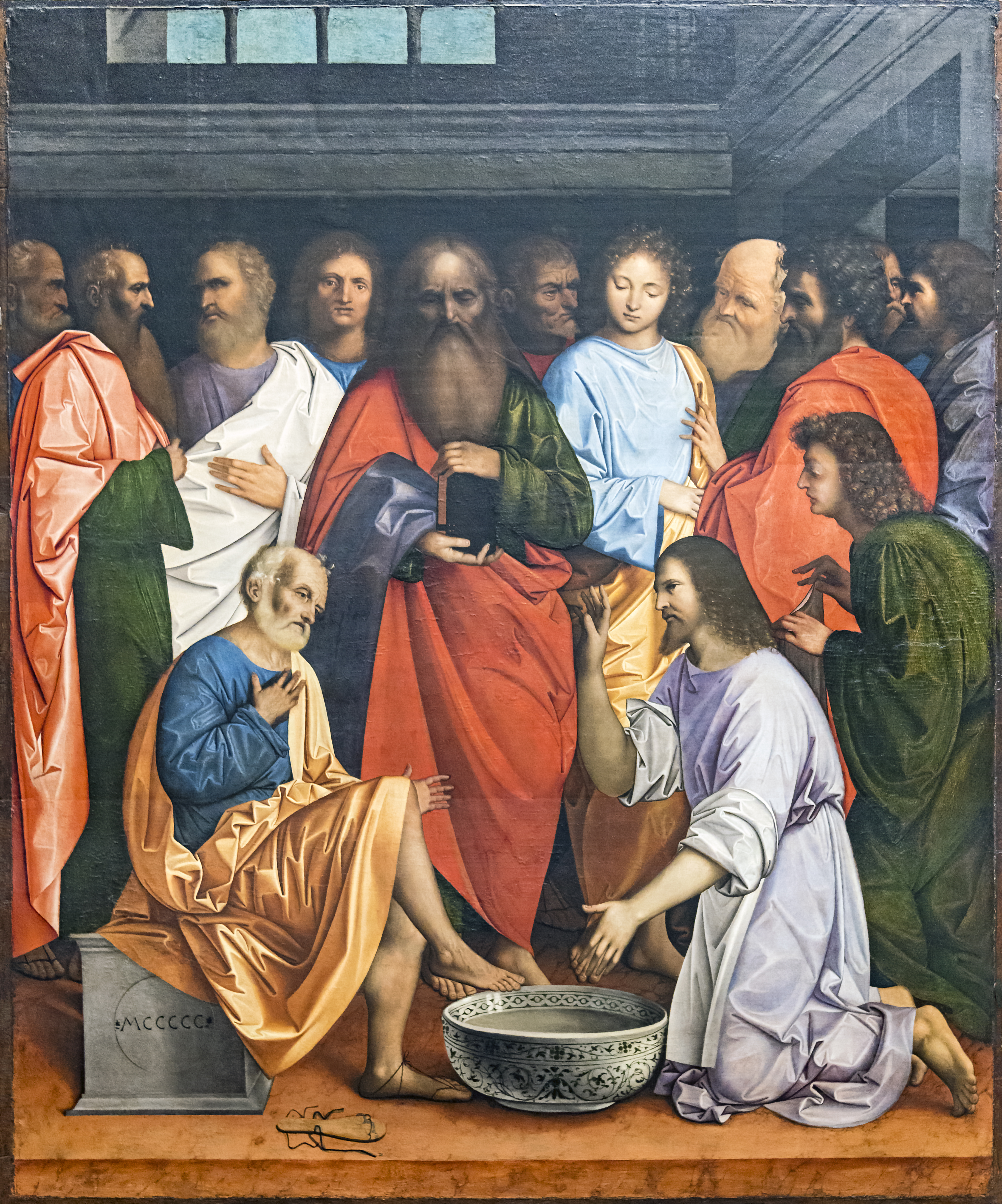
Giovanni Agostino da Lodi, Lavement des pieds (1500).

La présence et l'influence des artistes lombards nommés les Leonardeschi dans les années qui suivent, sont plus documentées. À Venise, la nation lombarde se réunit à la Scuola dei Lombardi située dans un bâtiment érigé à la fin du XVe siècle dans la basilique dei Frari. Les sculpteurs et tailleurs de pierre y prévalent en nombre, dont ceux de la famille Lombardo. À partir de la fin du XVe siècle cependant, certains peintres sont présents et bien intégrés, parmi lesquels Andrea Solario, frère du sculpteur Cristoforo, auteur de petites œuvres sur des sujets sacrés, et Giovanni Agostino da Lodi, considéré comme le premier vulgarisateur des idées de Léonard à Venise et auteur du Retable des Bateliers dans l'église San Pietro Martire à Murano.
Arrivent ensuite Francesco Napoletano, décédé à Venise en 1501, et Marco d'Oggiono, ancien collaborateur de Léonard qui exécute une série de toiles pour la Scuola dei Lombardi, aujourd'hui perdue, et qui a certainement contribué à la diffusion des visions de Léonard auprès des artistes de la Sérénissime, notamment chez Giorgione,.

#### Giorgione

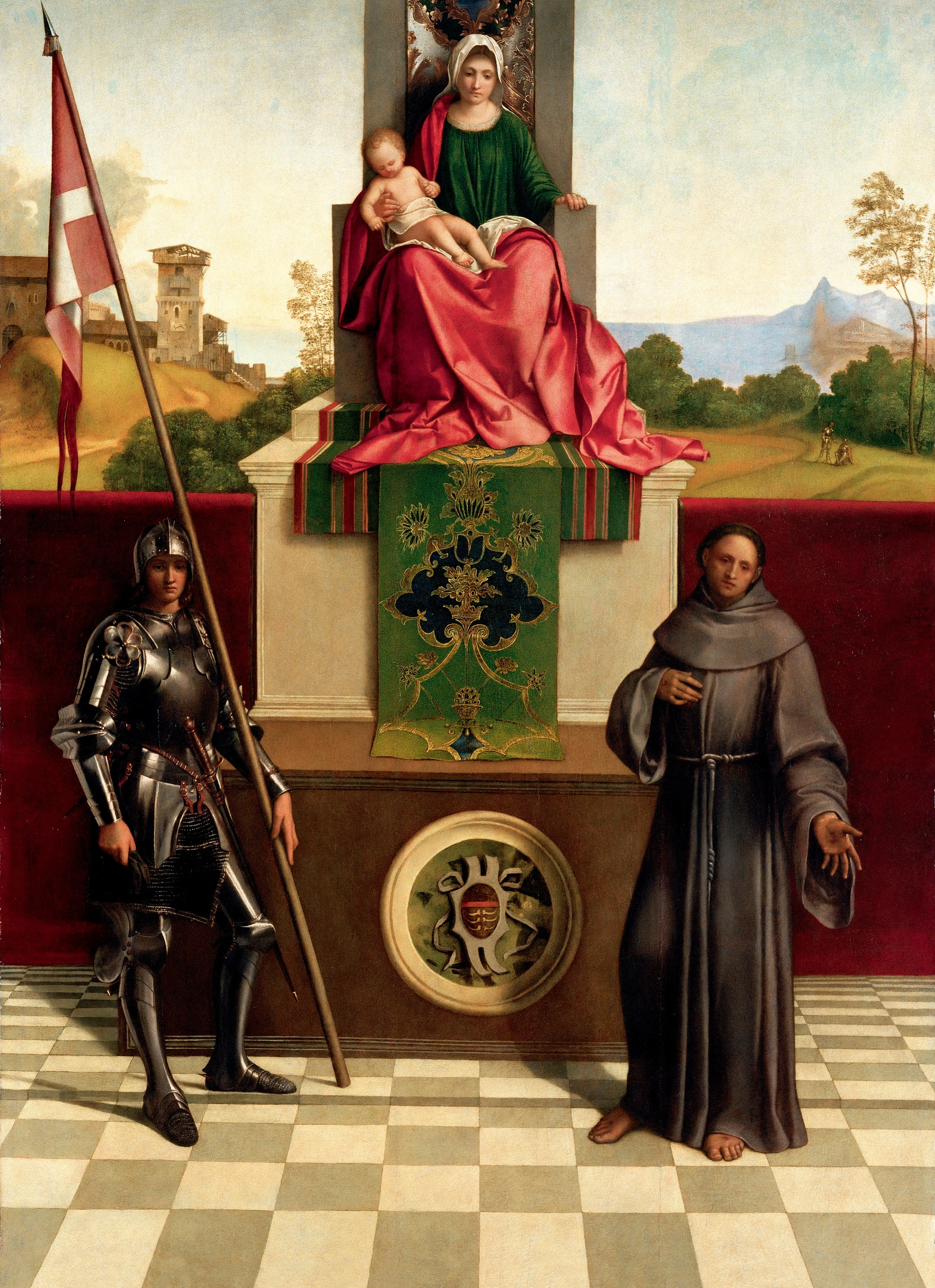
Giorgione, Retable de Castelfranco (1502 environ).

Giorgione arrive, semble-t-il, à Venise vers 1503-1504, où il est l'élève de Giovanni Bellini en même temps que Titien qu'il va lui-même influencer. Il provoque un profond renouvellement du langage pictural lagunaire en un peu plus de dix ans d'activité, en introduisant quatre nouveaux aspects dans l'art vénitien : le sujet laïque, de petites dimensions, pour les particuliers et les collectionneurs, tout comme Bellini avait créé de petites œuvres religieuses non destinées à une église ; le clair-obscur à la progression d'une infinie délicatesse et à la palette très évocatrice ; le nu ; les paysages peints pour eux-mêmes. Il libère de son rôle de célébration militaire ou religieuse la peinture-récit à fonction documentaire, qu'avaient pratiqué Gentile Bellini et Carpaccio, et qui tombe alors en désuétude. Avec lui, les sujets profanes se multiplient, une attention passionnée est apportée à la vie, au nu, au paysage, lequel n'est plus d'essence sacré comme chez Giovanni Bellini, mais sécularisé et laïque. Giorgione fonde la construction et l'unité du tableau non plus sur la certitude mesurable de la perspective, linéaire ou colorée, mais sur la cohérence, à la fois irréfutable et impalpable, de la « lumière ». Dans sa palette, le blanc, qui se fait lumière vibrante et condensation lumineuse, joue un rôle neuf et décisif.
Personnage mystérieux à bien des égards, sur lequel on possède très peu d'informations biographiques certaines, il est un artiste parfaitement intégré au cercle des intellectuels aristocratiques, pour qui il crée des portraits et surtout des œuvres de petite taille aux significations allégoriques complexes, aujourd'hui encore partiellement déchiffrables. Ses sympathies humanistes sont nombreuses. Il est connu pour participer aux réjouissances raffinées des patriciens ou à celles de la reine de Chypre, Catherine Cornaro, dans sa retraite d'Asolo, fréquentée entre autres par Bembo, où l'on se consacre à la poésie, à la musique, à la philosophie et à l'amour. Ces cercles humanistes élaborent la version vénitienne du néoplatonisme florentin. L'atmosphère semble avoir été celle d'une relative préciosité où on rêve d'Arcadie, où l'on évoque un âge d'or mystique et présent, transposition raffinée et presque superficielle de l'optimisme et de la foi messianique renaissante. Poète, musicien, homme du monde, amoureux parfait, il a toutes les caractéristiques de l'homme du nouveau siècle.
S'inspirant des modèles de Léonard, il développe un style suave et chaud où la couleur est maître : souvent étalée directement sur le support sans dessin préparatoire précis, elle crée des variations de lumière par des « taches » de couleur qui définissent le volume des personnages, produisant ce résultat particulier où les personnages semblent indissolublement fondus dans le paysage. L'inspiration du moment commence ainsi à prendre le relais de l'étude préparatoire.
Une rédaction chromatique délicate dans laquelle l'atmosphère et l'harmonie entre les personnages et l'environnement sont mises en valeur apparait déjà dans les œuvres attribuées à sa première période, comme la Sainte Famille Benson ou l' Adoration des bergers Allendale. Le Retable de Castelfranco (vers 1502) montre une simplification structurelle innovante : Giorgione place la conversation sacrée, toujours disposée de manière pyramidale, dans un contexte rural plutôt qu'architectural (comme dans la tradition de Giovanni Bellini) et sans prendre en compte la rigueur de la perspective (comme cela est visible dans la relation entre la profondeur du trône et le sol en damier qui manque de netteté). Mais surtout, les personnages des saints latéraux sont modelés avec des transitions douces d'ombre et de lumière, sur un fond avec un parapet rouge qui divise la composition en deux moitiés, l'une terrestre et l'autre « céleste ». La maîtrise de la perspective aérienne est déjà parfaite, les objets les plus éloignés étant allégés par l'effet de brume naturelle. Giorgione introduit ici un nouveau type de « logique picturale » qui est une logique de la suggestion, de l'allusion, une « logique de l'imaginaire » au travail dans l'image, qui le pousse à inventer ce qui deviendra un des thèmes les plus vagues et les plus vivants de la peinture occidentale, la femme nue dans un paysage.

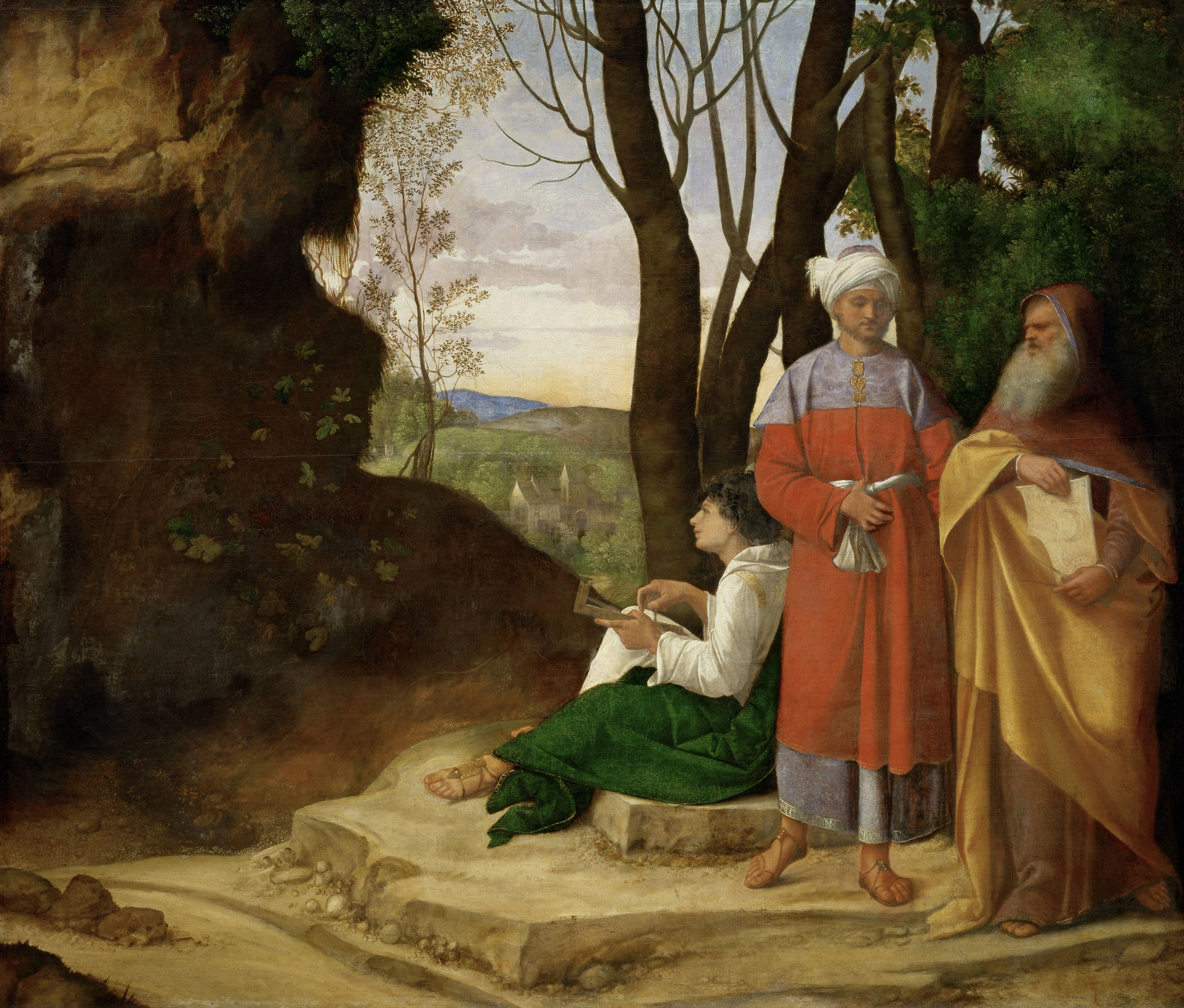
Les Trois Philosophes (env. 1504-1505).

Dans Les Trois Philosophes (environ 1504-1505) de nombreux éléments allégoriques fusionnent, peut-être en référence à une représentation des Mages comme « rois sages ». Le soleil se couche et procure à l'œuvre une lumière chaude et douce qui accentue la sensation de suspension et de mystère dans laquelle l'apparition de l'étoile (peut-être la lueur dans la grotte) vient guider la recherche cognitive des Mages. Les couleurs sont savamment estompées, vives au premier plan, assourdies dans l'arrière-plan. La Tempête, exemple de paysage dans lequel des figures allusives sont parfaitement intégrées, est tout aussi complexe, riche en significations qui se superposent.
Des œuvres de cette complexité sont nées dans un contexte de relations très étroites entre client et artiste qui partagent la même culture, comme en témoigne une lettre de Taddeo Albano à Isabelle d'Este dans laquelle l'agent se déclare incapable de pouvoir procurer une œuvre de Giorgione à la marquise car les propriétaires ne les auraient pas vendues « pour prætio personne » ne les ayant « fait vouloir en jouir pour eux ».
La Vénus endormie est le chef-d'œuvre de la dernière période de Giorgione, reprise iconographique de l'antiquité qui connait un succès considérable bien au-delà de Venise, dans laquelle la déesse couchée et endormie, d'une beauté limpide et idéale, se découvre de subtils accords rythmiques avec le paysage qui la domine. Il annonce les femmes de Titien, donnant à la chair féminine un éclat et une fraîcheur uniques, grâce à l'empâtement moelleux qui donne l'impression d'un épiderme vivant. La Vénus endormie signe l'entrée de l'érotisme dans la peinture cultivée. Ce n'est pas un hasard si Giorgione en est l'un des initiateurs : son activité de peintre est intimement liée à la cour d'Asolo et à l'humanisme sentimental qui entoure la reine exilée de Chypre, devenue pensionnée de la Sérénissime.
Vers 1508, Giorgione reçoit la seule commande publique dont il reste des traces, la fresque de la façade extérieure de la Fondaco dei Tedeschi, réalisée en collaboration avec Titien. Seule la figure d'un Nu très dégradée subsiste du cycle. De multiples références symboliques et un naturalisme intense sont visibles dans d'autres œuvres de l'artiste datant de cette période comme le Portrait d'une vieille femme (vers 1506).
Giorgione exerce une forte influence sur Bellini, mais aussi sur la génération suivante. Palma, Sebastiano del Piombo, Titien, Giovanni Gerolamo Savoldo, Pâris Bordone et Dosso Dossi s'engagent dans la voie qu'il a tracée.

Tableaux de Giorgione
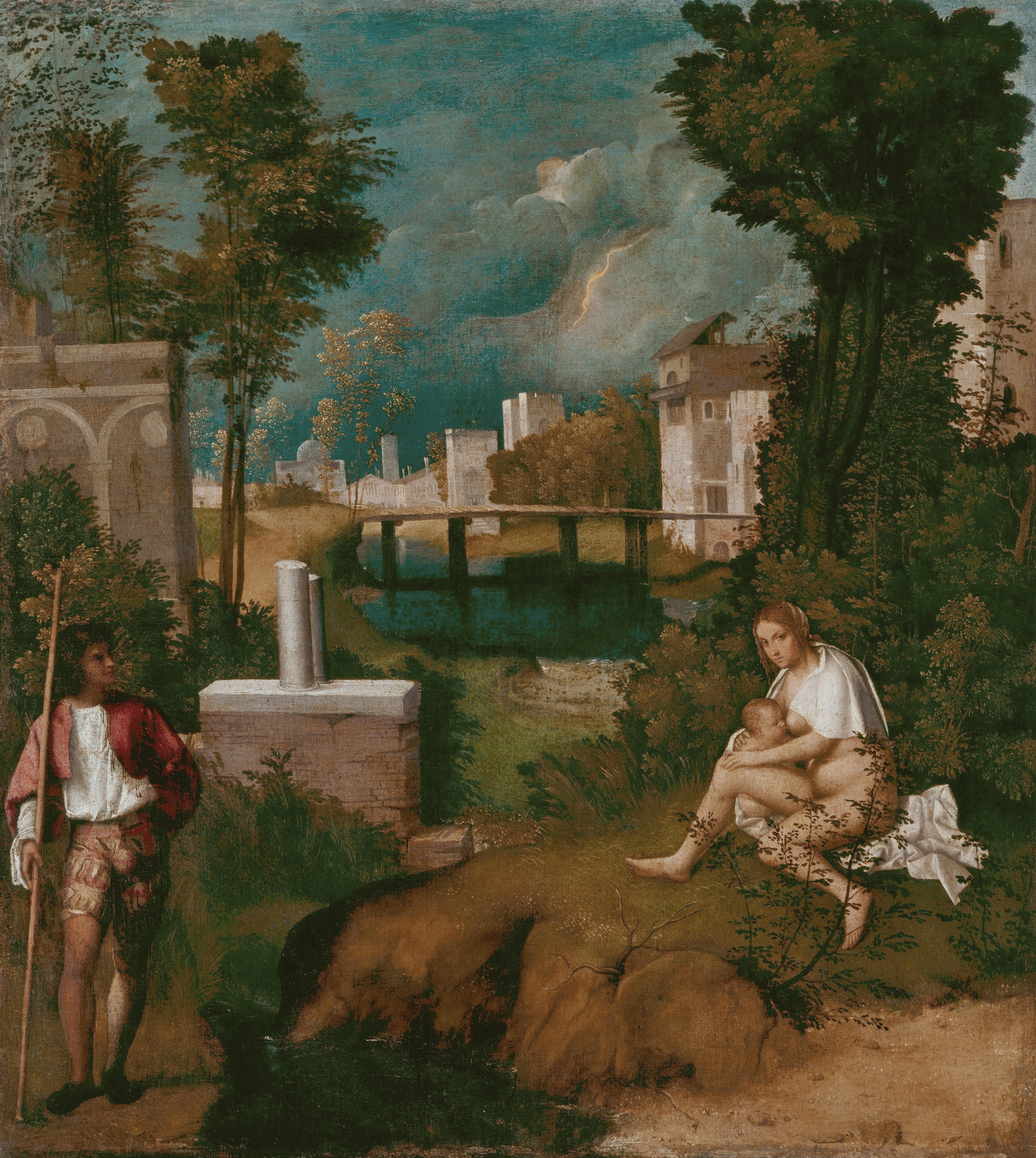
La Tempête (env. 1505-1508).
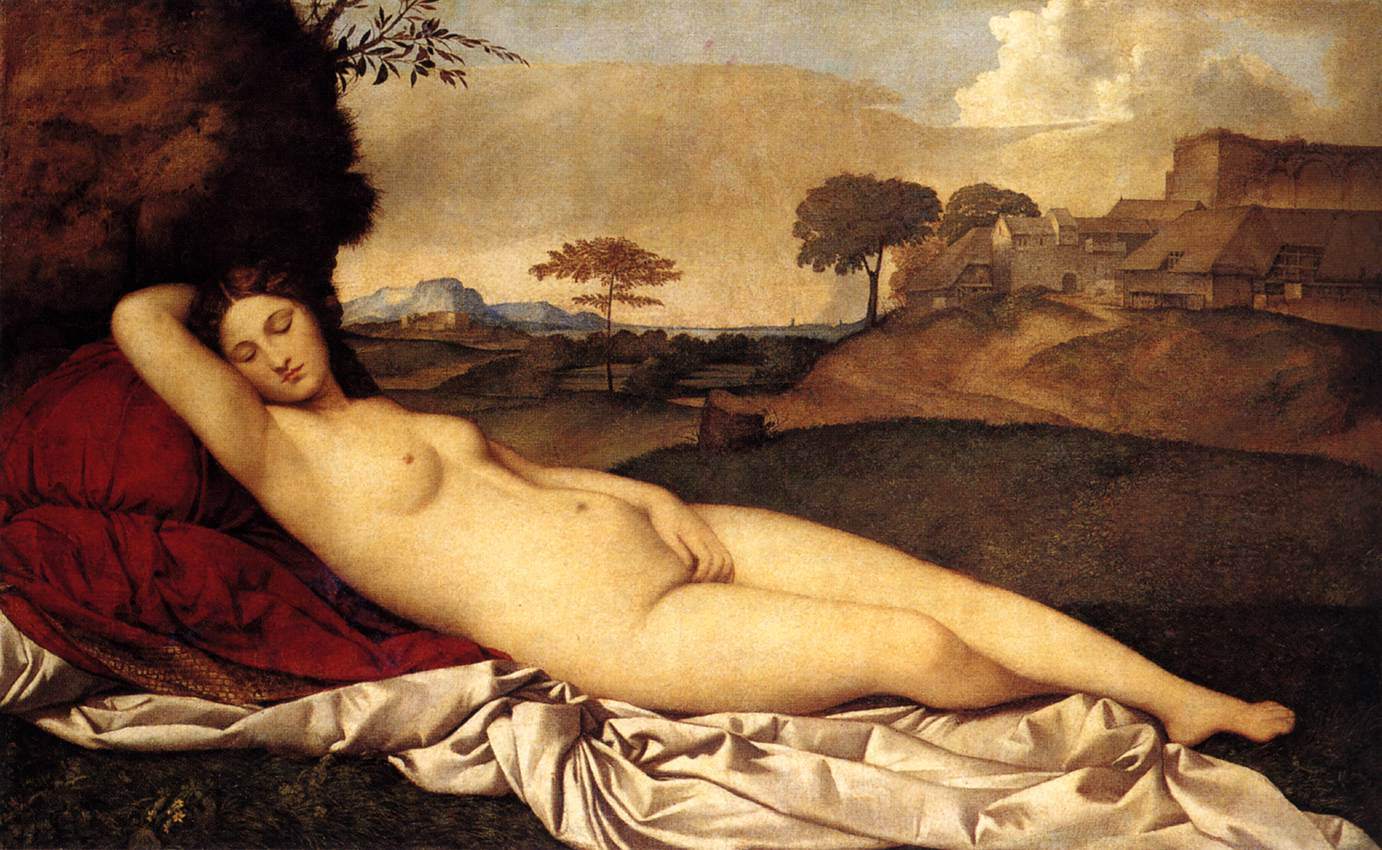
Vénus endormie (env. 1507-1510).
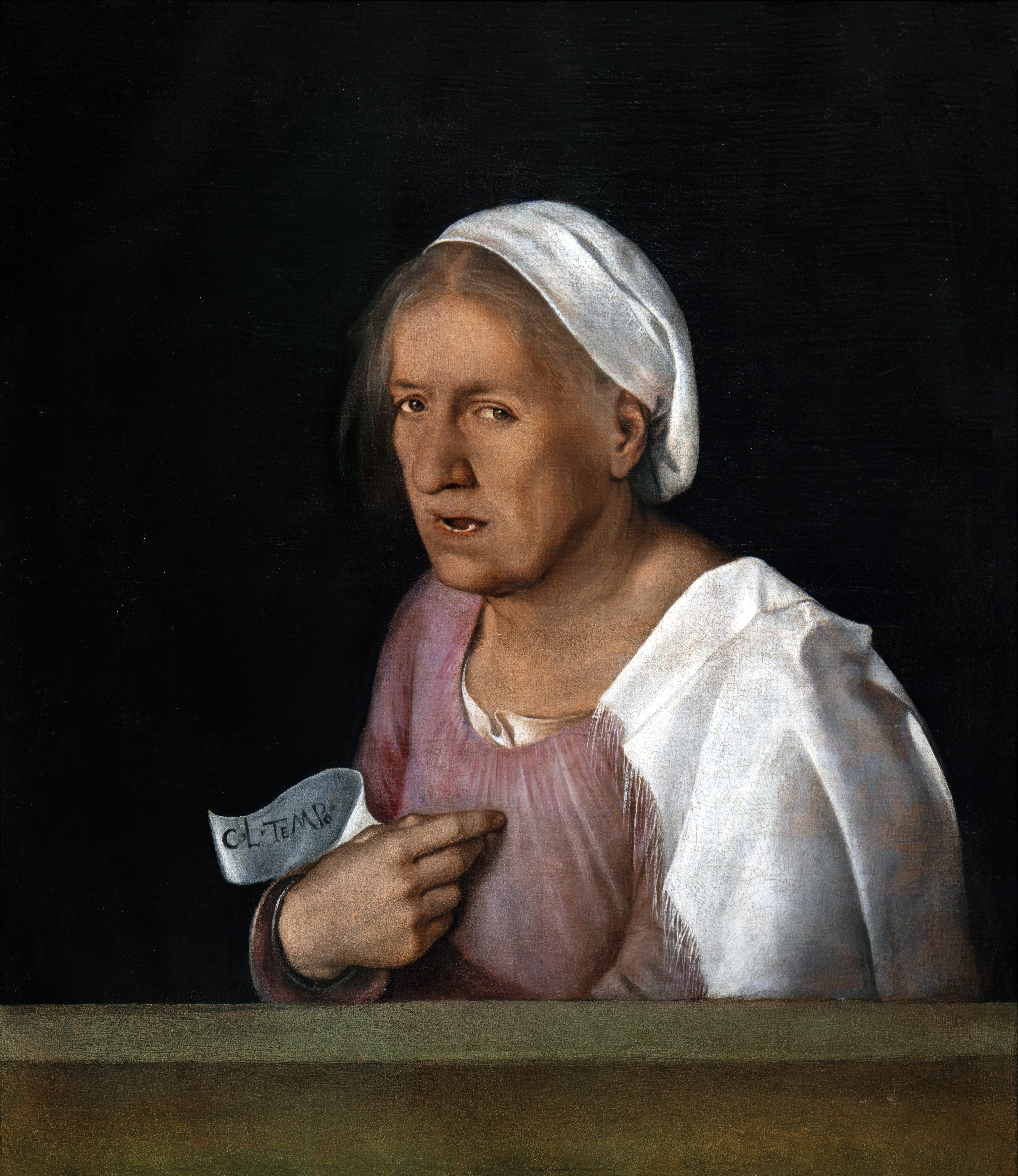
La Vieille (env. 1506).

#### Activité tardive de Giovanni Bellini

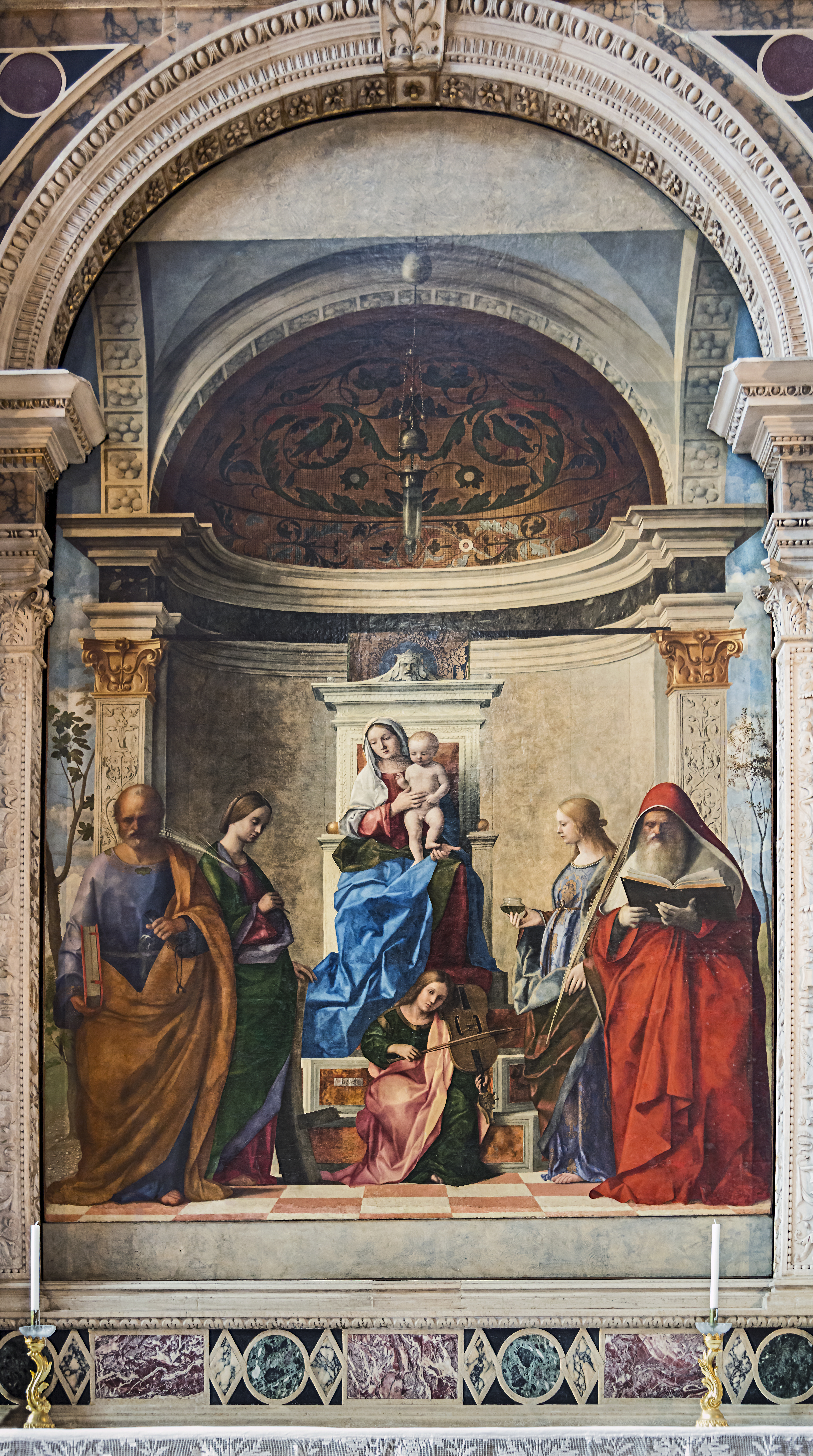
Retable de San Zaccaria (1505).

L'exemple de Giorgione accélère le processus en cours depuis les deux dernières décennies du XVe siècle de représentation de la profondeur de l'espace par un effet de modulation de l'air et de la lumière, dans lequel les personnages sont insérés avec un calme naturel. Parmi les protagonistes de ces modifications, figure Giovanni Bellini, désormais âgé, avec des œuvres comme le Baptême du Christ et la Madonna del Prato, mais c'est vraiment avec des œuvres ultérieures, comme le Retable de San Zaccaria, qu'il révèle son assimilation et son appropriation de la technique tonaliste de Giorgione. Dans cette œuvre, la structure architecturale s'ouvre sur les côtés sur des vues dégagées du paysage qui laissent entrer une lumière claire et chaleureuse, mettant en évidence l'intense concentration des personnages, ainsi que la richesse chromatique de leurs vêtements.
Un pas de plus dans la fusion entre les éléments du paysage et les personnages est ensuite franchi avec le retable de Saint Jérôme lisant avec saint Christophe et saint Louis de Toulouse pour l'église San Giovanni Grisostomo qui intègre les idées de jeunes maîtres tels que Giorgione (Retable de Castelfranco) ou encore Sebastiano del Piombo (Retable de saint Jean Chrysostome).
Sa renommée, qui va désormais bien au-delà des frontières de l'État vénitien, lui permet de recevoir de nombreuses demandes de particuliers sur des sujets rares liés à la littérature et au classicisme. Dans une lettre de Pietro Bembo à Isabelle d'Este (1505), le maître âgé se dit pleinement impliqué dans les nouvelles relations culturelles dans lequel l'artiste est désormais actif dans l'élaboration thématique et iconographique du sujet demandé par son client.

Avec une sensibilité remarquable et une étonnante ouverture d'esprit, Bellini réagit aux inventions de Giorgione et de Titien. Le Festin des dieux est l'un de ses derniers chefs-d'œuvre qui fait entrevoir la série de décorations picturales de la salle d’Albâtre d'Alphonse Ier d'Este. Dans L'Ivresse de Noé, le vieux maître reprend le thème biblique animé par l'atmosphère de Bacchanales, thème récemment à la mode à Venise. Ces deux peintures manifestent clairement l'intention d'accorder à la texture de la matière un rôle signifiant et même émotif, inconnu jusqu'alors, tandis que les apparences sont plus suggérées que décrites avec précision. Le travail du peintre et la spécificité irréductible de la matière picturale tendent à faire l'image en lui conférant un pouvoir de suggestion nouveau. Un an avant sa mort en 1515, il signe la Jeune Femme nue au miroir d'un classicisme limpide, dans laquelle le corps de la femme est délicatement modelé entre la pénombre de l'intérieur et la lumière émanant de la fenêtre ouverte sur un vaste paysage. 

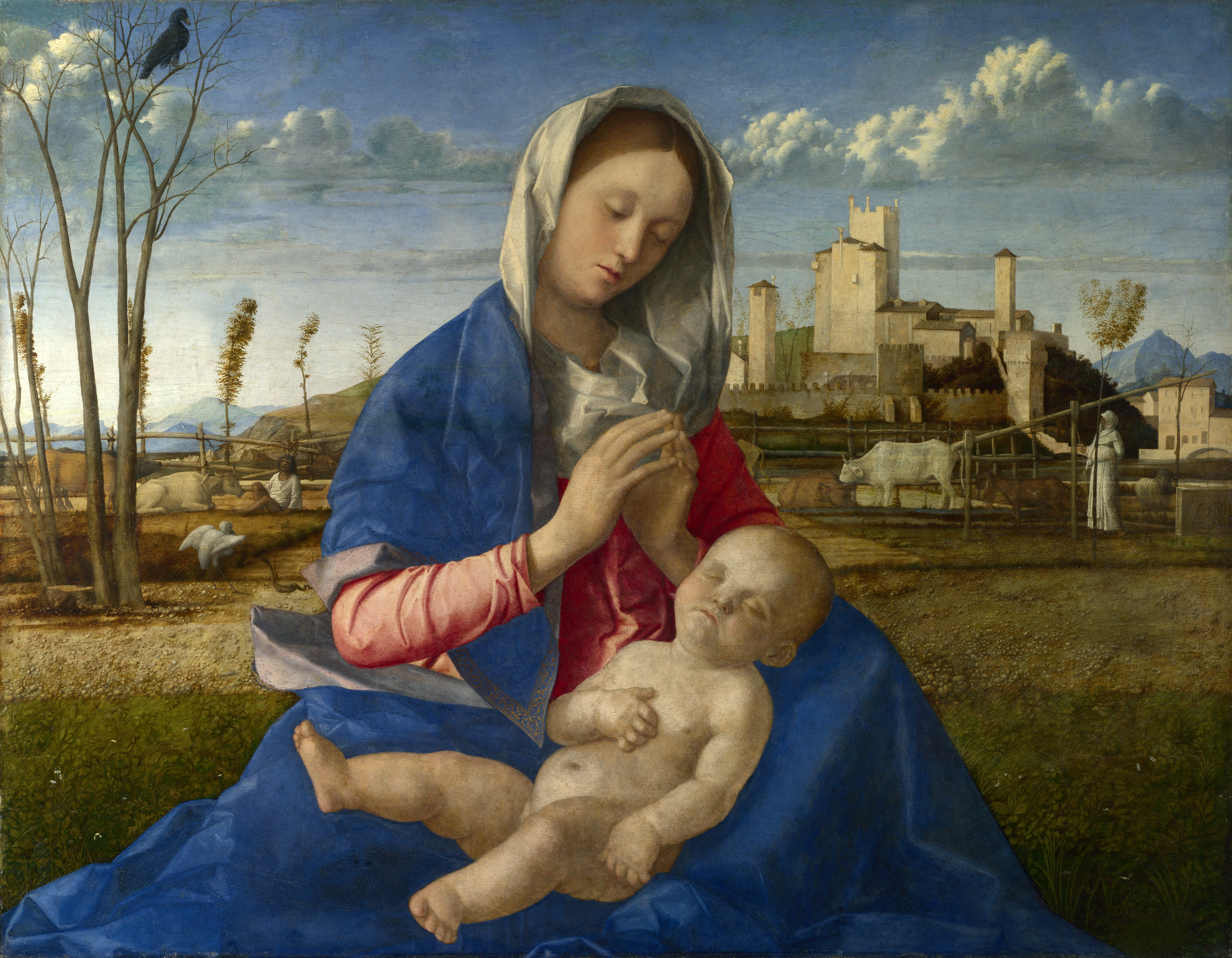
Madonna del Prato (vers 1505).
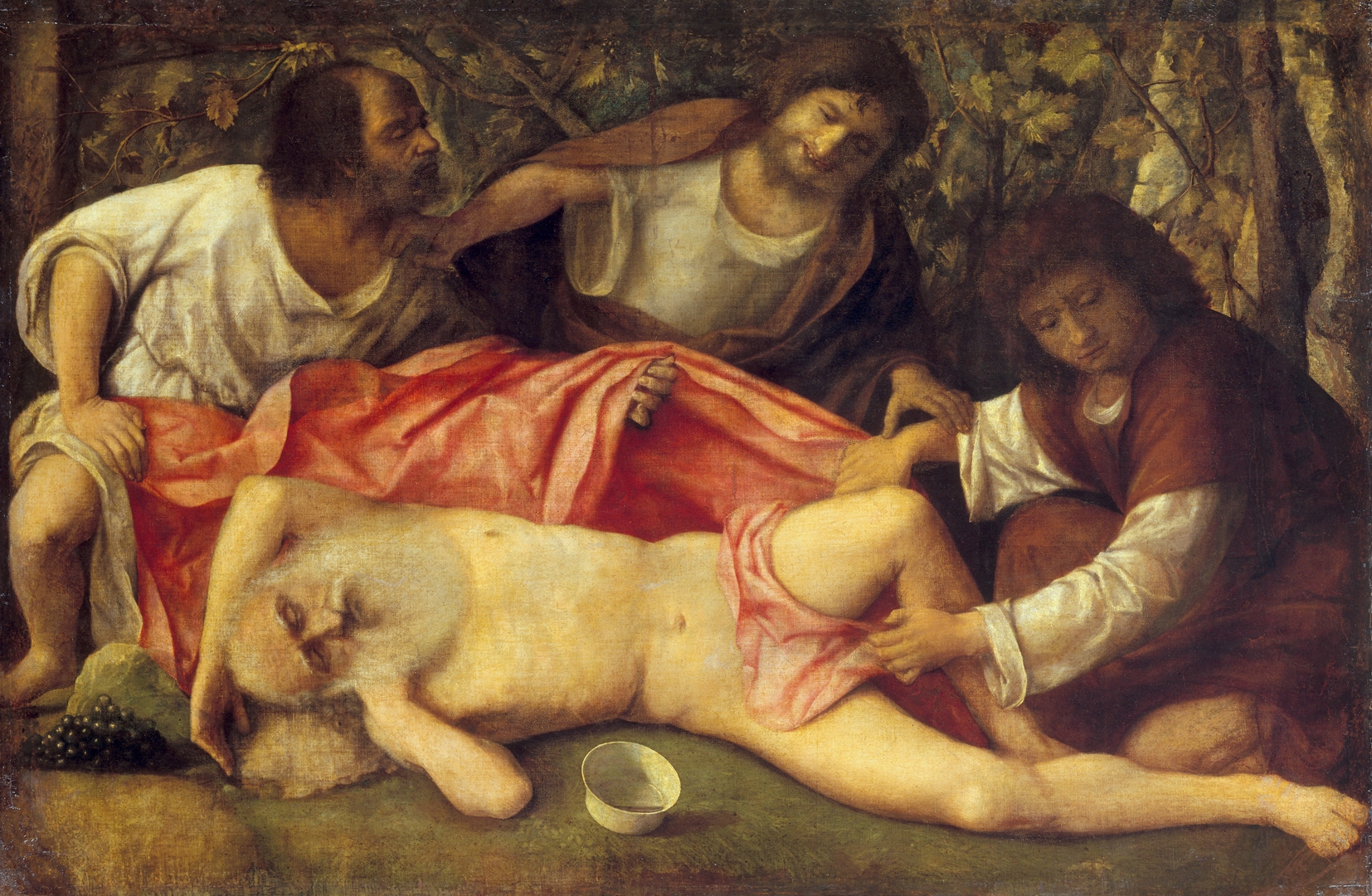
L'Ivresse de Noé (vers 1515).
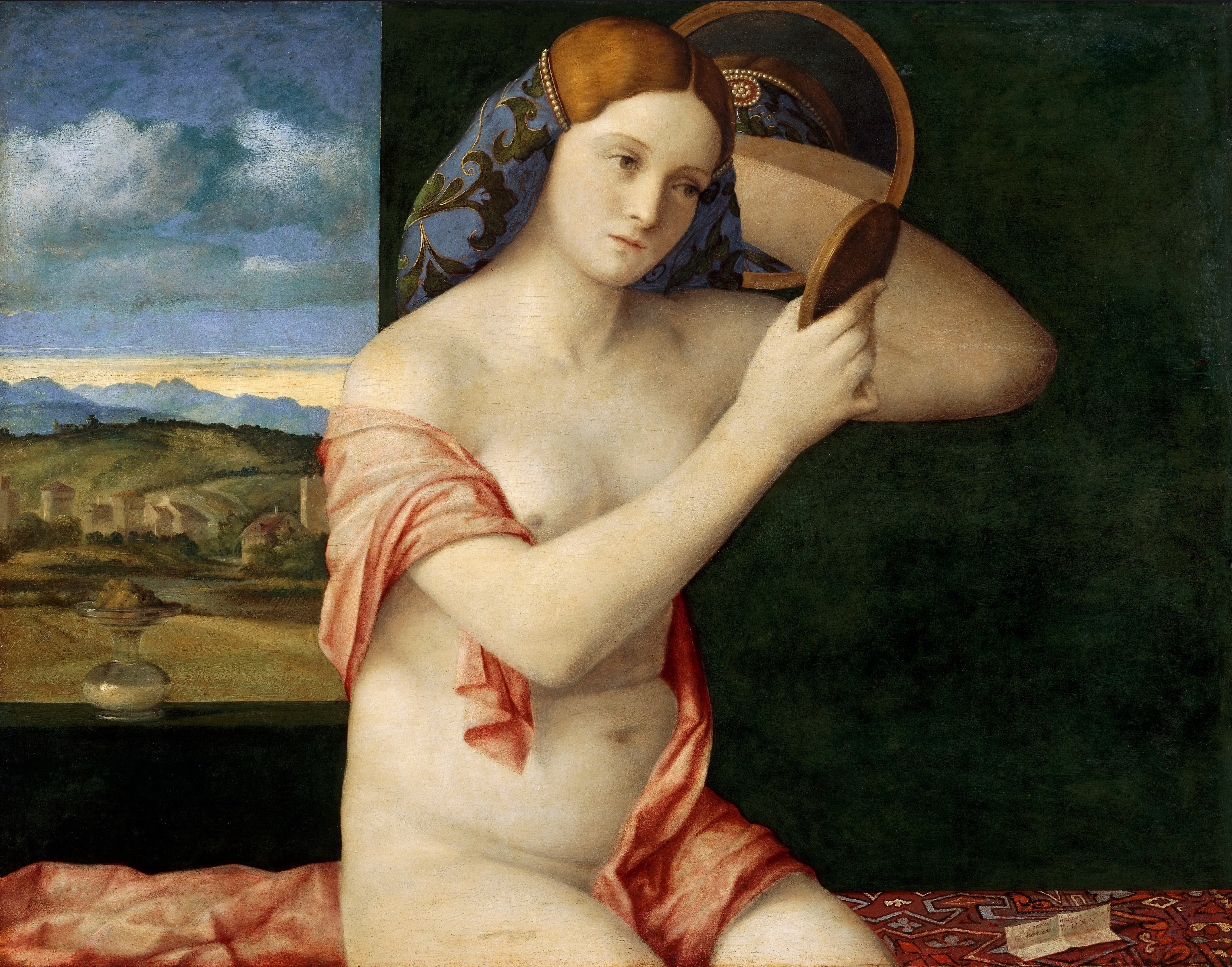
Jeune femme nue au miroir (1515).
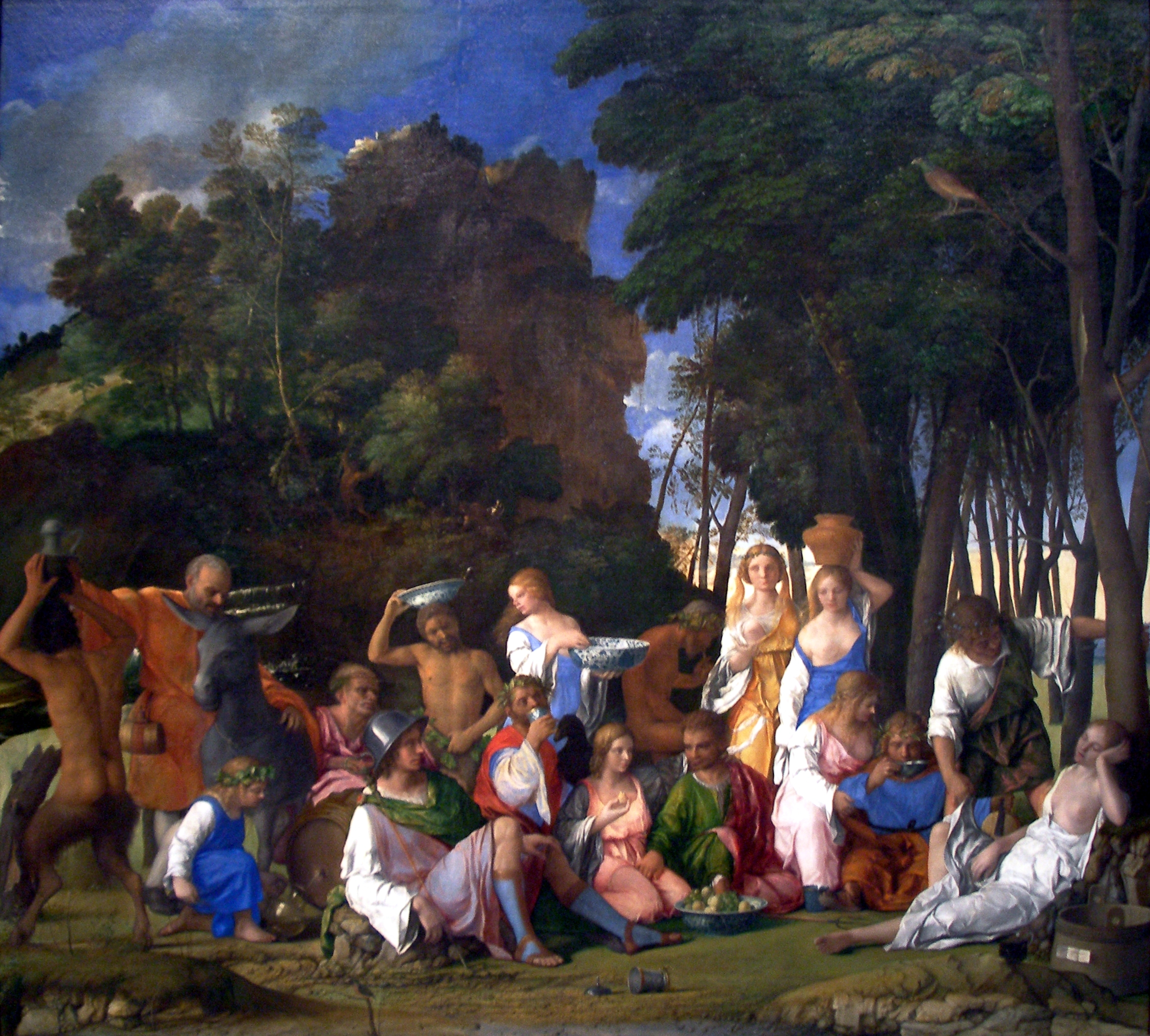
Le Festin des dieux (1514).

#### Débuts de Sebastiano del Piombo

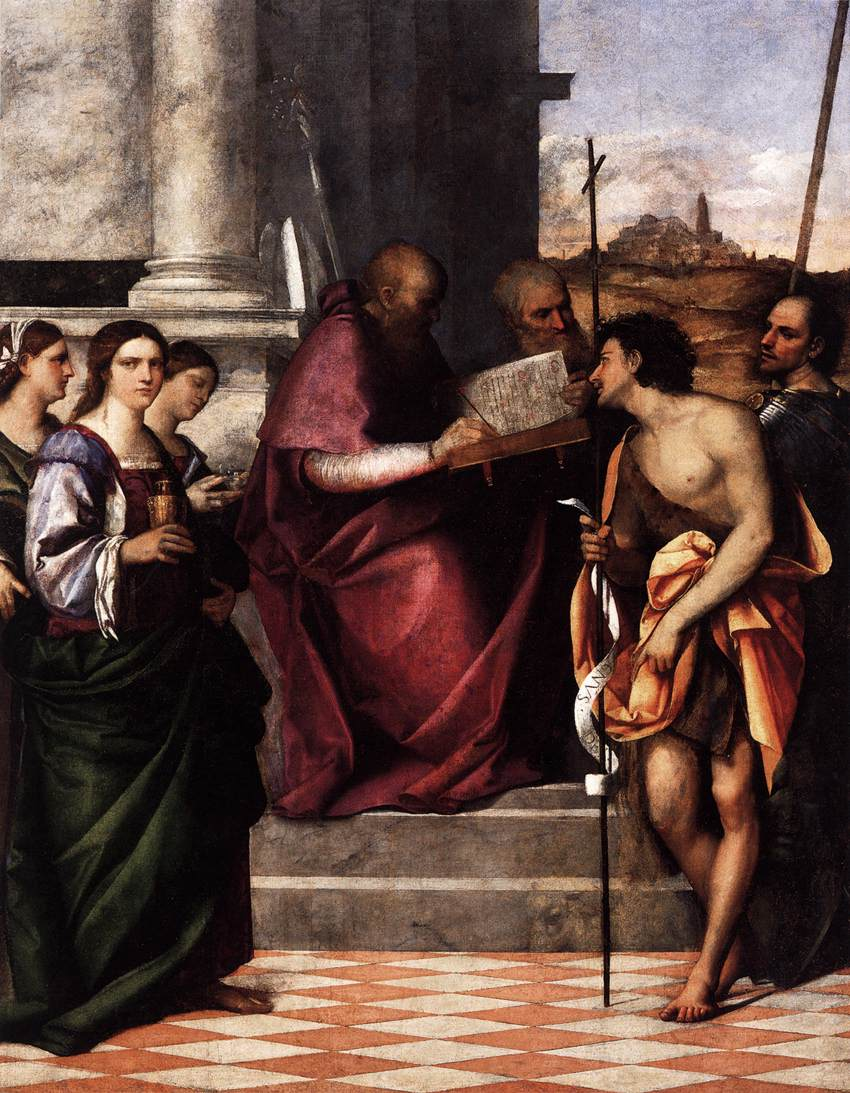
Sebastiano del Piombo, Retable de San Giovanni Crisostomo (1510-1511).

L'exemple de Giorgione est fondamental à l'époque pour un autre jeune artiste, Sebastiano Luciani, connu plus tard sous le nom de Sebastiano del Piombo. Ses débuts picturaux ont lieu entre 1506 et 1507, avec des œuvres inspirées par Giorgione, mais présentant une plus grande prééminence plastique et monumentale, telles que les portes de l'orgue avec des saints de l'église San Bartolomeo a Rialto, ou le Retable de San Giovanni Crisostomo. Ce dernier présente une composition asymétrique audacieuse, avec l'arrière-plan divisé entre une partie architecturale et une ouverture sur un paysage, selon un schéma qui sera réutilisé ultérieurement avec succès (comme la Vierge de Pesaro du Titien).

#### Débuts de Lorenzo Lotto

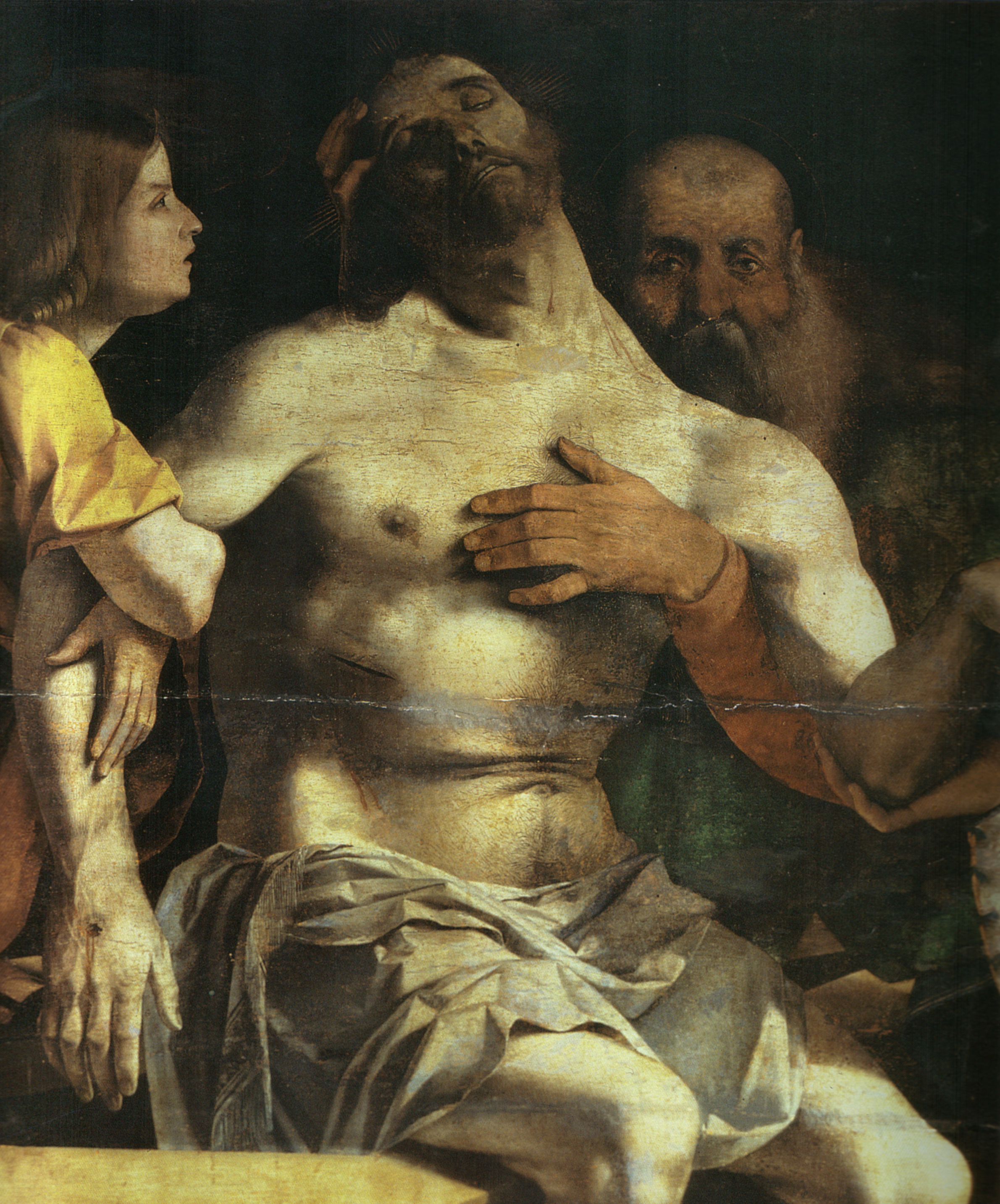
Lorenzo Lotto, Pietà de Recanati (détail, 1506-1508).

Les premières expériences de Lorenzo Lotto, actif au moins depuis 1503, sont plus originales. Cette année-là, il est à Trévise où il peint un Portrait de Mgr Bernardo de 'Rossi qui se caractérise par une structure plastique solide et une définition physionomiste précise, qui fait écho aux suggestions psychologiques d'Antonello de Messine et à l'acuité de l'art nordique.
Peu à peu, sa langue commence à s'écarter de la culture du moment pour se tourner vers une sorte d'agitation qui se manifeste à la fois dans ses choix formels et dans les contenus. Par exemple, le Retable de Santa Cristina al Tiverone apparaît comme une reprise du Retable de San Zaccaria de Bellini, mais il s'en distingue par un rythme plus serré qui conduit les personnages à entrelacer regards et gestes avec des attitudes agitées et confuses, abandonnant toute contemplation sereine et silencieuse. La lumière est froide et incidente, loin de l'atmosphère chaleureuse et enveloppante des tonalistes.
L'artiste accompagne ces résistances aux principes dominants d’une ouverture vers un réalisme plus aigu dans le rendu des détails, un sentiment plus pathétique et une attirance pour la représentation d'une nature agitée et mystérieuse, typique des artistes nordiques comme ceux de l'école du Danube. Des œuvres telles que le Mariage mystique de sainte Catherine, le Saint Jérôme pénitent ou le Polyptyque de Recanati en sont des exemples.

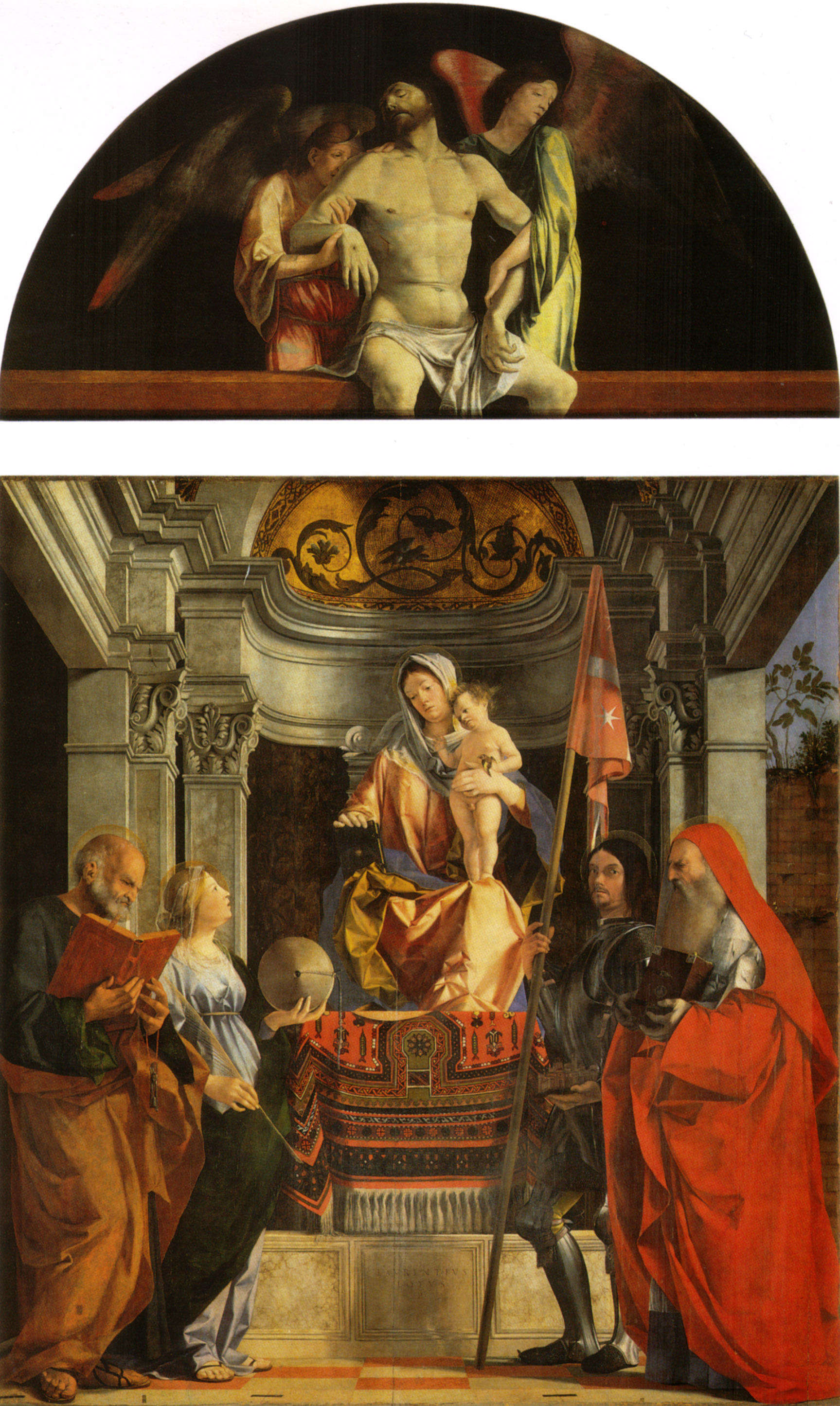
Retable de Santa Cristina al Tiverone (1504-1506 environ)
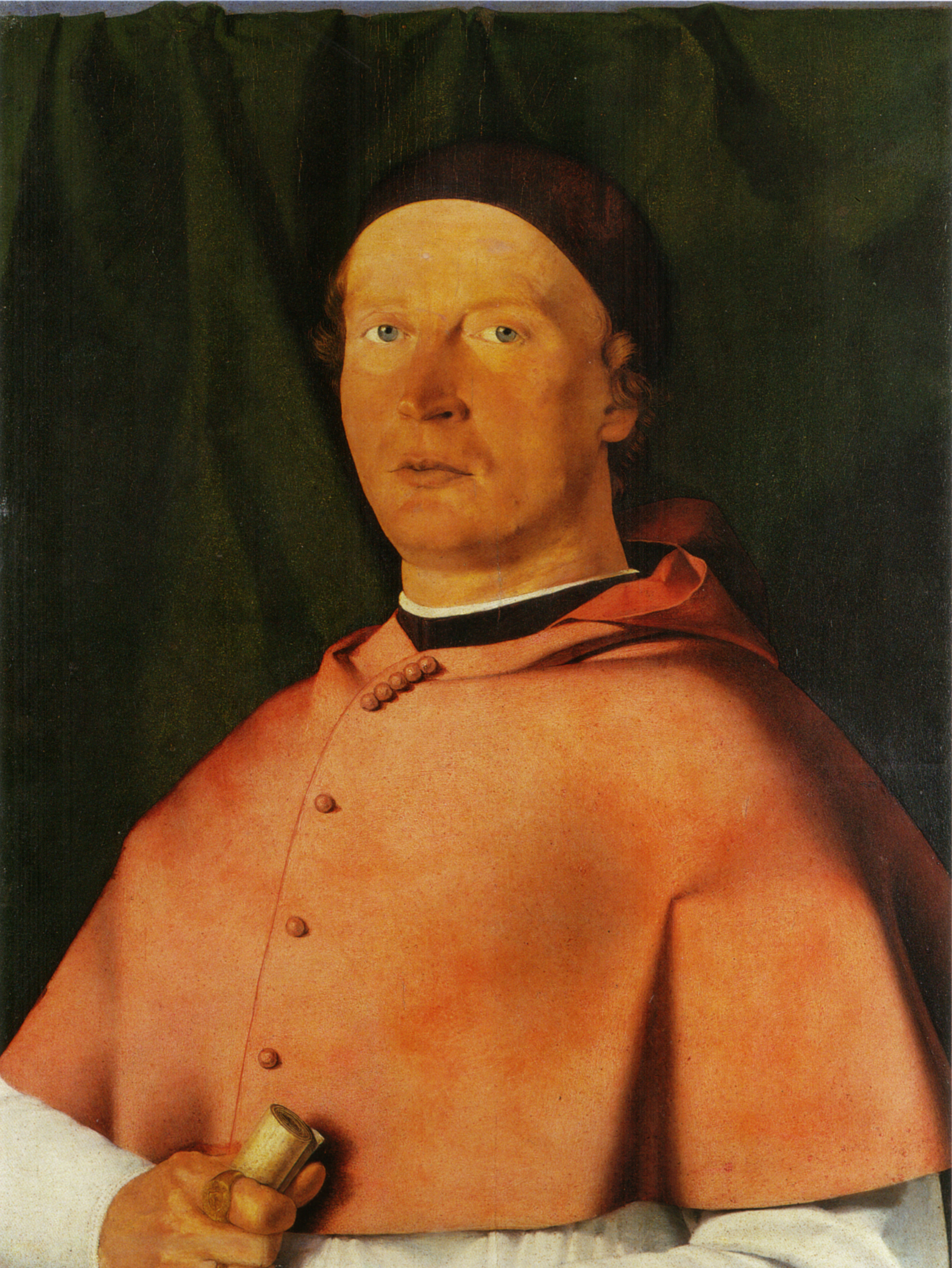
Portrait de l'évêque Bernardo de' Rossi (1505)
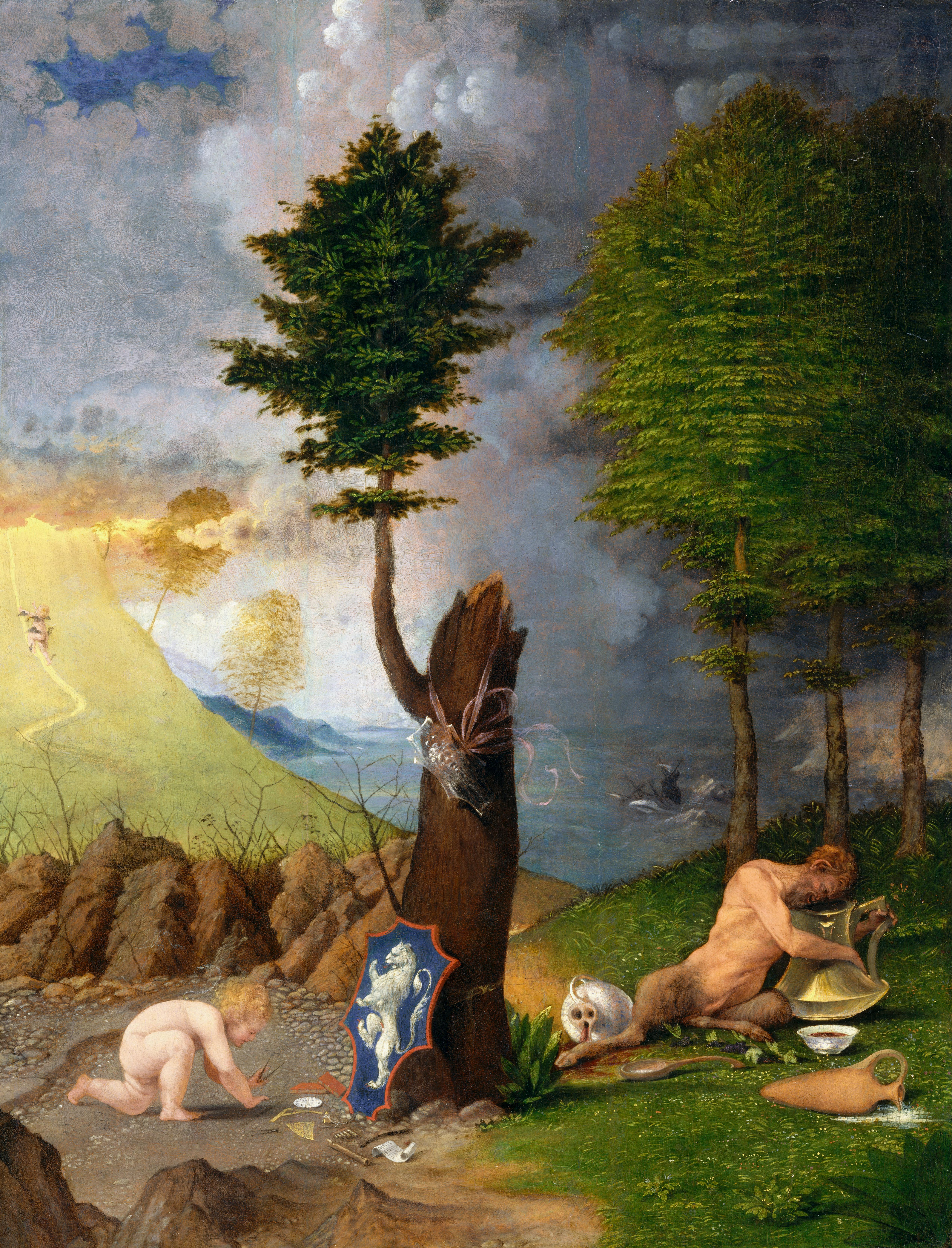
Allégorie du Vice et de la Vertu (1505)
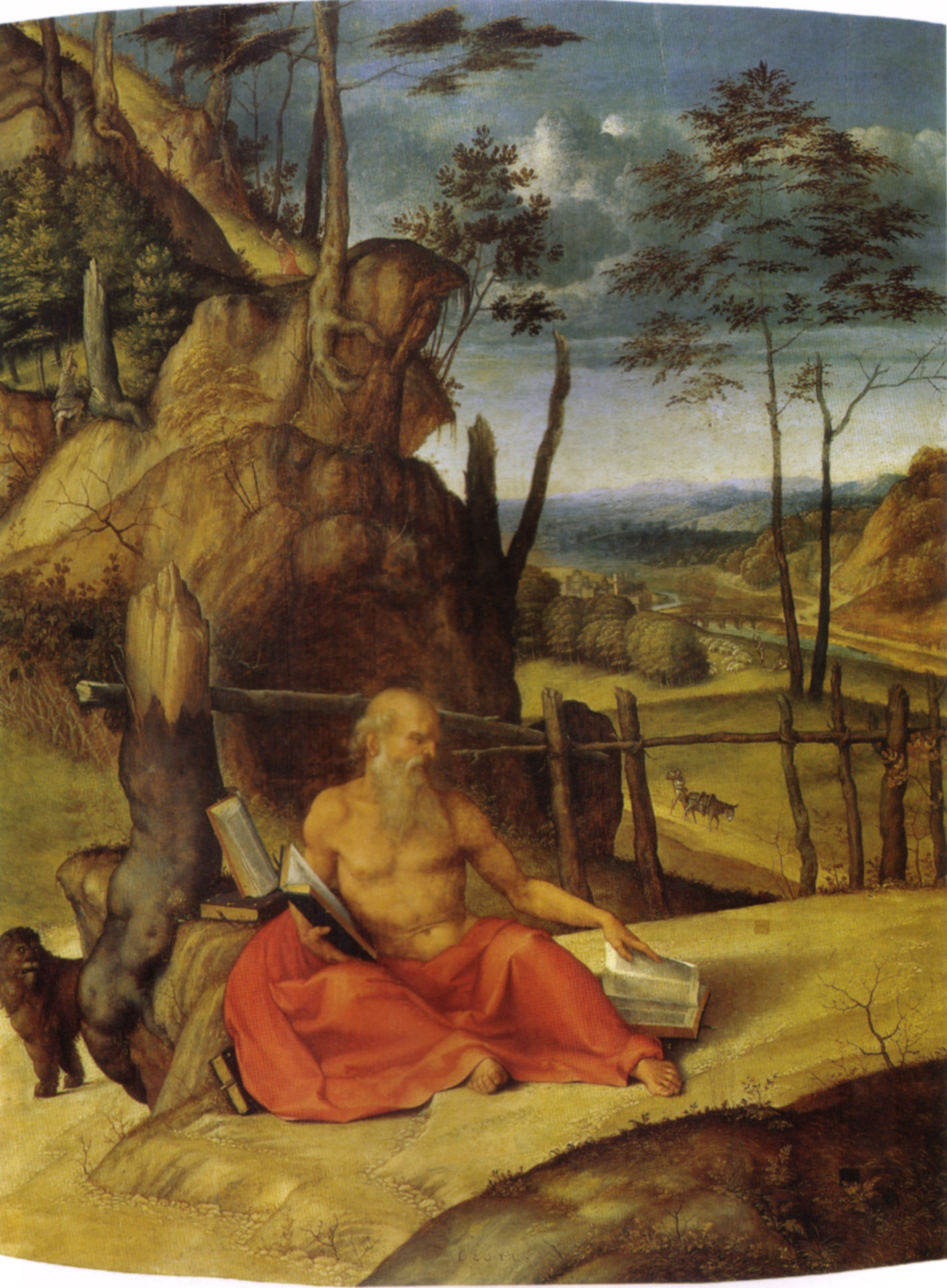
Saint Jérôme pénitent (vers 1509)

#### Titien

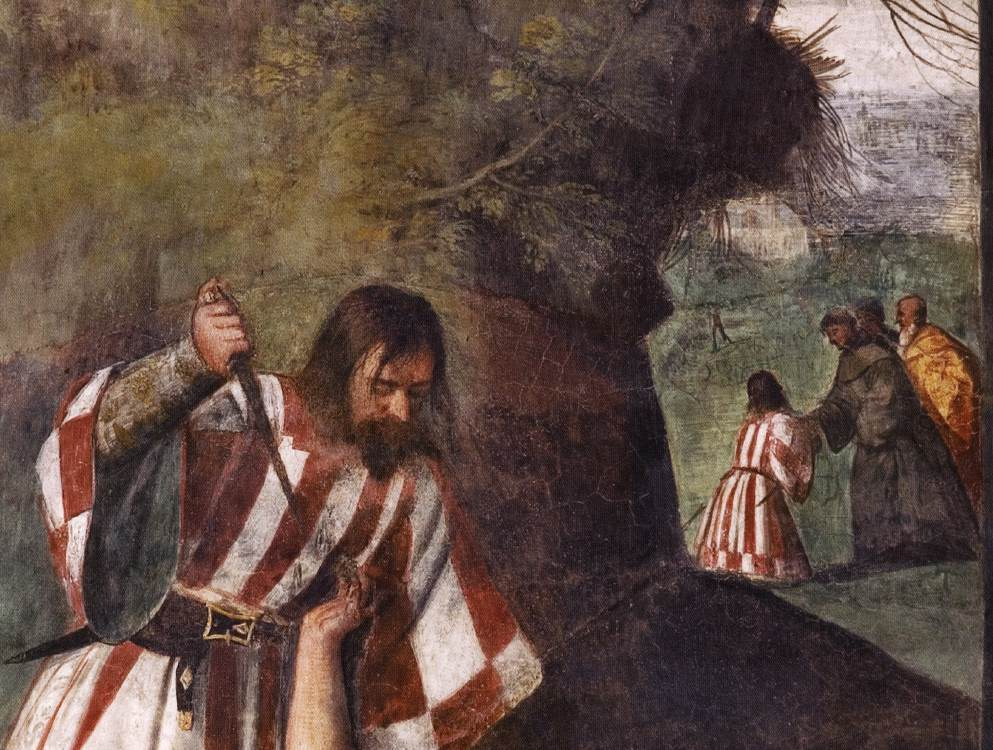
Titien, Miracle d'un mari jaloux (détail, 1511).

Titien fait également ses premiers pas au début du XVIe siècle, appelé après la mort de Giovanni Bellini (le Festin des Dieux) et de Giorgione (la Vénus de Dresde) pour achever certaines de leurs œuvres. Vers les années 1510, son imprégnation de l’art de Giorgione est si poussée qu'elle rend extrêmement difficile, même aujourd'hui, l'attribution à l'un ou à l'autre de certaines œuvres comme le Concert Champêtre, désormais presque unanimement attribué au Titien bien qu'animé de thèmes chers intellectuellement à Giorgione.
Le style du peintre de Pieve di Cadore se caractérise bientôt par une plus grande intensité chromatique et monumentale des personnages qui sont plus solides et insérés dans des contextes narratifs d'une compréhension immédiate, comme les fresques des Miracles de saint Antoine de Padoue dans la Scuola del Santo à Padoue (1511). Dans ces premiers travaux, l'efficacité dramatique et un balayage décisif de l'espace apparaissent immédiatement.
La mort de Giorgione puis de Giovanni Bellini, le départ de Sebastiano del Piombo et de Lorenzo Lotto, favorisent au début du XVIe siècle l'affirmation incontestée de Titien sur la scène vénitienne. Devenu rapidement célèbre, notamment avec une série de portraits, il est en 1517 le peintre officiel de la Sérénissime. Ses peintures à sujet profane remontent également à ces années, destinées aux clients les plus cultivés, comme Les Trois Âges de l'homme (vers 1512) et l'Amour sacré et profane (vers 1515). Son succès à Venise est étroitement lié à la position sociale et politique qu'il sait donner à son art. Il comprend que la culture a acquis, dès les premières années du Cinquecento, une puissance qui en fait un « troisième pouvoir », l'égale du pouvoir économique et politique. Il est sans doute le premier à en tirer toutes les conséquences pratiques. Entre 1508 et 1518, il consacre une grande part de son activité à la xylographie. Ces gravures, aux allusions souvent politiques, sont destinées à une clientèle populaire et permettent de diffuser, dans le peuple vénitien, les thèmes de l'idéologie officielle de la Sérénissime, tout en demeurant pétries de culture classique et de références aux modèles prestigieux du proche passé (Mantegna) ou du présent (Michel-Ange).
À partir de 1518 environ, il commence à se mesurer à distance avec Michel-Ange et Raphaël. Le retable de l'Assomption de la Vierge suscite l'admiration mais aussi la perplexité, du fait du bond en avant décisif du style, des dimensions monumentales, des gestes éloquents et un usage de la couleur qui transmet une énergie sans précédent, désormais bien loin des atmosphères calmes du tonalisme.
Sa renommée lui vaut les premières commandes de tribunaux italiens, dont ceux de Ferrare et de Mantoue. Alphonse Ier d'Este lui commande une série de Bacchanales pour son cabinet d’Albâtre, parmi lesquelles se distingue Bacchus et Ariane, qui mêle références classiques, dynamisme et utilisation très judicieuse des couleurs, choisies parmi les meilleures qualités disponibles dans l'empire vénitien.
Dans les portraits de ces années, Titien se focalise sur le rendu de la présence physique des protagonistes, avec des compositions et des éclairages innovants et des poses non conventionnelles, au nom de l'immédiateté et de la vivacité. Ses portraits sont sans complaisance, criants de vraisemblance et d'humanité : Venise est alors la seule ville d'Italie où le sentiment de liberté civile ou religieuse n'est pas réprimé, et cette liberté s'exprime dans la peinture. Le renouveau promu par le doge Andrea Gritti se révèle dans des œuvres comme le Retable de Pesaro dans lequel les schémas du XVIe siècle sont définitivement laissés de côté. La Vierge est sur un trône placé latéralement, comme si dans la nef latérale de l'église, à laquelle est destiné le retable, il y avait une ouverture avec un autel orienté dans le même sens. Les gestes et les attitudes sont naturels, dans un schéma volontairement asymétrique et donc plus dynamique.
Titien traite tous les genres. Peintre de la vitalité, il célèbre la beauté terrestre mais manifeste de l'intérêt pour tous les aspects de la vie, y compris dans ses aspects violents qu'il rend avec beaucoup de naturalisme comme dans le Supplice de Marsyas ou Tarquin et Lucrèce. Il accompagne le renouveau de la culture antique avec ses nombreuses toiles à sujets mythologiques. Il transporte le nu allongé inventé par Giorgione dans un intérieur et dote ses chairs féminines de moelleuses et chaudes couleurs. Les peintres qui suivront chercheront à retrouver la clé de cet art sensuel de l'alchimie chromatique. La violence de ses schémas et son don de simplification efficace le rendent apte à obtenir un large écho. Son génie d'invention lui fait trouver des solutions figuratives qui sont à la pointe du modernisme et de la culture picturale. Ainsi, dans son Assomption, il impose l'évidence du surnaturel.
Grâce à l'amitié de Pierre l'Arétin qui est lié à de nombreuses cours, Titien peut renforcer le caractère entrepreneurial de son activité, devenant l'un des artistes les plus riches et les plus recherchés de la péninsule. Ses vingt dernières années, de 1556 à 1576, il alterne compositions païennes et tableaux religieux d'un sentiment élevé. Sa dernière œuvre, la Pietà de l'Académie, accuse particulièrement le parti esthétique qu'il a choisi dès ses débuts : absence de dessin préalable et préséance de la couleur sur la ligne. La peinture directe, la pittura di macchia (peinture de taches - les empâtements), la texture épaisse et lumineuse de la pâte, passent avant la forme. Titien peint alors davantage avec la main qu'avec le pinceau, s'affranchissant des contours nets.
L'œuvre de Titien réclame et affirme le droit pour la peinture d'être maîtresse de ses signes. Dans une culture où le littéraire prime, il fonde un code pictural où la signification du tableau vise à se transmettre par des moyens spécifiquement figuratifs.

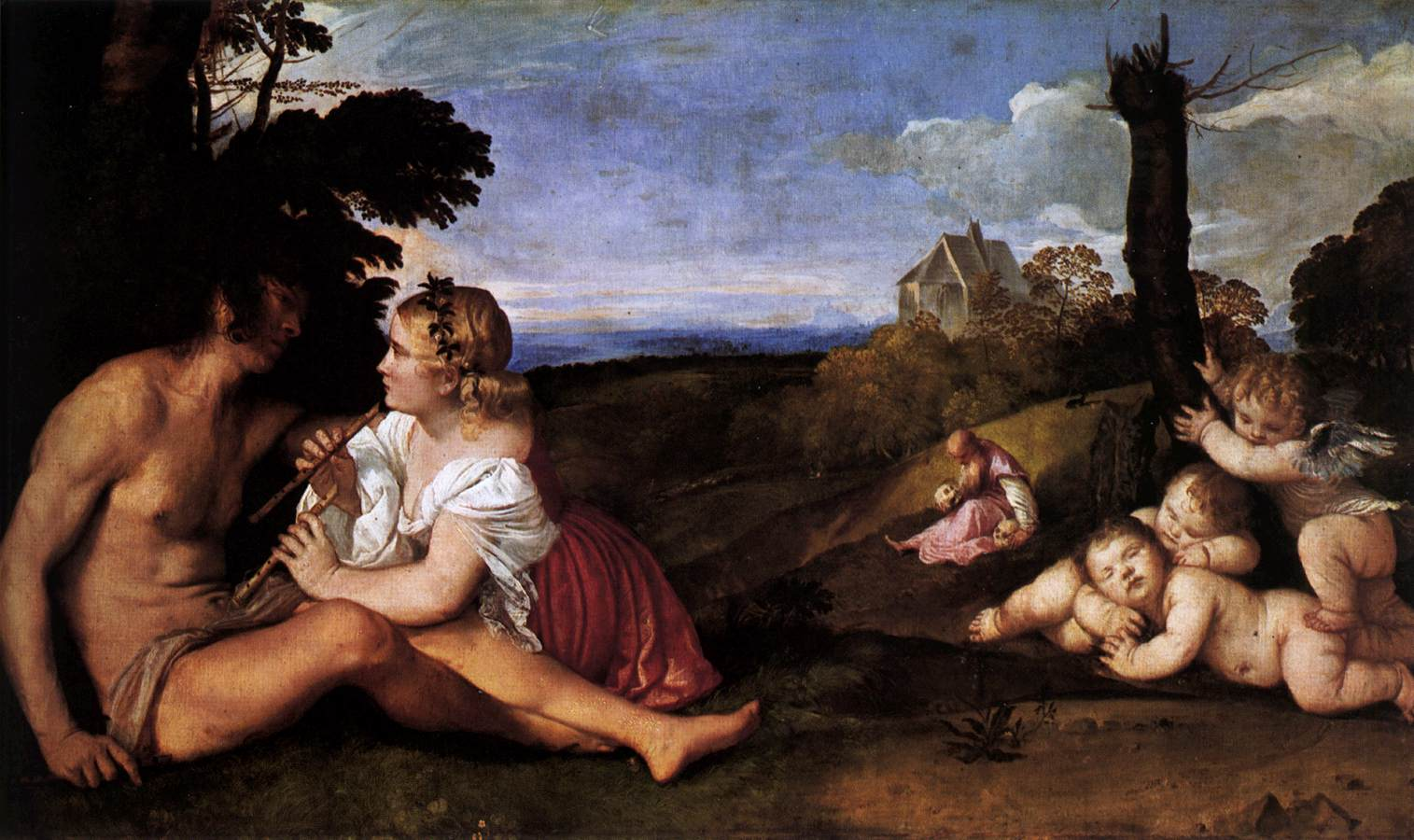
Les Trois Âges de l'homme (vers 1512).
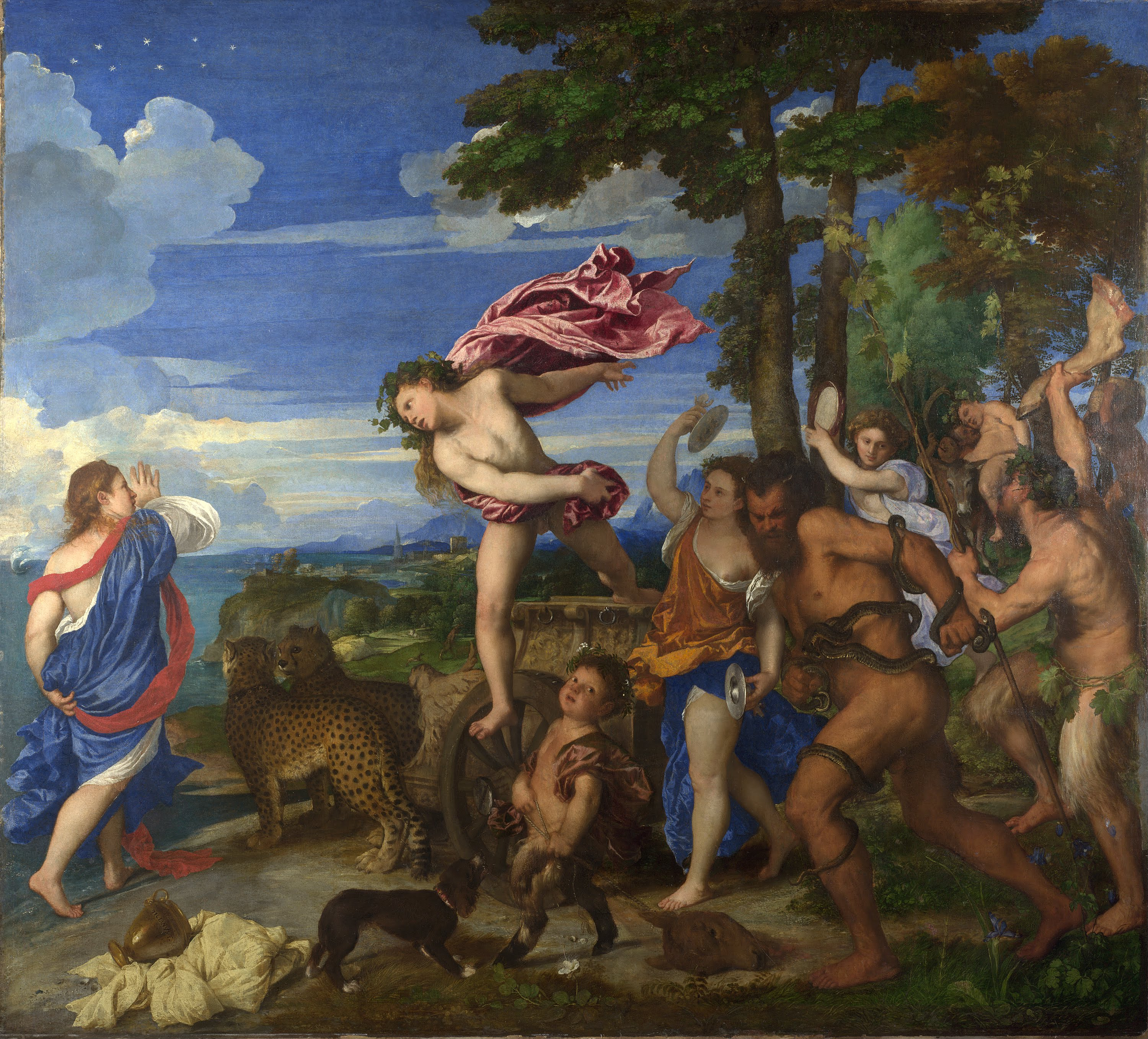
Bacchus et Ariane (1520-1523).
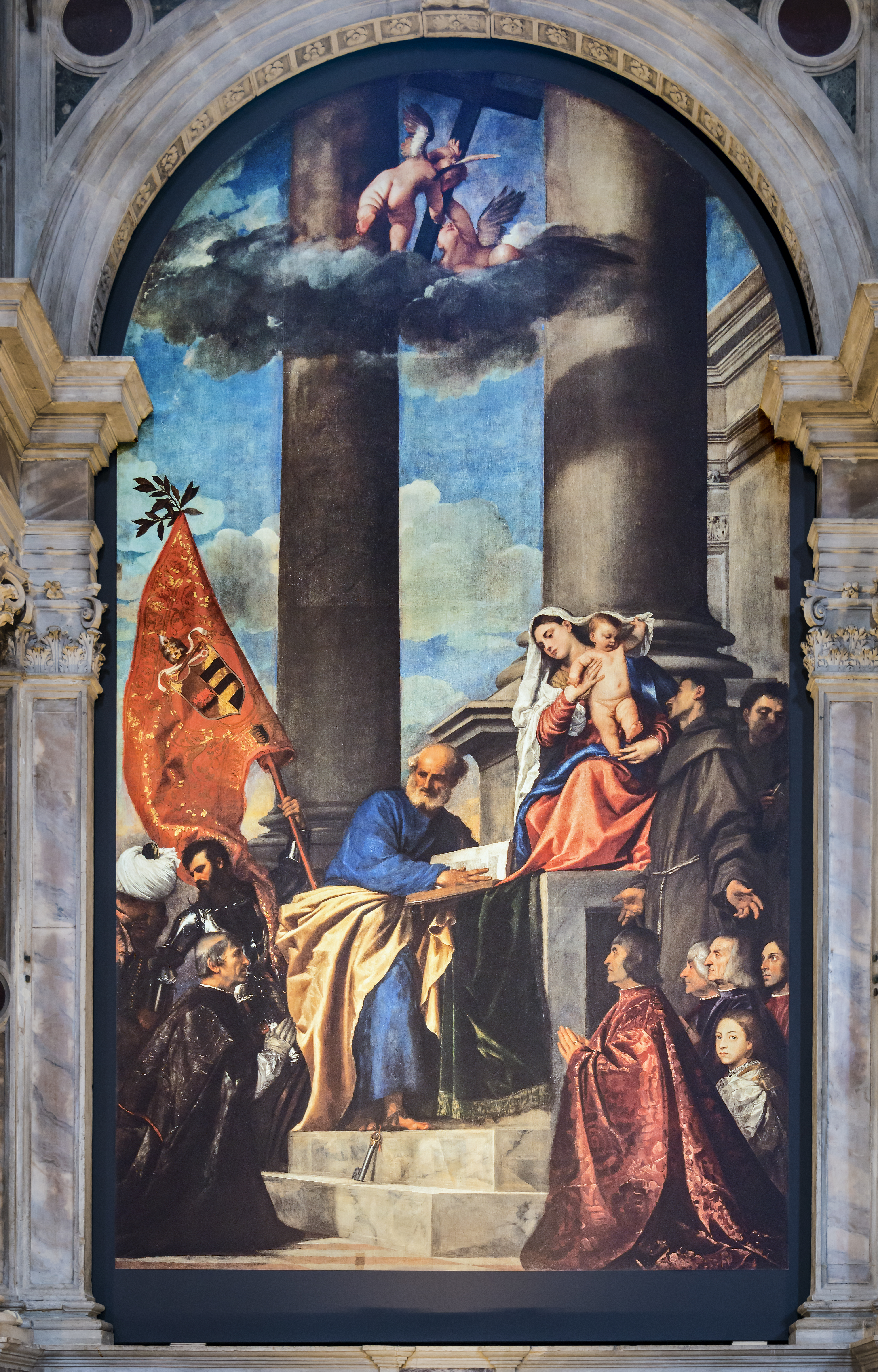
Retable de Ca'Pesaro (environ 1519-1526).
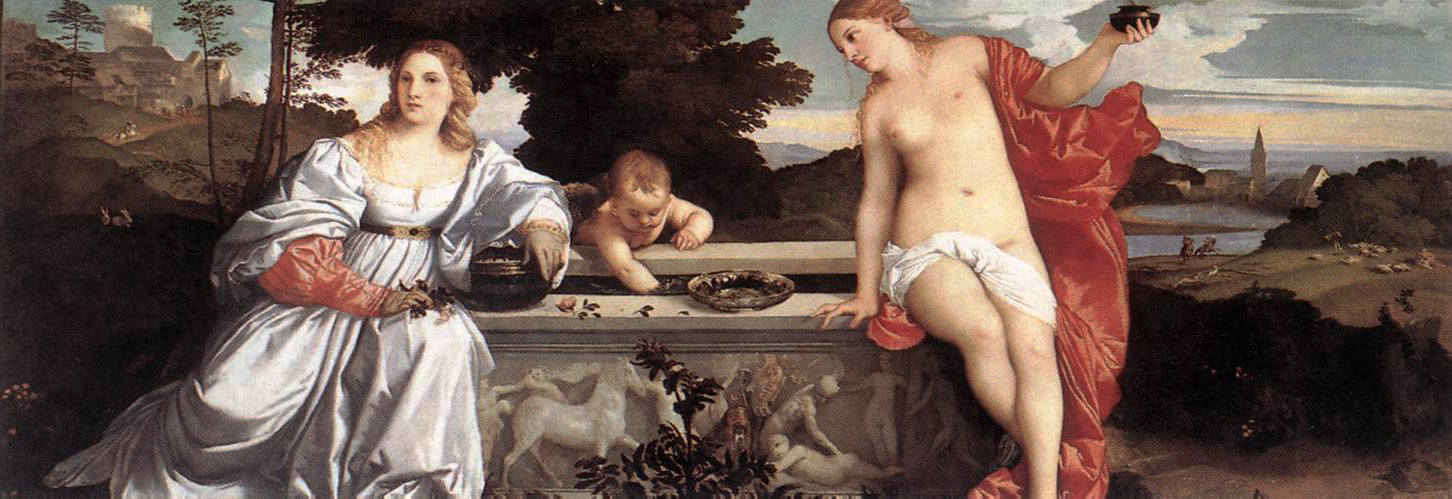
Amour sacré et Amour profane (vers 1515).

#### Le Pordenone

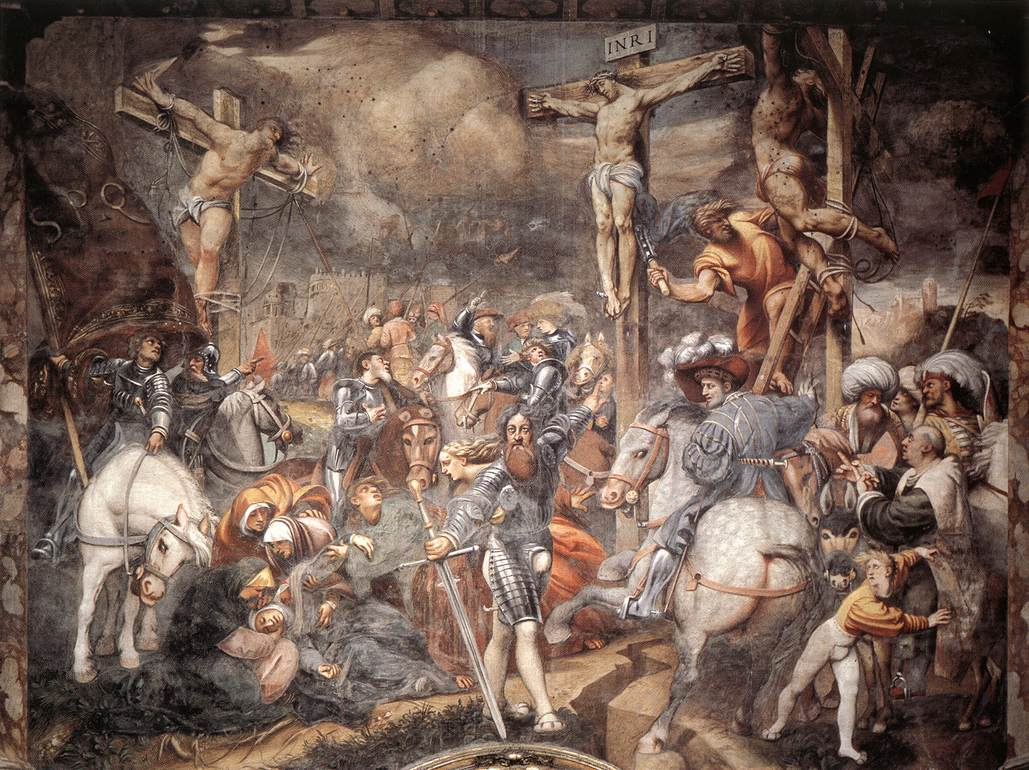
La Pordenone, Crucifixion de la cathédrale de Crémone (vers 1521).

Avec Palma le Vieux, réduit souvent à un rôle d'observateur, le seul peintre capable d'affronter Titien sur la scène vénitienne dans les années 1520-1530 est Le Pordenone, peintre originaire du Frioul. Sa formation commence avec Mantegna, les gravures de Dürer et les autres maîtres nordiques, et culmine avec un voyage à Rome en 1514-1515 lors duquel il découvre les œuvres de Michel-Ange et Raphaël. Il développe un style grandiloquent, entre souvenirs classiques et narrations populaires.
Les grands cycles de fresques, comme celles de la cathédrale de Trévise, de l'église Madonna di Campagna de Plaisance, de l'église San Francesco à Cortemaggiore, et surtout de la cathédrale de Crémone, constituent sa spécialité. Ses représentations sont à la fois discursives et solennelles, avec une remarquable virtuosité dans la perspective. Ses retables sont au contraire de qualité inégale. Si le ton reste grandiloquent dans ceux destinés à la province, ceux pour Venise apparaissent trop encombrés. En accentuant l'aspect cultivé et raffiné de sa peinture pour mieux s'intégrer au milieu proprement vénitien, le Pordenone renonce en partie à ce qui est son apport spécifique et qui a été à l'origine de son succès face à Titien : l'expressivité destinée à impressionner le fidèle. En abandonnant cette manière, il perd une part de son inspiration. Affrontée à la dimension « sociale » de son activité, qui fonde le style dominant d'une cité d'où affluent les commandes, le créateur doit se définir par rapport à un style donné. Ce phénomène essentiel se confirme autour de 1520 : la question du « style » est constitutive de l'histoire de l'art et est l'objet de la recherche consciente des artistes ; la subjectivité individuelle s'y noue à l'instance sociale et collective de la création.
Avec sa mort à Ferrare, mystérieuse à certains égards, sa confrontation avec Titien prend fin. Son travail est systématiquement passé sous silence dans la littérature artistique vénitienne ultérieure.

#### Pâris Bordone
Né en 1500 à Trévise, Bordone se forme puis vit à Venise où il suit les traces de Titien avant d'évoluer vers le portrait. Son style mêle la palette et l'aisance de Titien à une certaine froideur et à une concentration sur l'aspect social du modèle toutes florentines. Il se rend en France en 1538 et à Augsbourg en 1540. Son opulence toute vénitienne influence sans doute les peintres de cour allemands comme Amberger er Pencz. Son style est en effet plus facile à imiter que celui de Titien qui est plus profond. Il devient à Venise le spécialiste d'un certain type de composition allégorique où le portrait se combine à un sujet symbolique pour mener à son terme un goût du glacé qui rapproche le personnage de la nature morte. L'individualité du sujet devient alors secondaire par rapport au travail di maniera sur les espaces et les formes.

#### Andrea Schiavone
Andrea Schiavone, Dalmate de Zadar, qui meurt à Venise en 1563 après y avoir été actif à partir de 1520, est un autodidacte qui se forme en imitant Giorgione et Titien, ainsi que les gravures de Parmesan. Il introduit à Venise une certaine qualité extatique généralement absente de la peinture vénitienne. Ses couleurs changeantes et ses violents effets de contrapposto suggèrent que le maniérisme du centre de l'Italie a marqué son évolution.

#### Paul Véronèse
Paul Véronèse arrive à Venise en 1551 après avoir fait son apprentissage à Vérone, Mantoue et Parme. En 1552, il obtient une première commande pour l'église San Francesco della Vigna  pour laquelle il réalise la Conversation sacrée. Il s'installe définitivement à Venise l'année suivante où il devient le « peintre de la République ». Il réalise avec Giovanni Battista Ponchini et Giovanni Battista Zelotti les fresques des salles du conseil des Dix au palais des Doges. En 1555, il entreprend la réalisation du plafond de la sacristie de l'église San Sebastiano. Avec six autres peintres dont Battista Franco, Giuseppe Porta, Bartolomeo Ammannati et Le Tintoret il participe à la décoration du plafond de la salle de la Libreria de la Biblioteca Marciana. Entre 1575 et 1577, il réalise au palais des Doges, le Triomphe de Venise pour la salle du Grand Conseil et les Allégories de la Vertu pour la salle du Collège qui comptent parmi ses grands chefs-d’œuvre. Véronèse, qui meurt en 1588 à 60 ans, est enterré dans l'église San Sebastiano dont il a peint un grand nombre de fresques qui apparaissent sensuelles, joyeuses, païennes et pleines de vitalité en dépit de leurs sujets.
Une sorte d'allégresse décorative émane de ses toiles, dans une atmosphère de joie de vivre, certes profane, mais mélodieuse et poétique. Véronèse est le peintre du luxe et de l'étalage ostentatoire. Il aime peindre la foule multicolore dont il dispose les participants dans un cadre architectural d'une grande magnificence. Il n'hésite pas à transposer les thèmes, personnages et attitudes de l'Antiquité dans des scènes sacrées.
Vers 1560, il décore la villa Barbaro de Maser, usant de prodiges d'imagination et de fantaisie. Il est le premier à peindre sur une grande échelle la mythologie ou l'histoire sainte sur des plafonds. Il tient compte du point de vue du spectateur, corrige la vision par un raccourci des perspectives ou l'ouverture d'un ciel, et multiplie les trompe-l'œil architecturaux.
La synthèse opérée par Véronèse cherche un équilibre des tendances contemporaines : ses figures rejoignent certains principes du Maniérisme ; devenues modèle de comportement social ; l'idée de grâce et de noblesse tempère toute violence éventuelle. L'espace pictural échappe au paradoxe maniériste en étant, le plus souvent, très fortement et clairement structuré par son architecture grandiose à laquelle s'adapte la disposition ample et rythmée des figures.
Véronèse passe devant l'Inquisition pour le contenu supposé de la Cène peinte en 1573 pour les dominicains de Saints-Jean-et-Paul. Sa défense est d'ordre esthétique : son métier est d'être peintre et de « faire des figures ». Cette attitude devant le Tribunal de l'Inquisition, souple, mais cohérente, affirme la spécificité du pictural et de ses lois : la Cène devient le Repas chez Lévi. Véronèse échappe ainsi à la conformité que la Contre-Réforme veut introduire dans les arts. C'est un homme du XVIe siècle et son optimisme est celui de l'humanisme classique. En affirmant par ailleurs la dignité et la liberté du peintre, il se révèle également Vénitien, c'est-à-dire homme d'une cité dont la gloire idéologique consiste précisément alors à avoir défendu sa liberté et sa dignitas devant les attaques du début du siècle, puis à avoir tenu ce rôle pour toute la chrétienté à Lépante.

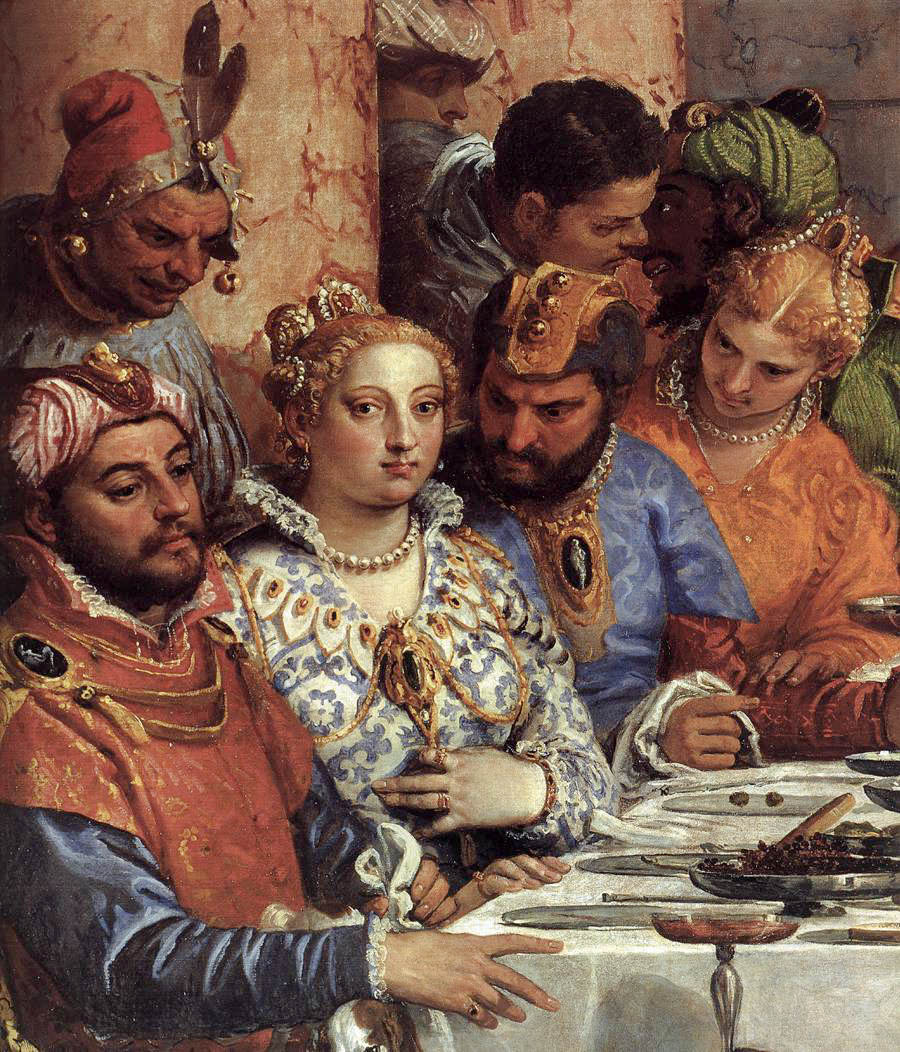
Les Noces de Cana, détail (1562-1563), huile sur toile, 666 × 990 cm, musée du Louvre.
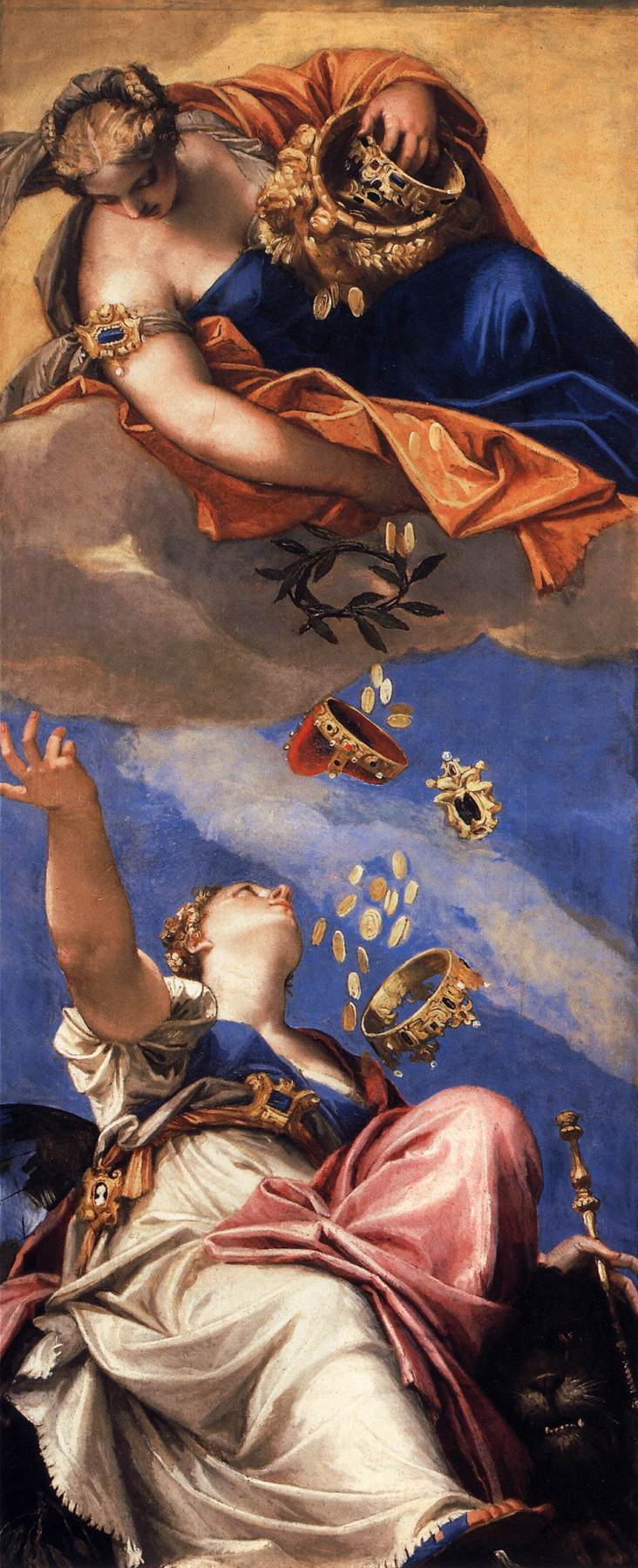
Junon dispensant ses dons à Venise, Palais des Doges, Venise (1554-1556).
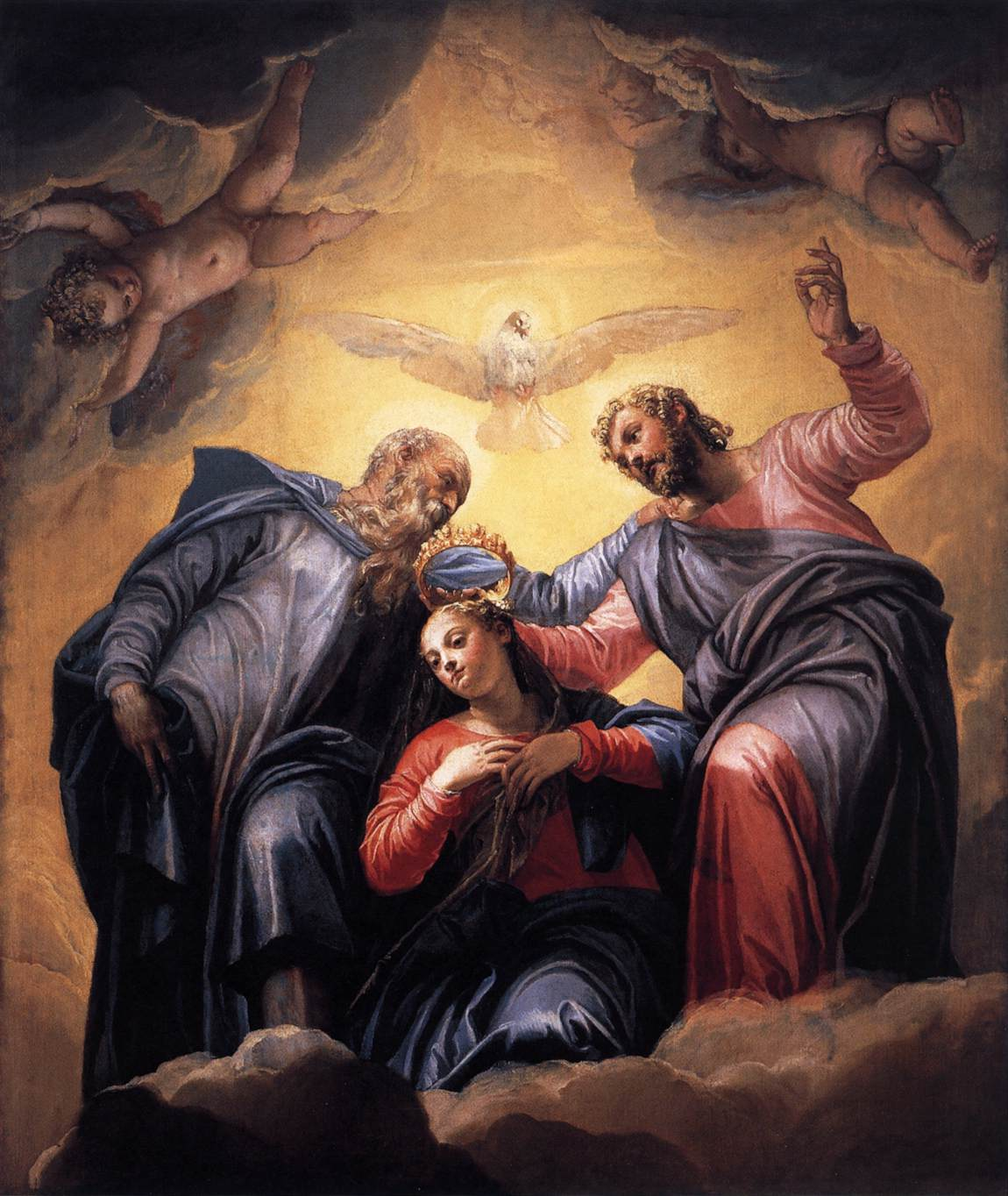
Le Couronnement de la Vierge, Église San Sebastiano de Venise (1555).
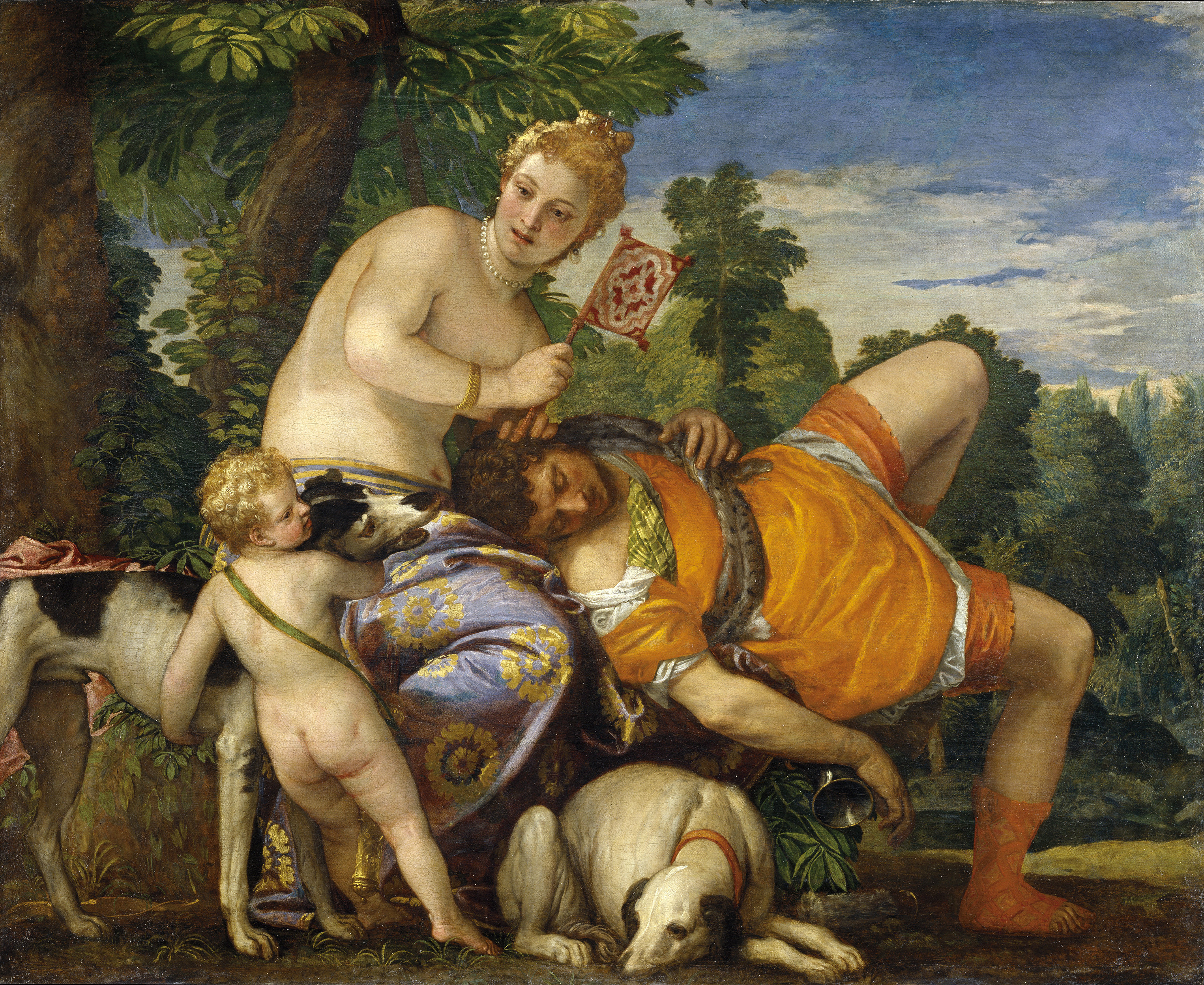
Vénus et Adonis, 1580, huile sur toile, 162 × 191 cm, musée du Prado.

#### Le Tintoret
Né à Venise en 1518, ville qu'il ne quittera pratiquement pas, dans le quartier populaire de la Madonna dell'Orto, Tintoret travaille brièvement dans l'atelier de Titien, mais ses véritables maîtres sont les protagonistes de la bataille maniériste, Pordenone et Michel-Ange. Sa force et sa nouveauté tiennent à la liberté avec laquelle il en traite les éléments : il réalise « avec le pinceau » les effets du disegno maniériste et il recherche l'efficacité du choc visuel grâce à un violent dynamisme et à une suggestion d'immensité sensible dans l'ampleur des programmes qu'il réalise, dans la taille de ses toiles et dans la relation qu'il instaure entre figures et espace. Très tôt, il refuse l'Antique, le trompe-l'œil, l'architecture théâtrale feinte, les draperies, brocarts ou autres balustrades. Il peint avant tout des scènes à sujet religieux. Il est le peintre de la classe moyenne et de la spiritualité à caractère populaire. Son art est aux antipodes de Véronèse. Sa facture rapide et brusque remet en question les valeurs de soin et de fini. Son style est violent, véhément, le mouvement règne en maître dans ses compositions au climat dramatique. Il veut allier la palette de Titien au dessin de Michel-Ange dont il ne connaît les œuvres que par des gravures et des moulages, puisant dans les œuvres des deux artistes sans jamais les imiter.
À partir des années 1565-1570, Tintoret affirme de plus en plus le rôle de la lumière pour mieux transformer ce qui est matériel en objet de vision spirituelle. Le matériel figuratif qu'il utilise demeure celui du Cinquecento. L'art du Tintoret porte les stigmates de la dernière partie de la Renaissance avec les contradictions et les angoisses qui reflètent celles de la société. Ses dernières œuvres sont à la lisière d'une conception figurative baroque, l'organisation différenciée de l'espace échappant à une perspective au point de vue unique. Toutefois, dans sa dernière toile, La Mise au Tombeau de 1593-1594, si un clair-obscur dramatique se combine à une dynamique en zigzag ascendante et descendante qui sera chère au Baroque, aucun support architectural ne fixe ni ne cadre la composition, faite avant tout du balancement des figures, et l'opposition des corps du Christ et de la Vierge ne peut pas être qualifiée de « baroque ».
Parmi les nombreux critiques d'art, Jean-Paul Sartre observe les hommes que Tintoret décrit dans ses peintures et les compare à ceux qu'il imagine comme authentiques, tels que saisis dans les rues de Venise. L'expression ultime du cycle pictural de l'artiste est visible dans l'église Saint-Roch de Venise.

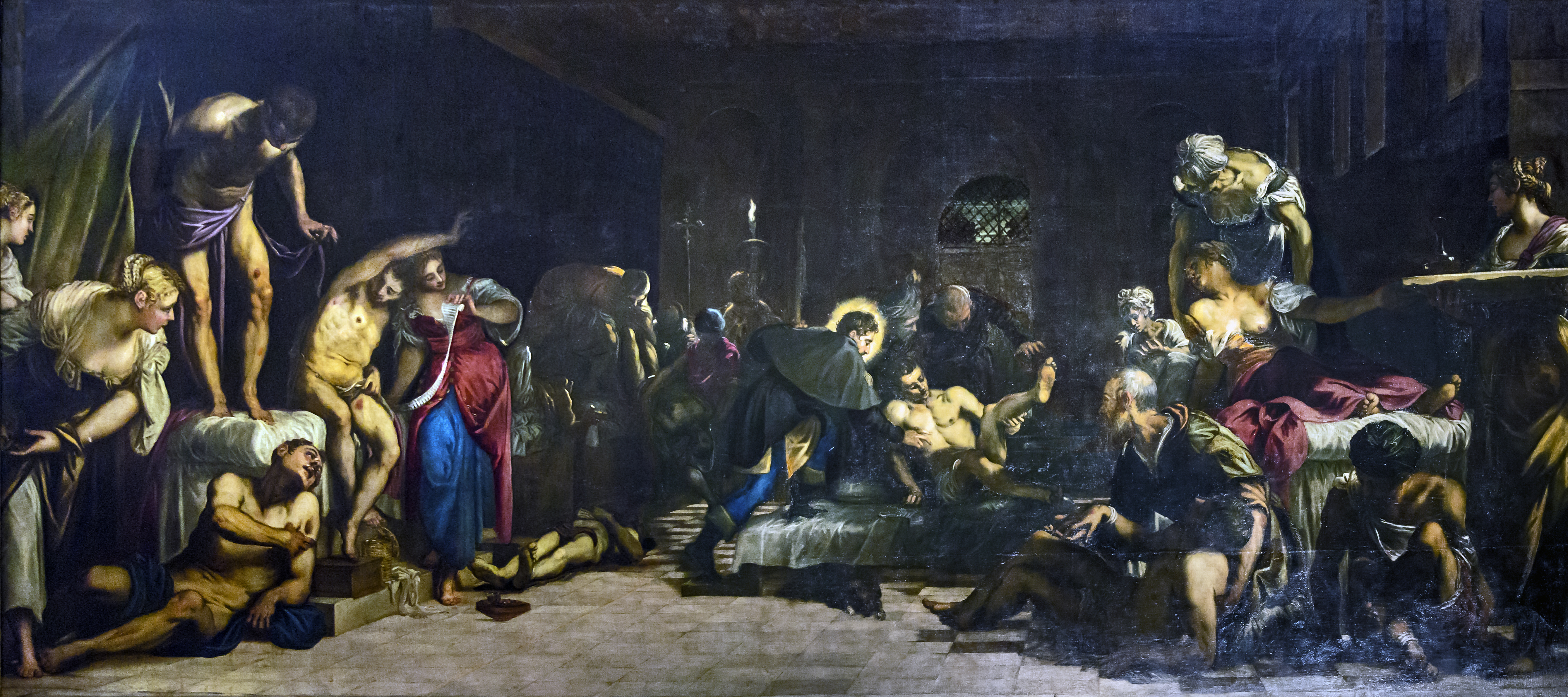
Saint Roch guérissant les pestiférés (1549).
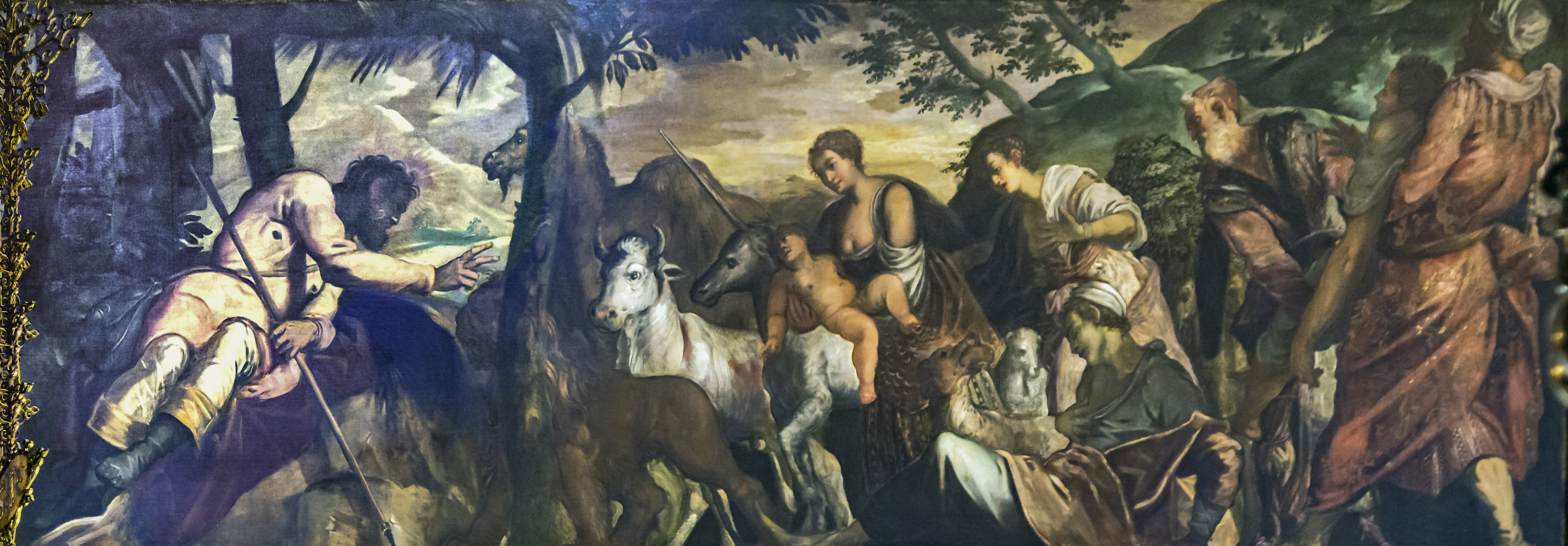
Saint Roch guérissant les animaux (1549).
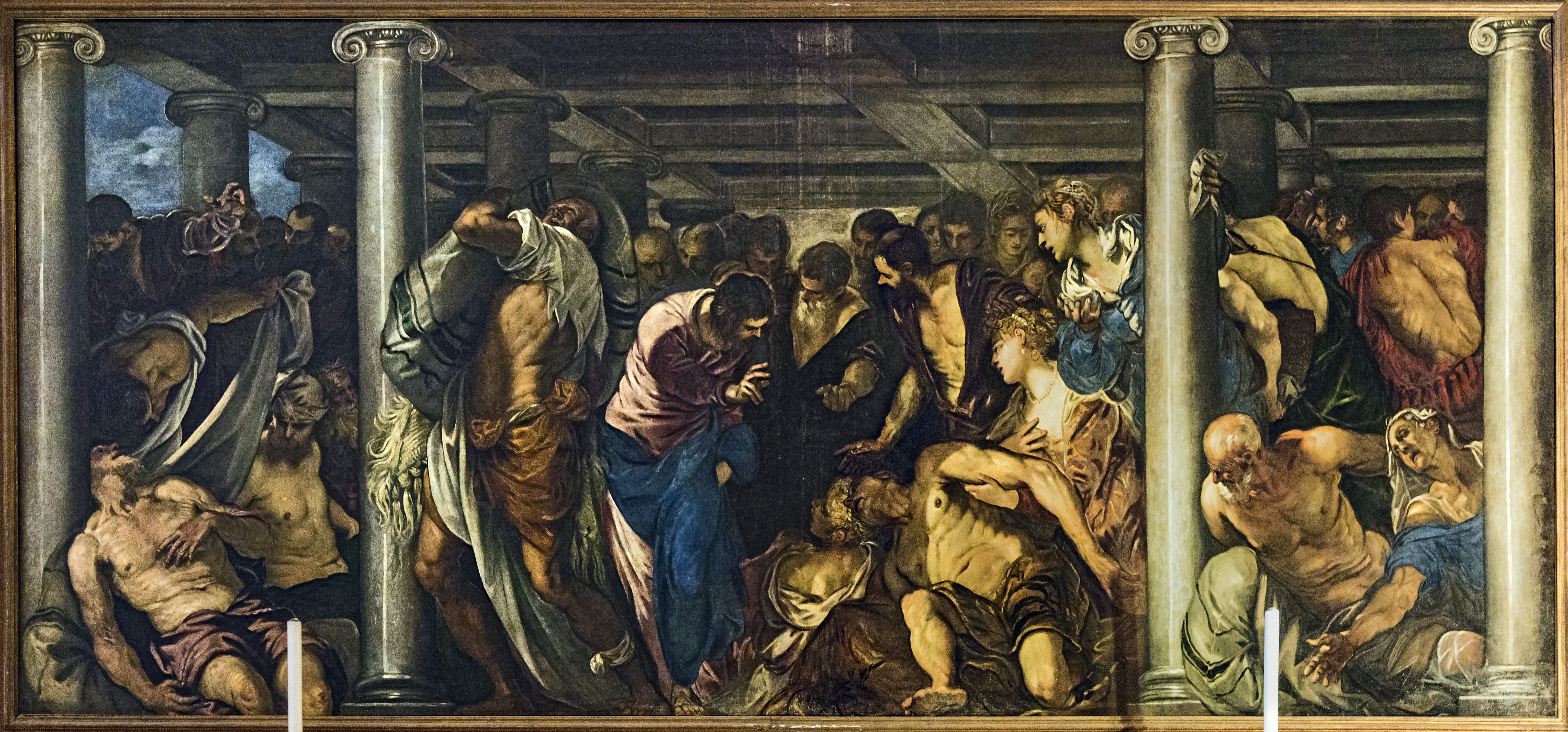
Le Christ guérit le paralytique (1559).

#### Jacopo Bassano

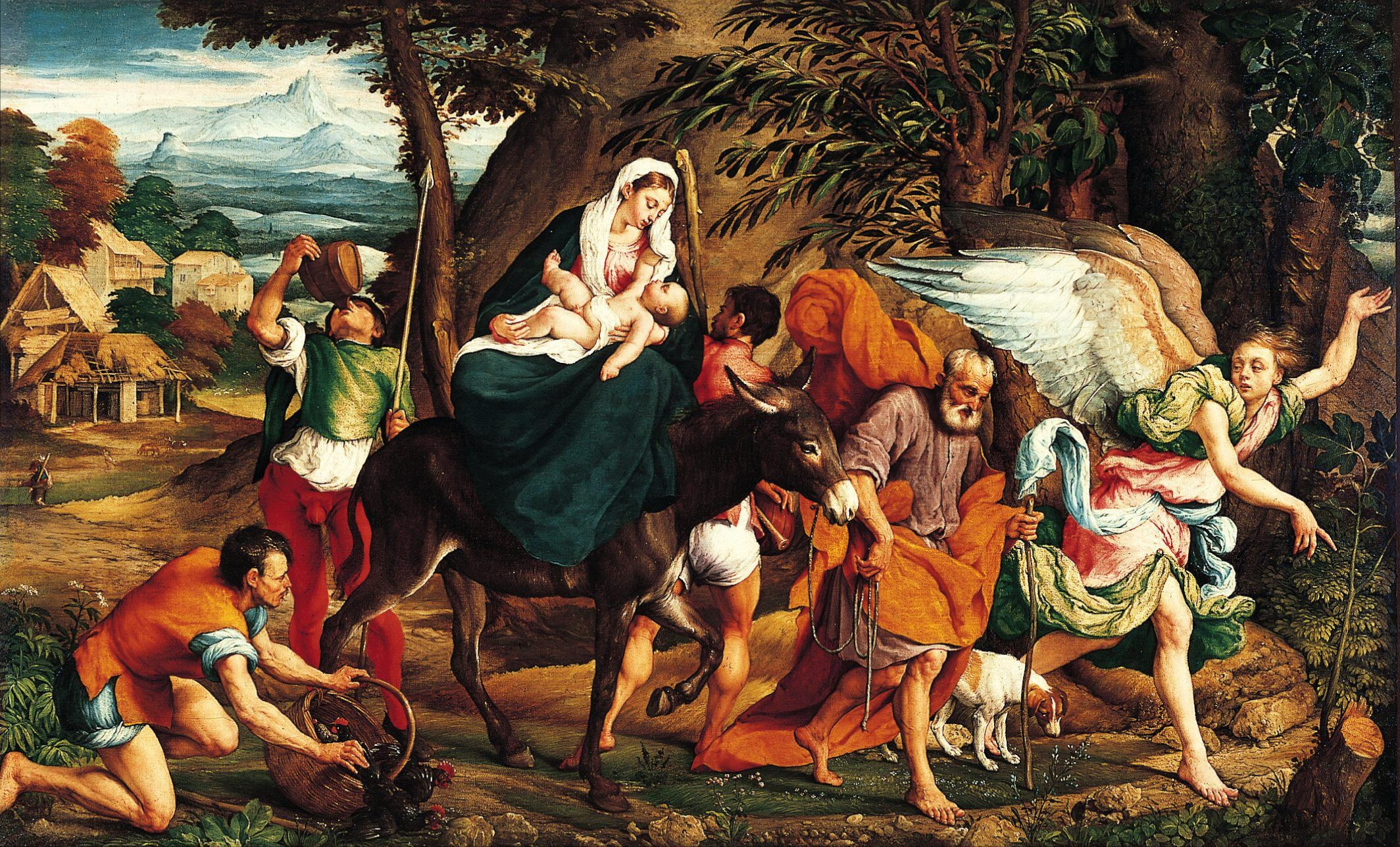
Jacopo Bassano, la Fugue en Egypte, Norton Simon Museum.

La carrière de Jacopo Bassano (1510-1592) et son atelier familial prolifique s'expliquent notamment par la capacité qu'il a de répondre à une certaine demande du milieu vénitien. Originaire de Bassano del Grappa à proximité de Venise, il arrive dans la Sérénissime vers 1535 au moment précisément où les estampes du Parmesan y introduisent le graphisme maniériste. Il adopte une maniera très affirmée par rapport à la production de la cité, mais en transposant le collorisme titianesque en un rapprochement strident de tons chauds et froids, comme dans la Décapitation de saint Jean-Baptiste (1548-1550), subtile interprétation vénitienne du goût maniériste. Dans les années 1560, il renouvelle son style en l'orientant vers le pathétique et l'affirmation décidée d'un luminisme artificiel.
Dans son atelier, la production se fait presque en série pour satisfaire une demande de plus en plus large pour le « luminisme » mis au service de la scène de « genre » biblique ou pastorale, fondée par Jacopo. Cette réalité paysanne stéréotypée nouvelle satisfait la traditionnelle nostalgie des Vénitiens pour la Terre Ferme.

#### Postérité de l'école vénitienne
La grandeur de l'école vénitienne se survit pas à Véronèse et Tintoret, malgré les tentatives de Palma le Jeune pour concilier le « vérisme » des Bassano, les grandes compositions de Véronèse et le mouvement dramatique de Tintoret. Alors que le Baroque triomphe, les plus grands peintres travaillant à Venise au XVIIe siècle sont un Allemand, Jan Liss, un Romain, Domenico Ferri, et un Génois, Bernardo Strozzi. Un idéal de liberté propre au Cinquecento vénitien s'éteint, dont la peinture du temps avait été la transposition variée. Venise ne s'est jamais identifiée vraiment avec le Maniérisme. La volonté d'un rapport direct et efficace à l'image fait qu'on y est loin de la distanciation et de l'appréciation esthético-élitiste qui le caractérisent ailleurs et contre lesquelles s'élèveront les cardinaux post-tridentins. La peinture vénitienne affirme au XVIe siècle la spécificité artistique et la relative liberté du peintre. Venise apparait comme la spécialiste du plaisir en peinture. Ce n'est pas un hasard si c'est là que naissent la Vénus du Titien et les nus chauds et sensuels de Véronèse ou du Tintoret. En 1558, Ludovico Dolce éclaire cette affirmation dans son Dialogue sur la peinture. Il y explique comment la mutation de la Renaissance a pris sa forme vénitienne dans les tableaux arcadiens de Giorgione, et comment finalement cette tradition du plaisir en peinture entraine l'école vénitienne sur la voie d'une « peinture de peintres ».

### Architecture et urbanisme
Venise adopte le style Renaissance tardivement, restant encore gothique dans son ensemble et à l'ombre de son glorieux passé byzantin. Dans les années 1460-1470, l'architecture à Venise connait un tournant avec l'arrivée d'architectes de l'arrière-pays, de Toscane et de Lombardie. La conquête de la terre ferme favorise le contact avec les formes d'art continentales. Au début du XVIe siècle, et notamment sous le dogat d'Andrea Gritti, de multiples chantiers sont mis en œuvre qui modifient radicalement la physionomie de la ville.
Après le Sac de Rome en 1527, Venise, qui échappe dans l'ensemble aux guerres et aux invasions, devient un refuge, surtout pour les architectes dont, parmi eux, Michele Sanmicheli et Jacopo Sansovino. Les grandes différences entre la peinture vénitienne et celle du centre de l'Italie empêche les étrangers de rivaliser avec les peintres du cru, ce qui n'est pas le cas en architecture.

#### Architectes

##### XVesiècle
Le Bergamasque Mauro Codussi se distingue le premier parmi les architectes qui s'installent à Venise. Ayant participé aux innovations florentines de Brunelleschi, Leon Battista Alberti et Michelozzo, il apporte un style Renaissance revisité à la lagune, déjà visible dans son premier ouvrage, l'église San Michele in Isola (1468-1479). En dehors du rigoureux et moderne Codussi, d'autres architectes au goût plus chargé travaillent également dans la ville, comme Antonio Rizzo et Pietro Lombardo. Le premier, formé sur le chantier de la Chartreuse de Pavie, est responsable de la reconstruction et de l'agrandissement du palais des Doges pendant une quinzaine d'années. Le second, d'origine tessinoise, est le créateur de certaines œuvres où l'utilisation des ordres classiques se confond avec une décoration lombarde exubérante et avec l’appétence locale de recouvrir les murs de marbres précieux, comme pour le Palais Dario et l'église Santa Maria dei Miracoli.

###### Jacopo Sansovino (1527-1570)
En 1527, sur la recommandation du cardinal Grimani , Jacopo Sansovino est chargé par le doge Andrea Gritti de restaurer le dôme principal de la basilique Saint-Marc. En 1529, il devient architecte en chef et surintendant des propriétés (Protomaestro ou Proto) auprès des procurateurs de Saint-Marc, ce qui fait de lui l'un des artistes les plus influents de Venise. Cette nomination s'accompagne d'un salaire de 80 ducats et d'un appartement près de la tour de l'horloge de Saint-Marc. En un an, son salaire est porté à 180 ducats par an.
Ses principales réalisations sont situées près de la place Saint-Marc, comme la Zecca et la Loggetta qui, décorée de ses sculptures, jouxte le Campanile, ainsi que diverses statues et reliefs pour la basilique Saint-Marc. Il contribue également à la reconstruction de plusieurs bâtiments, églises, palais et institutions, notamment les églises de San Zulian, San Francesco della Vigna, San Martino, San Geminiano (aujourd'huii détruite), Santo Spirito in Isola et celle des Incurabili, et parmi les palais et bâtiments, la Scuola Grande della Misericordia (plans anciens), Ca' de Dio, le palais Dolfin Manin, le  palais Corner, le palais Moro a San Barnaba et la Fabbriche Nuove du Rialto. Son chef-d'œuvre est la bibliothèque de Saint-Marc (Biblioteca Marciana), l'une des structures Renaissance les plus richement décorées de Venise, qui se dresse devant le palais des Doges. Sa construction s'est étendue sur cinquante ans et a coûté plus de 30 000 ducats.
Jacopo Sansovino meurt à Venise le 27 novembre 1570 ; sa tombe se trouve dans le baptistère de la Basilique Saint-Marc.

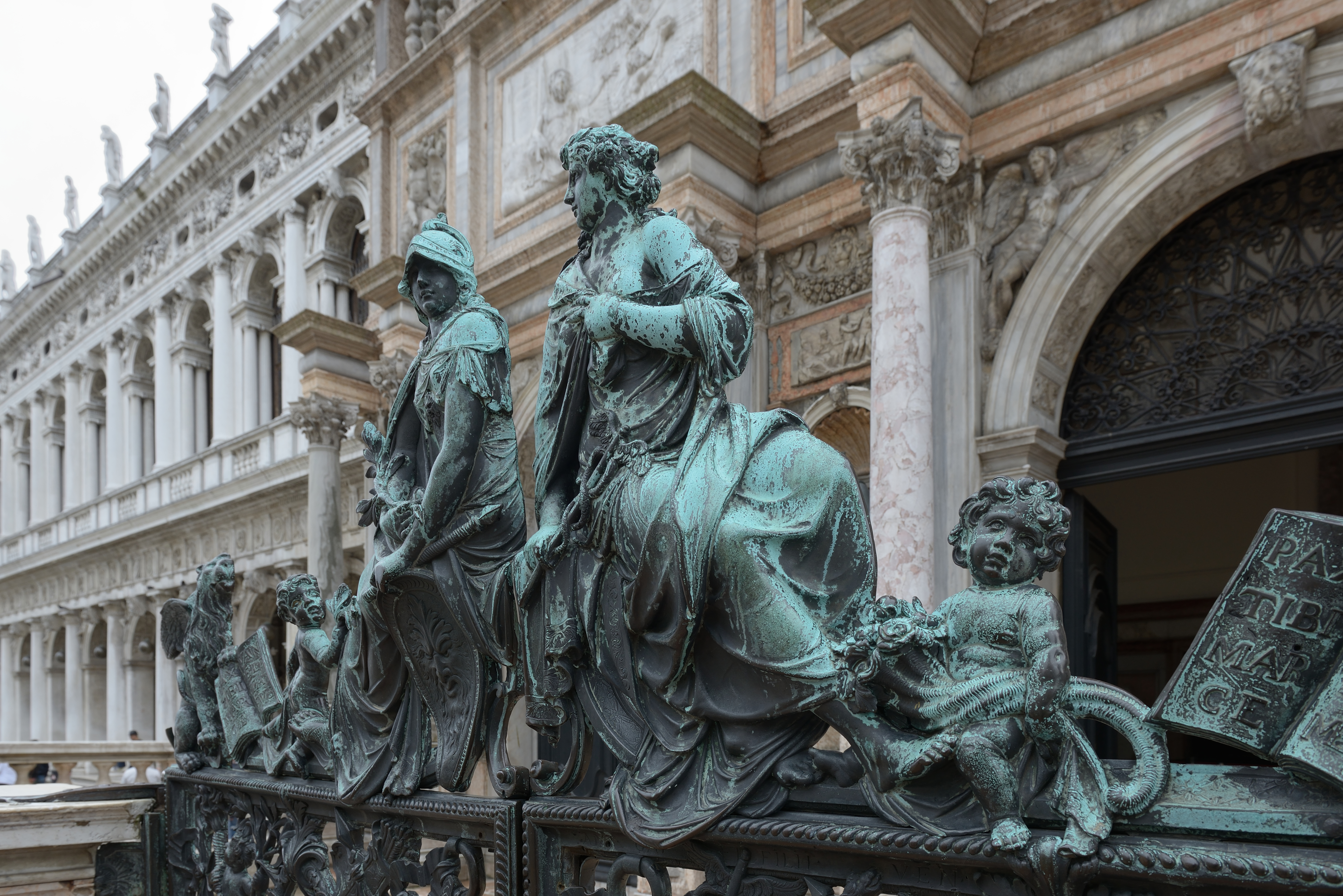
la loggeta, au pied du campanile de Saint-Marc.
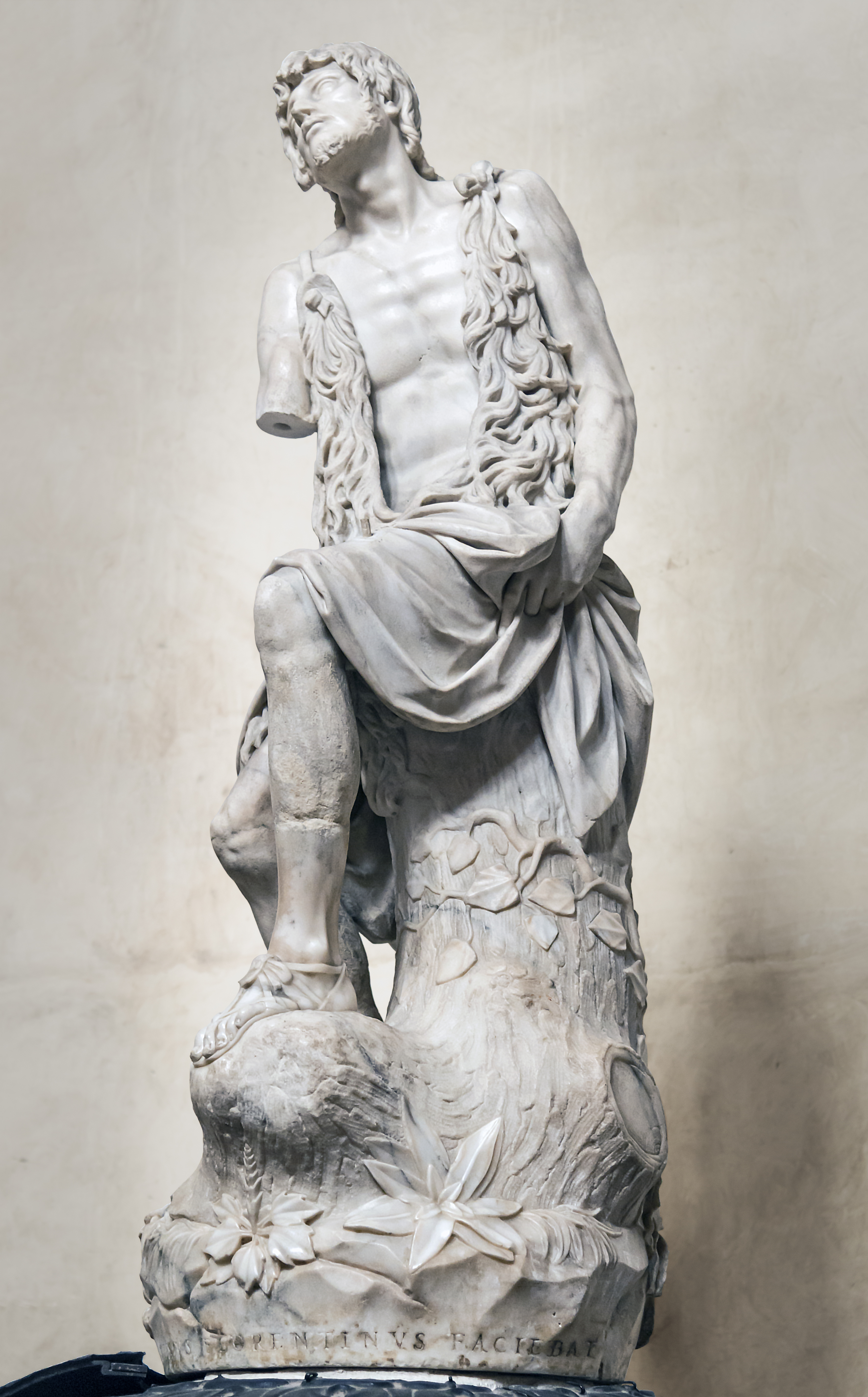
Saint Jean-Baptiste (1554), Frari.
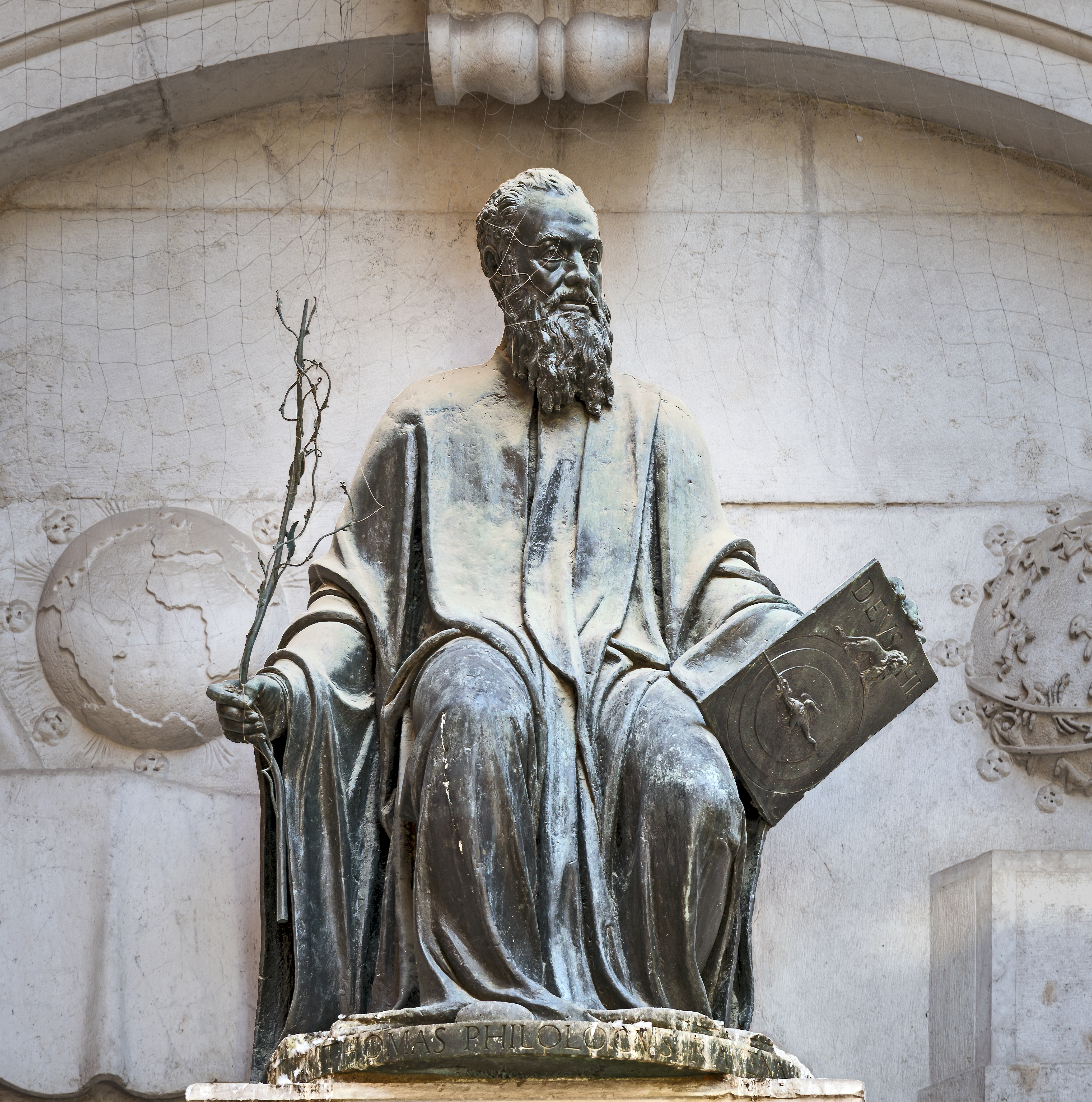
Statue de Thomas Rangone, San Zulian.

###### Andrea Palladio
À partir de 1550, Andrea Palladio est à Venise où il dirige la construction de la basilique San Giorgio Maggiore. En 1570, Palladio succède à Jacopo Sansovino, décédé, dans la charge d’architecte en chef de la Sérénissime ; il y construit les  églises de San Giorgio Maggiore et du Rédempteur.

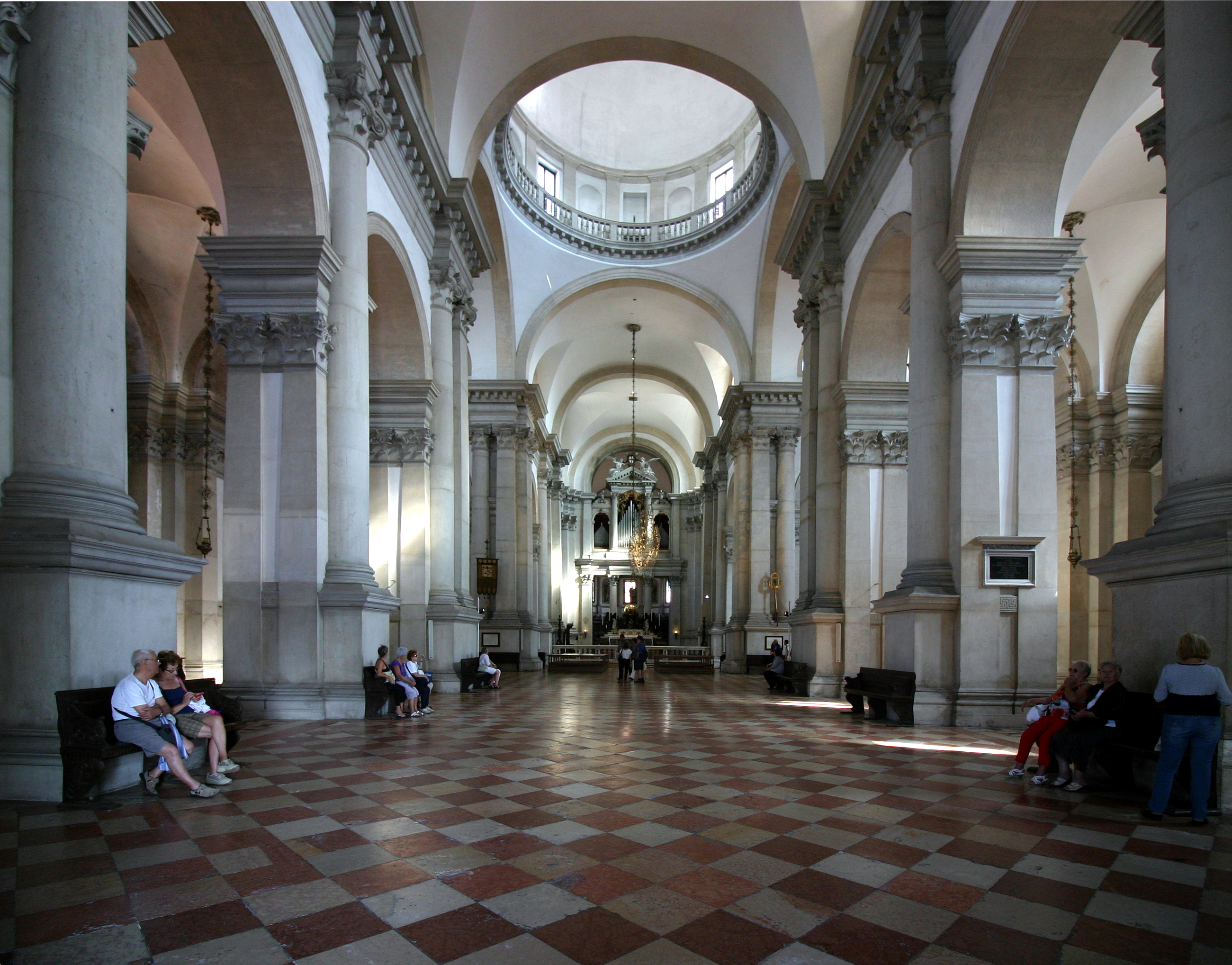
Nef de San Giorgio Maggiore, Venise (1565).
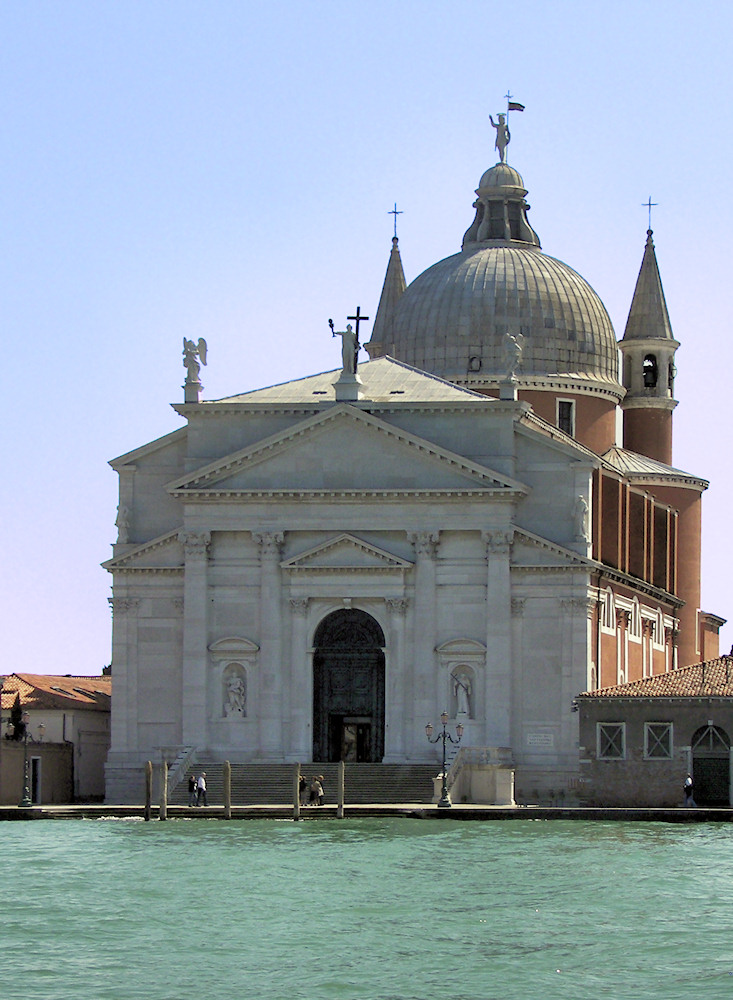
Il Redentore, église de Venise (1576).
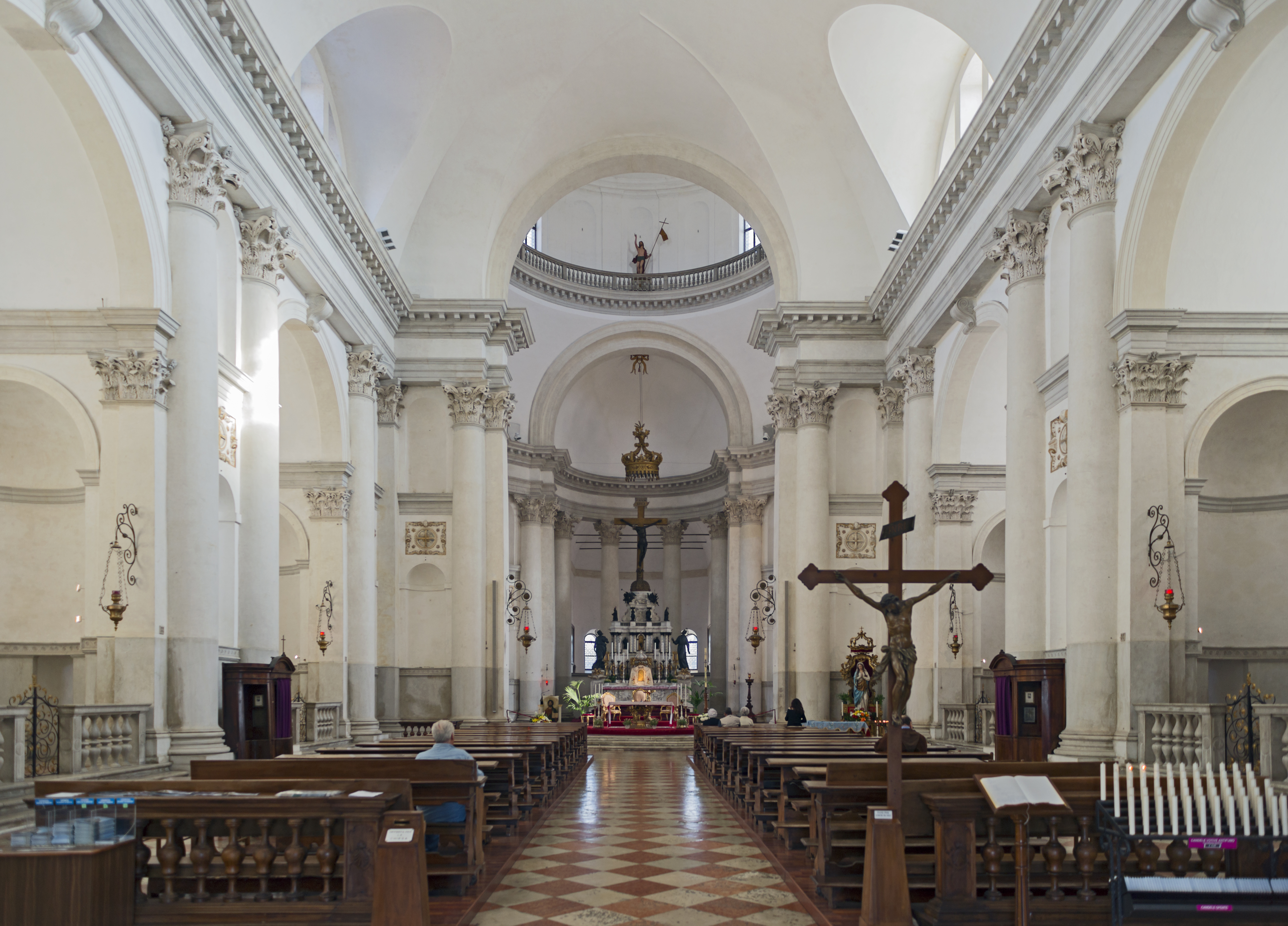
Intérieur de Il Redentore (1576).

### Églises Renaissance

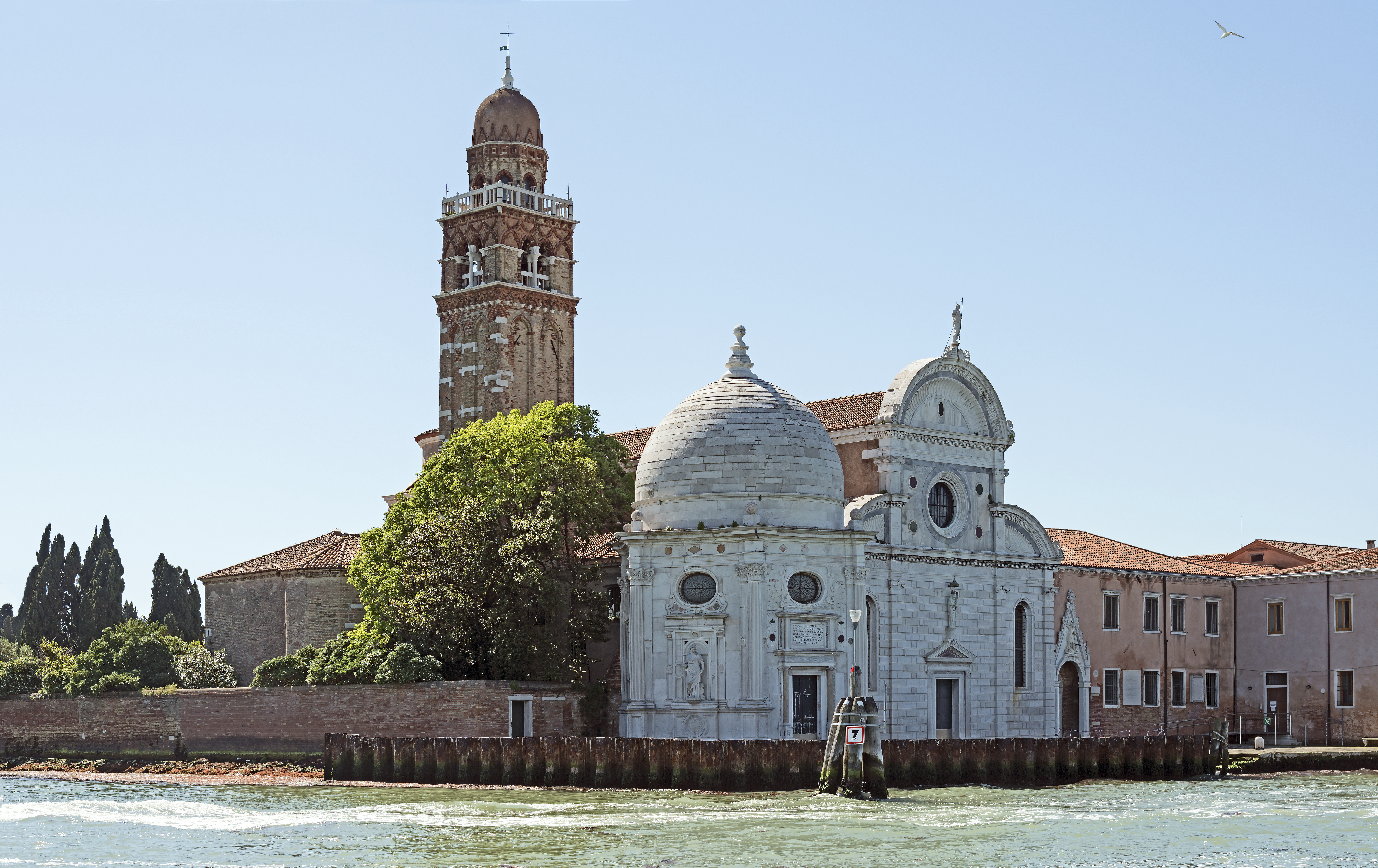
San Michele à Isola.

#### Avant Palladio
Ouvrage de Mauro Codussi, San Michele in Isola a une façade tripartite librement inspirée du temple Malatesta d'Alberti, avec deux ordres superposés. La partie supérieure présente un attique entre des lésènes avec un oculus et quatre disques de marbre polychrome surmontés d'un fronton curviligne, tandis que les côtés sont réunis par deux ailes courbes, avec de fins ornements en relief de coquille. Une corniche saillante, qui coupe les pilastres en deux, est disposée à leur point de connexion avec la partie centrale. L'intérieur de l'église est divisé en trois nefs, marquées par des arcs ronds soutenus par des colonnes. Chaque nef est recouverte de plafonds à caissons et se termine par une abside semi-circulaire, la dernière travée étant séparée sur les côtés par des cloisons et couverte par un dôme aveugle. Sur le côté de l'entrée, un vestibule est isolé du reste de l'église par un « barco », chœur soutenu par des arcades. En soustrayant l'espace du vestibule et celui du chancel avec des coupoles, Codussi obtient un corps central parfaitement carré. La cathédrale Saint-Jacques de Šibenik construite par l'architecte Giorgio Orsini qui avait auparavant travaillé à Venise au palais des Doges, constitue un exemple similaire et antérieur l'église de San Michele. Orsini utilise la pierre d'Istrie blanche exploitée sur l'île de Brac qui sera plus tard employée par Codussi. Ce modèle d'église a été repris le long de la côte dalmate.

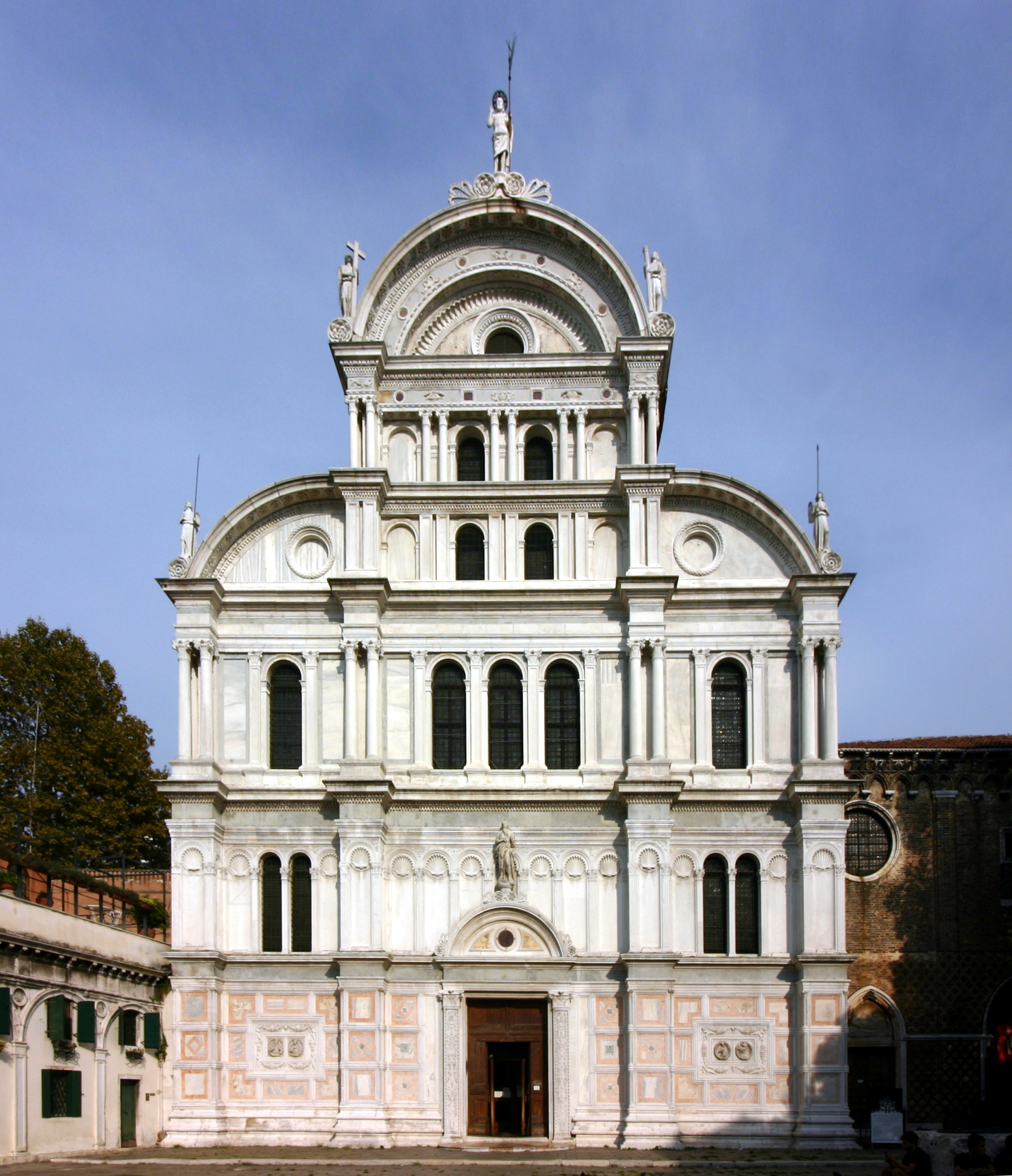
Façade de San Zaccaria.

L'église San Zaccaria, située à proximité de Saint-Marc, est érigée à partir de 1458 par Antonio Gambello. Elle est flanquée sur sa droite d'un fragment de l'église gothique antérieure que domine un campanile du XIIIe siècle. Mario Codussi reprend les travaux en 1483 et conçoit une façade imposante. Une série de corniches la divise en six niveaux percés de baies simples ou multiples, rythmés par des niches, des pilastres ou des colonnes doubles à chapiteaux corinthiens. Le couronnement en demi-cercle et les contreforts curvilignes sont ornés de statues. Le soubassement est revêtu de marbre rose saumon, et le premier étage aligne une série de coquilles Saint-Jacques. Le portail d'entrée est dominé par une statue de saint Zacharien, saint patron du lieu, réalisée par Alessandro Vittoria. Le style de l'intérieur est mixte, à la fois Renaissance avec ses hautes coupoles, et gothique. Les nefs latérales se prolongent derrière le maître-autel par un déambulatoire à chapelles rayonnantes, structure qui est rare à Venise.

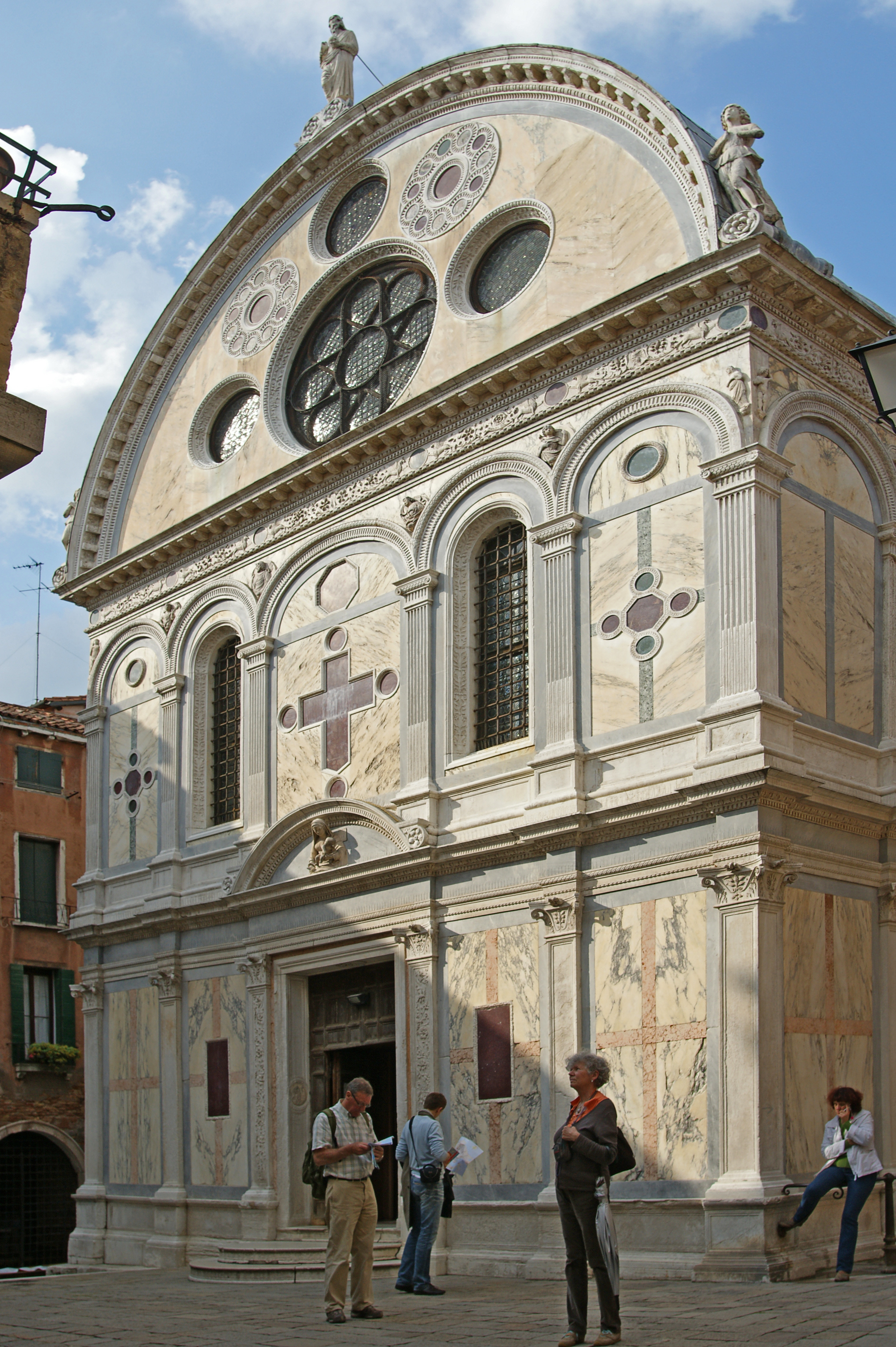
Santa Maria dei Miracoli.

Construite entre 1481 et 1484 par Pietro Lombardi et ses fils, Santa Maria dei Miracoli est l'une des premières églises Renaissance de Venise. L'édifice de taille modeste est, à l'extérieur comme à l'intérieur, entièrement revêtu de marbre dont le jeu savant de couleurs constitue un écho du goût orientalisant de la cité. La façade présente un vaste fronton semi-circulaire aux nombreux oculi et aux deux rosaces spiralées très proches de celles du palais Dario bâti par le même architecte. Le motif de la croix est omniprésent sur les deux niveaux. L'intérieur est à nef unique avec une voûte en berceau divisée en caissons de bois doré représentant saints et prophètes.
Commencés en 1450 par Antonio Gambello, les travaux de l'église San Giobbe sont poursuivis à partir de 1470 par Pietro Lombardo dans un pur style Renaissance qui se manifeste dans l'élégant portail d'entrée, l'intérieur à nef unique, et le chœur à l'imposant arc triomphal. La voûte de la chapelle Martini est ornée de terres cuites émaillées des frères Della Robbia, les seules que possède Venise. Giovanni Bellini peignit pour cette église le retable de San Giobbe, aujourd'hui à l'Académie.
San Giovanni Crisostomo, dernière œuvre de Mauro Codussi, est construite à partir de 1480 sur une surface réduite. Sa marque est encore byzantine avec un plan à croix grecque enfermée dans un carré, coupole centrale et quatre coupoles secondaires. Le chœur est tapissé de toiles dont le retable de Saint Jérôme, saint Christophe et saint Louis, une des dernières œuvres de Giovanni Bellini (1513), 
Mauro Codussi a dessiné les plans de l'église Santa Maria Formosa, érigée à partir de 1492. Ceux-ci sont byzantins et s'inspirent de la basilique Saint-Marc : coupole centrale et coupoles secondaires, croix latine aux proportions de croix grecque inscrite dans un carré. La lumière y est intense au centre et atténuée sur les côtés, les murs sont ornés de discrets bandeaux bicolores. Des éléments architecturaux en pierre grise se détachent sur les plâtres blancs chers à Brunelleschi, interprétation moderne de la tradition vénitienne.
L'église San Salvador est érigée à partir de 1507 au milieu des Mercerie, à égale distance de Saint-Marc et du Rialto, sur des plans de Giorgio Spavento, mort en 1509. Le chantier est poursuivi par Tullio Lombardo. L'édifice, au plan en croix latine, a une coupole à la croisée du transept et deux sur la nef qui est particulièrement allongée. Il abrite le monument funéraire du doge Francesco Venier (1489-1556) et quelques peintures de Giovanni Bellini, ainsi que le dernier Titien, une Annonciation de 1566.
L'église San Francesco della Vigna, troisième nécropole des doges de Venise, est remarquable par son campanile proche de celui de Saint-Marc et par sa façade, œuvre de Palladio, similaire à celle de San Giorgio Maggiore. Rebâtie à partir de 1534 sur un projet de Sansovino, les plans de ce dernier sont modifiés par le frère Francesco Zorzi, savant franciscain, philosophe et humaniste, qui entend faire régner l'harmonie des proportions. Ses plans sont soumis à une commission comprenant l'architecte Sebastiano Serlio, le Titien et l'humaniste Fortunio Spira. Ses dimensions (largeur et hauteur de la nef, largeur des chapelles et du transept, profondeur du chœur égale à la largeur de la nef) sont établies de manière particulièrement rigoureuse. Le résultat est une croix latine à nef unique bordée de chapelles, avec un chœur profond flanqué de deux chapelles secondaires. À gauche du chœur, la chapelle San Girolamo, toute de marbre est un chef-d'œuvre des frères Lombardo.

#### Églises de Palladio
Les églises vénitiennes de Palladio sont conçues pour les visites cérémonielles annuelles du Doge.

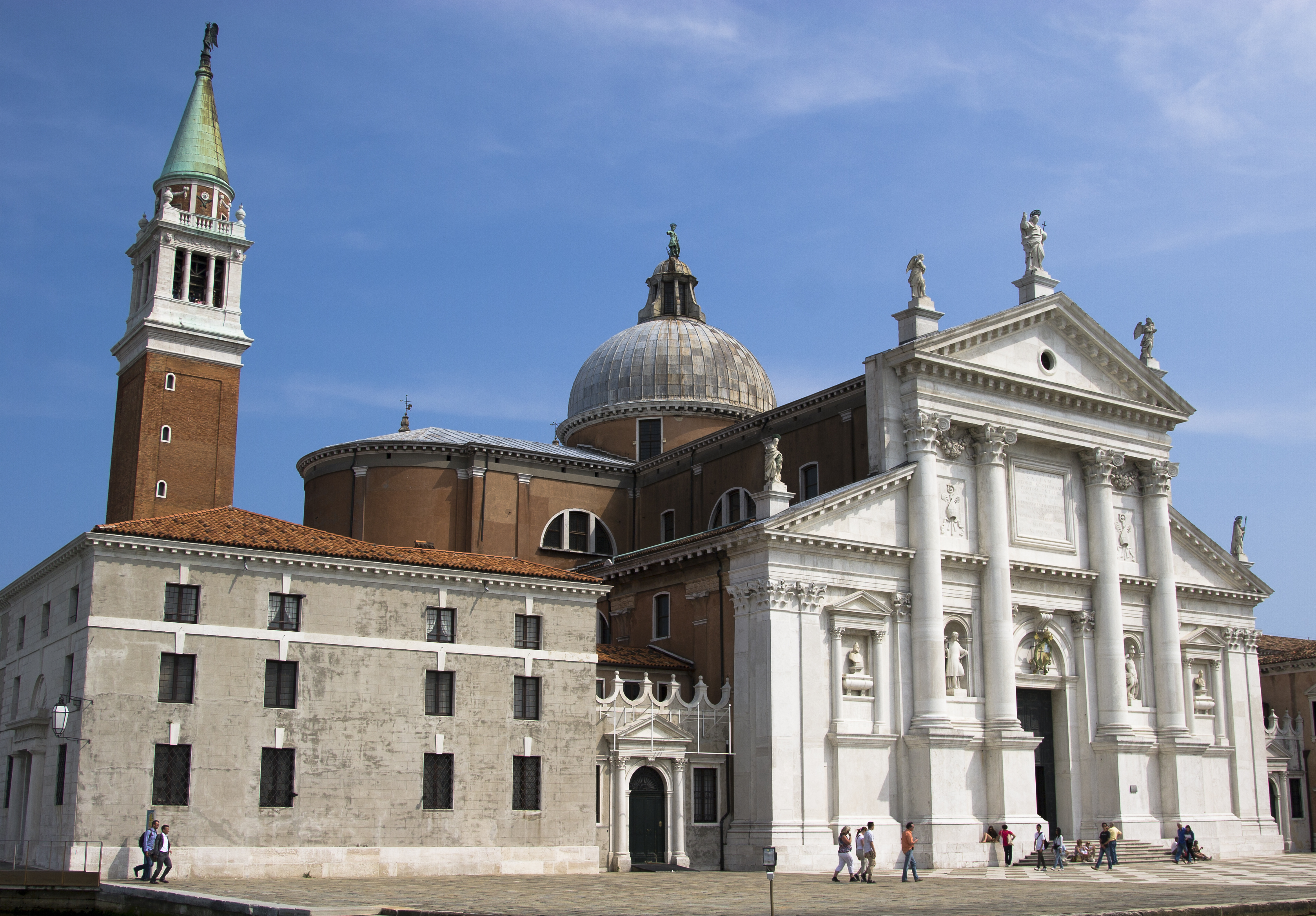
San Giorgio Maggiore.

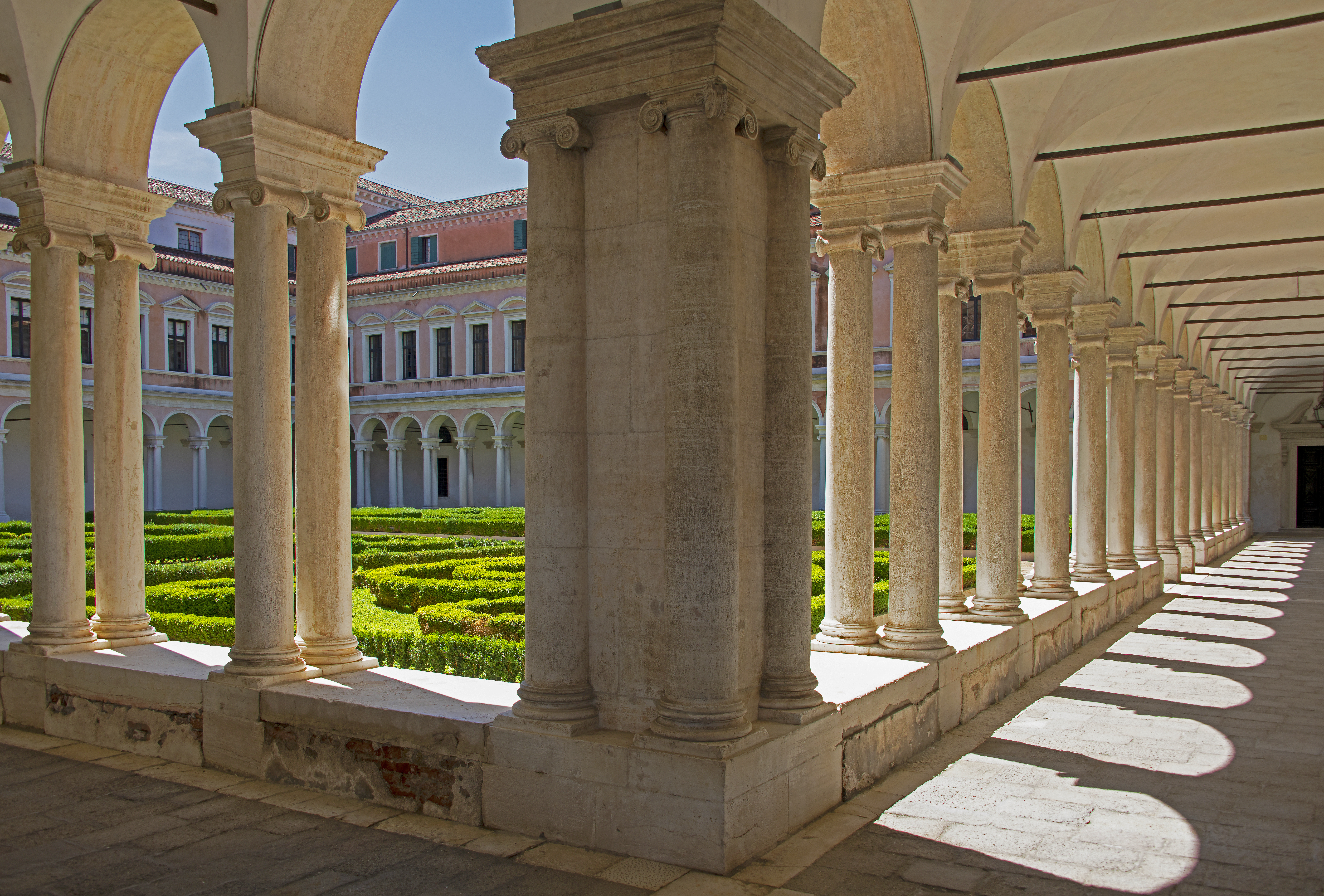
Basilique San Giorgio Maggiore - Cloître Palladiano.

L'église San Giorgio Maggiore, érigée à partir de 1566, occupe une situation privilégiée face à la Piazzetta. Rattachée à une maison bénédictine aisée, elle est d'une grande richesse : pierre claire d'Istrie, sol de marbre au décor d'échiquier rouge et blanc, statues de marbre blanc dans les niches des bas-côtés. Sa façade semble marier deux temples antiques qui se superposent en s'interprétant : un grand pronaos à quatre colonnes corinthiennes est emboité dans un fronton dont n'apparaissent que les extrémités triangulaires. Simone Sorella, qui achève la façade à la mort de Palladio, place les frontons des pronaos sur de hauts piédestaux, altérant la cohérence de l'ensemble. L'intérieur est un compromis entre un temple de l'Antiquité classique et la croix latine à trois nefs des églises chrétiennes. Une coupole coiffe la croisée du transept dont les extrémités sont terminées par des absides.
Le couvent bénédictin de San Giorgio est complètement rebâti au XVIe siècle. Le premier cloître, aux couleurs rouges et blanches, au portique aux colonnes géminées et à l'étage aux fenêtres soulignées de frontons triangulaires et curvilignes, est une œuvre de Palladio. Le second cloitre, dit des Lauriers, donne accès au réfectoire de Palladio dont le mur du fond était orné des Noces de Cana de Véronèse, tableau qui créait par son portique feint une ouverture dans l'étroit espace architectural.
L'église du Rédempteur est élevée après l'épidémie de peste de 1576. Elle est construite entre 1577 et 1592 dans l'île de la Guidecca. Église à nef unique dont de grandes demi-colonnes supportent un puissant entablement qui soutient une voûte en berceau aux grandes fenêtres semi-circulaires divisées en trois secteurs, rappel de la fenêtre thermale de l'architecture antique. De chaque côté, trois chapelles profondes communiquent entre elles par des fenêtres thermales toutes identiques. L'abside est un demi-cercle elliptique qui rappelle à nouveau les thermes romains. L'église des Zitelle, située entre San Giorgio Maggiore et le Rédempteur, est bâtie sur un projet de Palladio. Elle comporte aussi une fenêtre thermale au-dessus du portail d'entrée.
En 1559, Palladio se voit confier la reconstruction de la basilique San Pietro di Castello, siège patriarcal de Venise à partir de 1451 (et jusqu'en 1807). La façade est en pierre d'Istrie, tout comme le campanile reconstruit dans les années 1480 par Mauro Codussi, une rareté pour Venise.

### Place etPiazzettaSaint-Marc

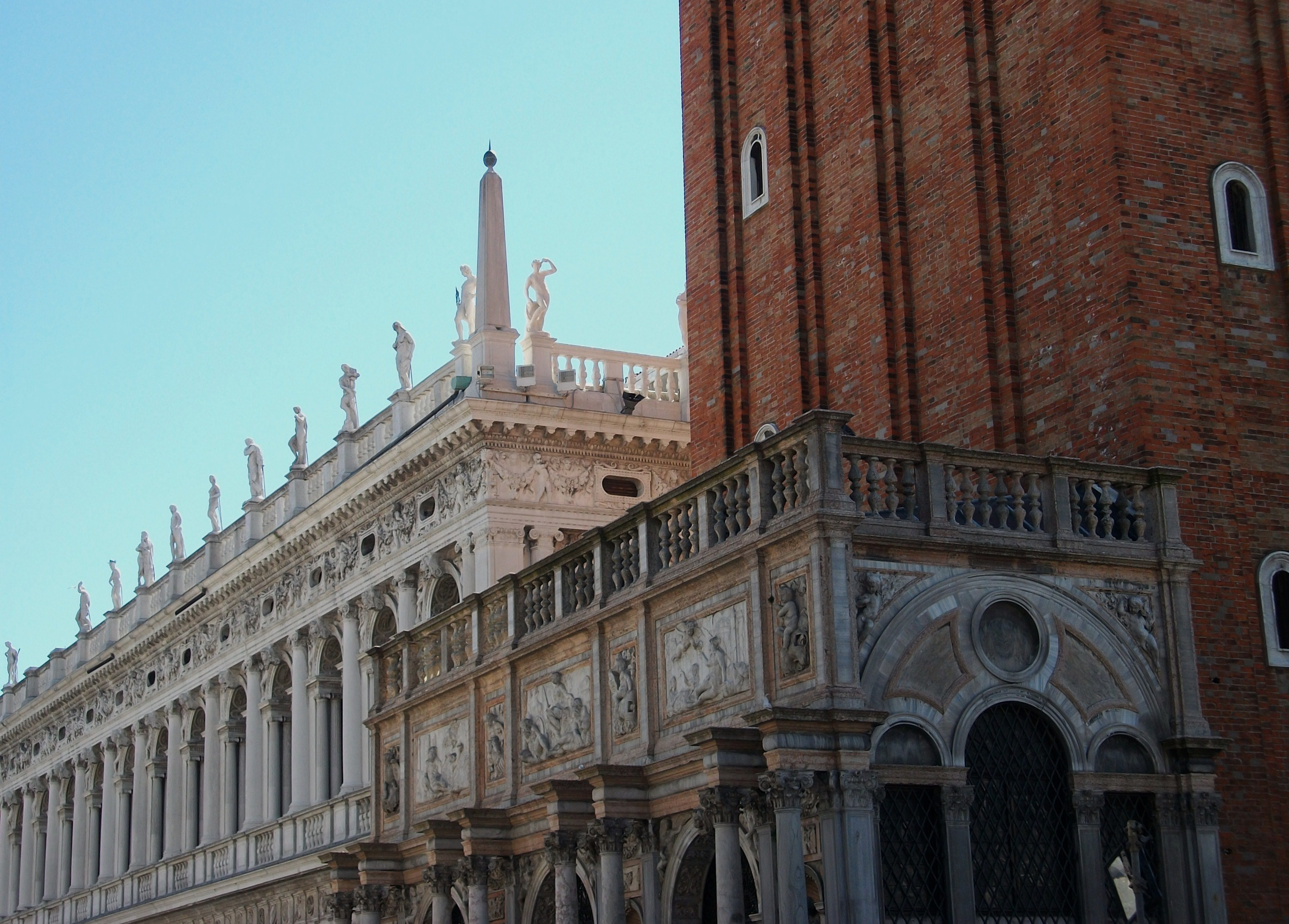
Bibliothèque Marciana Loggetta de Sansovino.

C'est tout particulièrement sous les dogats de Leonardo Loredan (1501-1523) et Andrea Gritti (1523-1538) que la place Saint-Marc et sa Piazzetta acquièrent leur physionomie moderne. La place est entièrement entourée de portiques, sans aucune influence ici de Rome. Dès l'origine, elle est conçue comme une « salle de cérémonie » et sert de scène aux rites de la vie civile et religieuse de la République.
Lorsque les Vieilles Procuraties, édifice d'un seul tenant bâti à la demande du doge Ziani dans un style vénéto-byzantin, doivent être reconstruites à la suite d'un incendie en 1515 et sont surélevées à cette occasion, leur physionomie d'origine est conservée. Cette décision est révélatrice des réticences de Venise à l'introduction d'un nouveau langage architectural, et de son attachement à la tradition. Bartolomeo Bon est chargé de cette réfection. Le deuxième étage est alors surmonté d'une longue frise percée d'oculi et d'une crénelure qui font écho à celles de la basilique et du palais ducal.
Les Procureurs ont l'idée de marquer l'entrée qui mène aux Mercerie, enfilade de rues commerçantes reliant Saint-Marc au Rialto, par une tour qui aurait l'aspect d'une porte de ville. Les travaux, qui commencent en 1496, sont confiés à Mauro Codussi. Cette tour de l'Horloge présente cinq niveaux superposés, avec à la base un arc en plein cintre donnant accès aux Mercerie, une grande horloge circulaire, une Vierge à l'Enfant auxquels rendent hommage le Jour de l'ascension les Rois Mages, au-dessus le Lion de saint Marc sur fond de ciel bleu étoilé, et au sommet deux Maures dont les maillets frappent la cloche pour sonner les heures.

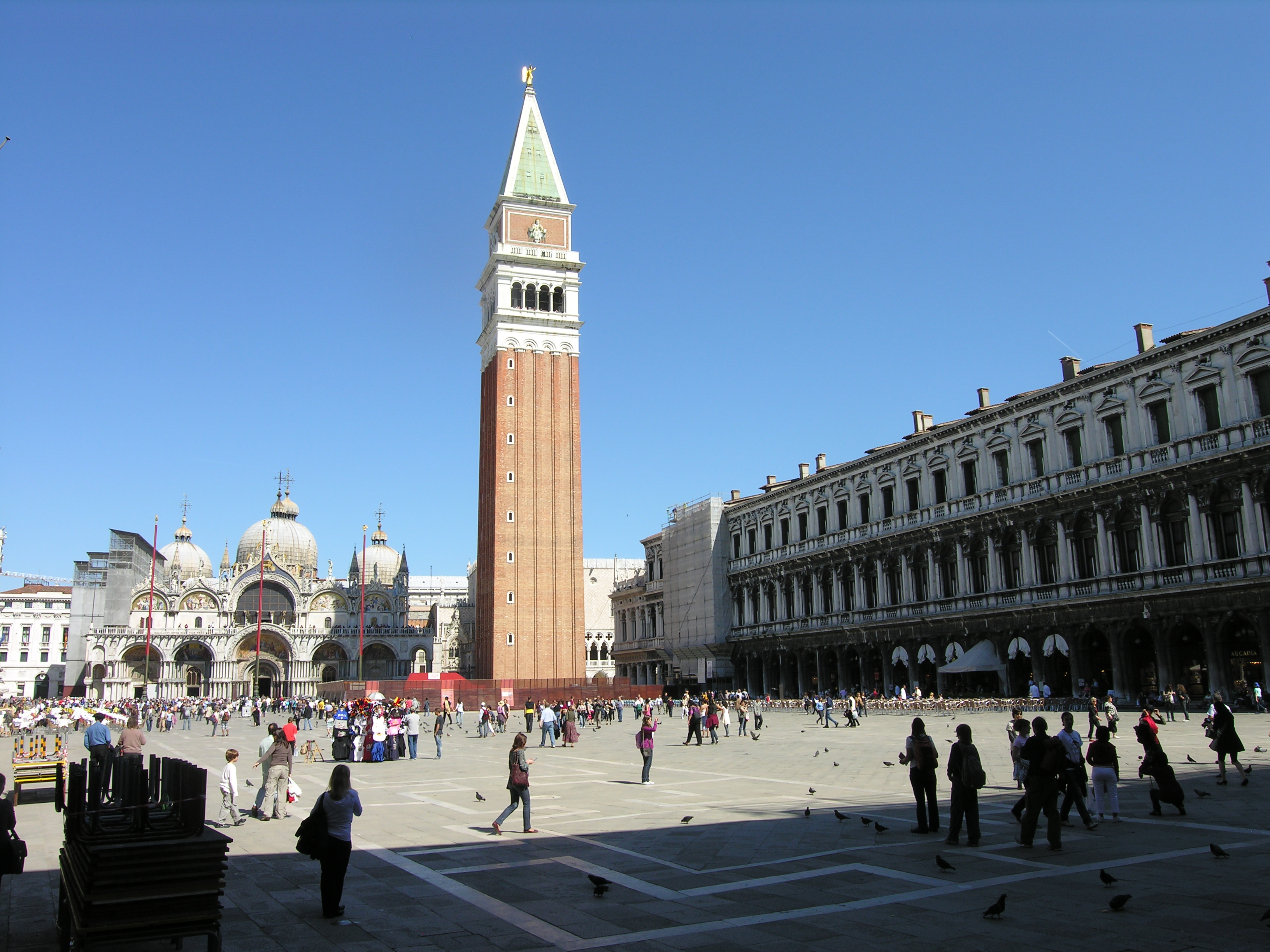
Campanile et Procuraties Nuove.

Rebâti au XIIe siècle, le campanile est frappé par la foudre en 1489. Alors qu'il est en reconstruction, il est de nouveau endommagé par un tremblement de terre en 1511. Bartolomeo Bon termine sa restauration en 1517, lui conservant très peu de sa forme originelle. Le corps principal est en briques rousses sur lequel tranche la pierre blanche de la chambre des cloches. Au-dessus, un attique soutient une flèche pyramidale dont la pointe est surmontée par un ange doré sculpté par Sansovino.
En 1530, les Procureurs confient à Jacopo Sansovino la construction d'une bibliothèque sur le côté ouest de la Piazzetta. Celle-ci devenait ainsi une manière de second forum. En 1557, il reconstruit la petite loggia au pied du campanile. Commande publique, la longue façade de la bibliothèque est volontairement très décorative. Placée en face du palais des Doges, elle a les mêmes arcades au rez-de-chaussée que les Procuraties et forme une loggia ouverte continue pour les échoppes qui ont toujours été installées sur la place. La Zecca, à côté, avec ses colonnes à bossage, ses proportions complètement différentes, est beaucoup plus ramassée et d'aspect volontairement défensif. Le but est de donner une apparence de stabilité et de sécurité au lieu où est frappée la monnaie de la République.
Le rose pâle et le crème du pavage du palais des Doges, la brique couleur feuille-morte du campanile, les mosaïques de la basilique, les dômes du cuivre vert, la lumière souvent aveuglante et les reflets de l'eau s'ajoutent aux effets architecturaux pour obtenir une mise en scène caractéristique de l'art vénitien, totalement étrangère à l'architecture romaine et florentine.
La place Saint-Marc acquiert son aspect définitif quand, en 1580, le Sénat décide de construire au sud de nouveaux logements pour les Procurateurs, alignés sur le côté nord de la Bibliothèque. Vincenzo Scamozzi, le disciple de Palladio, fait abattre le vieil hospice Orseolo pour pouvoir commencer les travaux. Après de sérieuses discussions quant au style de l'édifice, opposant les tenants de l'art « à l'ancienne » à ceux de la tradition vénitienne, les Nouvelles Procuraties, achevées en 1640 par Baldassare Longhena, restent proches dans l'esprit du style de la Libreria de Sansovino.

### Palais etScuoleRenaissance

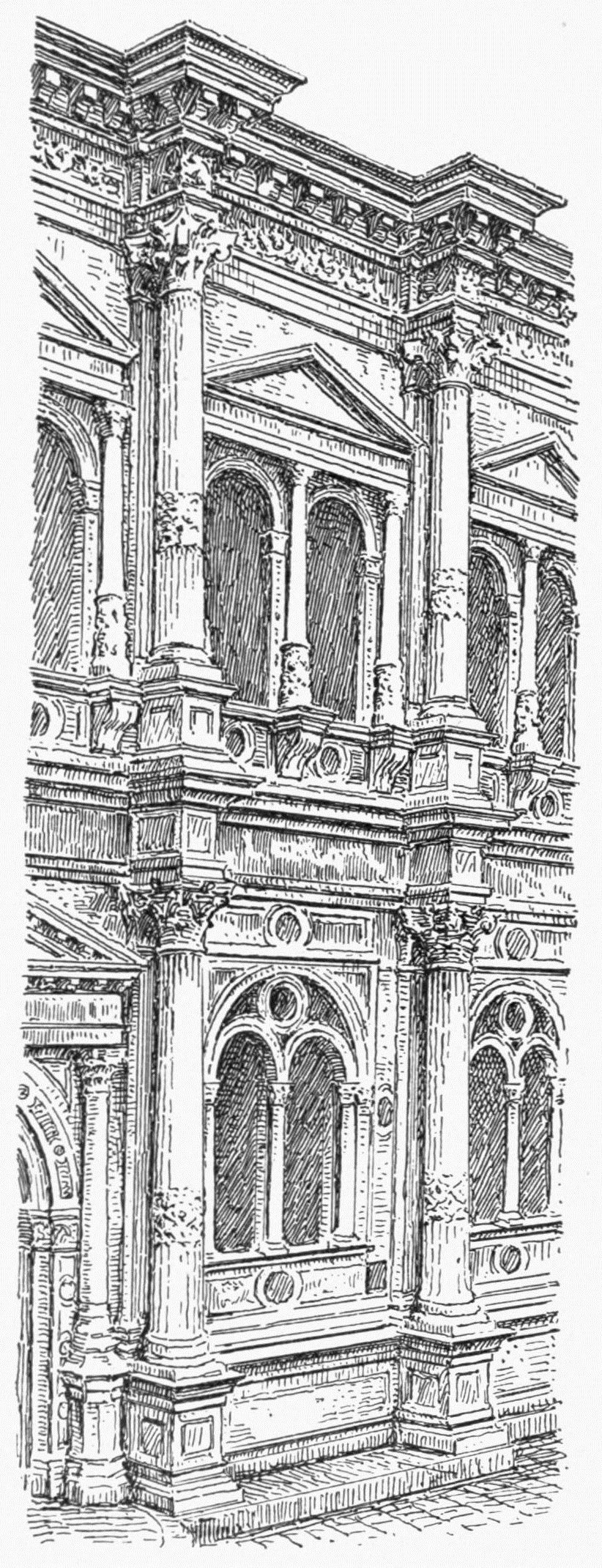
Détail de la Scuola Grande de San Rocco.

L'alignement des palais sur le Grand Canal dote l'architecture d'une scénographie rare. Le rez-de-chaussée, au ras des eaux, est réservé aux cuisines et aux offices ; au premier étage, un grand séjour, au milieu de l'édifice, donne sur le canal, principale artère de la ville. L'escalier est relégué au fond de la maison ; les principales fenêtres sont regroupées en une suite de baies à colonnes qui coexistent parfois encore avec une forme modifiée de fenêtre gothique.
La ville accueille avec circonspection la simplicité équilibrée des surfaces et des proportions de l'architecture antiquisante, la richesse décorative étant ancrée dans le tempérament vénitien. Au XVIe siècle, les palais vénitiens abandonnent la brique pour la pierre, plus noble mais plus froide. Ils privilégient la monumentalité, la symétrie et l'harmonie. Leurs façades soulignent fortement les horizontales et les verticales par des corniches, pilastres ou colonnes à l'antique, leurs fenêtres renoncent aux arcatures brisées pour l'arc en plein cintre. Lésènes et pilastres sont sculptés de motifs « à l'Antique », vases, bucranes, feuilles d'acanthe ou de laurier, figures d'animaux. L'art de la Renaissance est intégré sans détruire le passé : le goût pour les placages et la couleur, de tradition byzantine, continue à se manifester.
L'un des tout premiers palais Renaissance est le palais Dario, proche de l'église de la Salute, bâti de 1487 à 1492 par Pietro Lombardo. Sa façade étroite présente une décoration raffinée de marbres polychromes. Des rosaces de pierre au dessin spiralé se détachent entre les arcs en plein cintre. Les valeurs décoratives continuent ici à prévaloir ; la construction demeure légère grâce aux baies quadruples qui se répètent sur les trois étages de sa façade.
L'art Renaissance triomphe au palais Corner Spinelli, édifié à partir de 1490 par Marco Codussi pour la famille Lando. Sa façade, tout au long de laquelle courent des balcons, préfigure celle du palais Vendramin. Des disques de marbre sont disposés entre les baies des étages ; les bossages du niveau inférieur sont un héritage toscan.
Mario Codussi construit de 1502 à 1509 le palais Calergi-Vendramin pour Andrea Loredan qui préside le Conseil des Dix et qui est parent du grand doge Leonardo Loredan qui prône alors l'austérité et l'abstention des dépenses somptuaires après la défaite d'Agnadel. Sa façade exploite et répète douze fois une « cellule de base » qui lui donne son unité, composée de deux fenêtres jumelées surmontées d'un oculus rond et d'un arc en plein cintre qui les coiffe toutes deux. La succession des trois ordres, dorique, ionique et corinthien, est respectée dans les trois niveaux que séparent des entablements continus soulignés de fortes corniches, le dernier devenant une élégante frise de belle hauteur. La présence de disques colorés dans les intervalles des baies marque l'accent vénitien.
La Scuola Grande de San Rocco, bâtie entre 1517 et 1549, se rapproche du palais Calergi-Vendramin en raison de la présence à son rez-de-chaussée des mêmes fenêtres composites « à la Codussi ». À l'étage, les baies géminées sont toutefois surmontées d'un fronton triangulaire. Des colonnes cannelées, des pilastres à chapiteaux corinthiens, des marbres polychromes et une frise supérieure lui confère une grande somptuosité. Bartolomeo Bon est l'architecte du rez-de-chaussée, Santo Lombardo et Scarpagnino l'ont achevé.
Le palais Corner de la Cà Grande est construit à partir de 1532 par Jacopo Sansovino à la demande de Jacopo Cornaro. Il est de dimensions imposantes et sa façade comporte un soubassement à bossages à trois arcades monumentales, ainsi que de grandes baies entre colonnes double à l'étage. Un atrium et un péristyle se trouvent à l'intérieur, rappelant l'Antiquité romaine.
Le palais Grimani, construit entre 1557 et 1561 par Sammicheli pour le sénateur Girolamo Grimani, est remarquable pour sa porte d'eau, véritable arc de triomphe romain à trois arcades, une grande et deux petites, structure reproduite sous une forme simplifiée aux deux étages supérieur, conférant son unité à l'édifice.

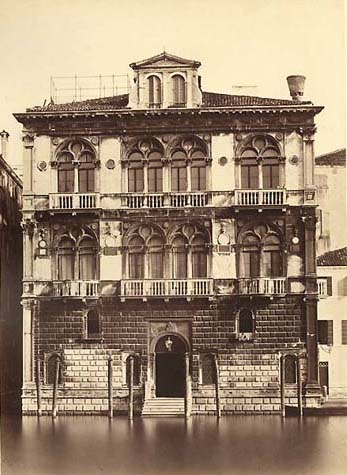
Palais Corner Spinelli.
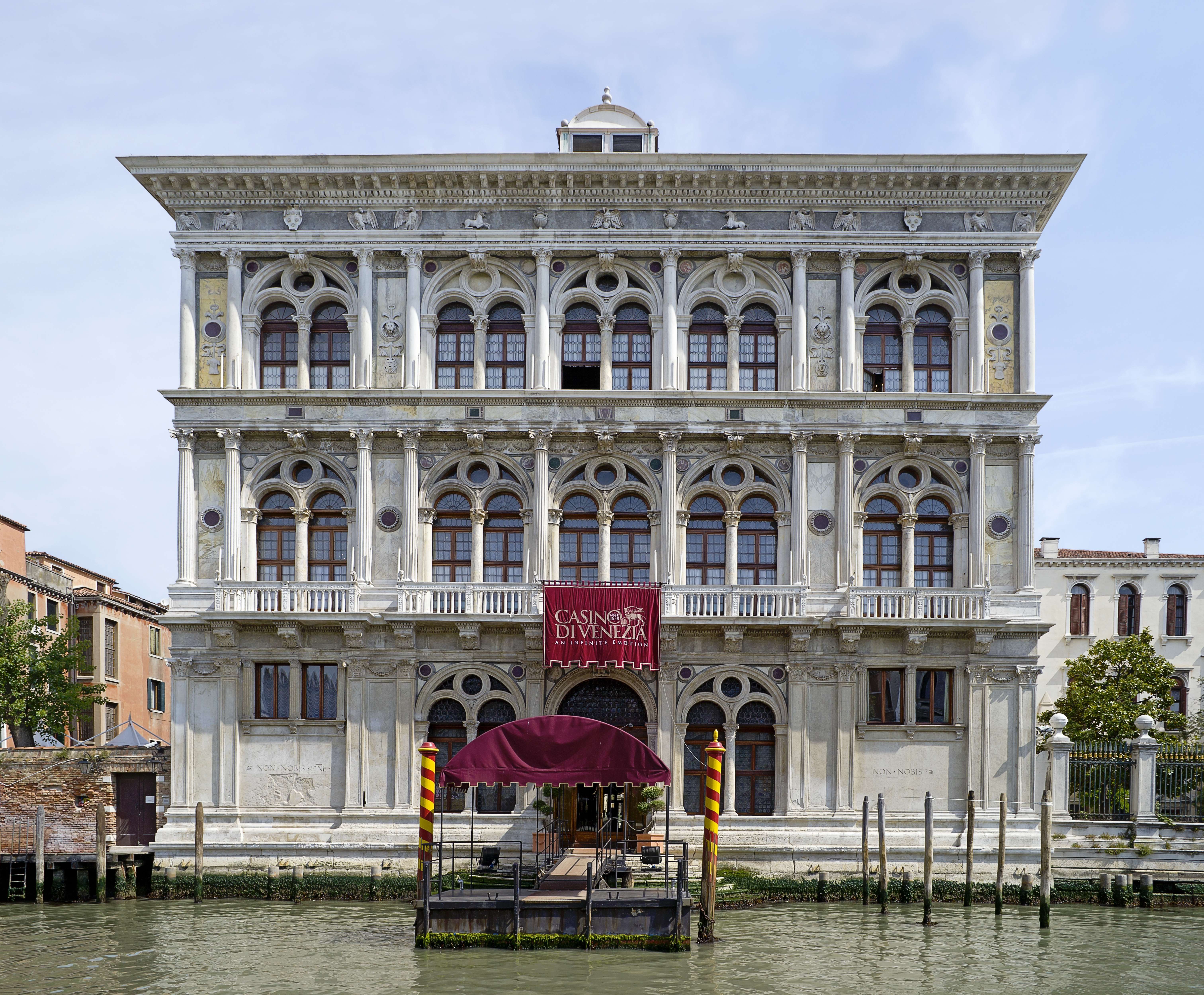
Ca' Vendramin Calergi.
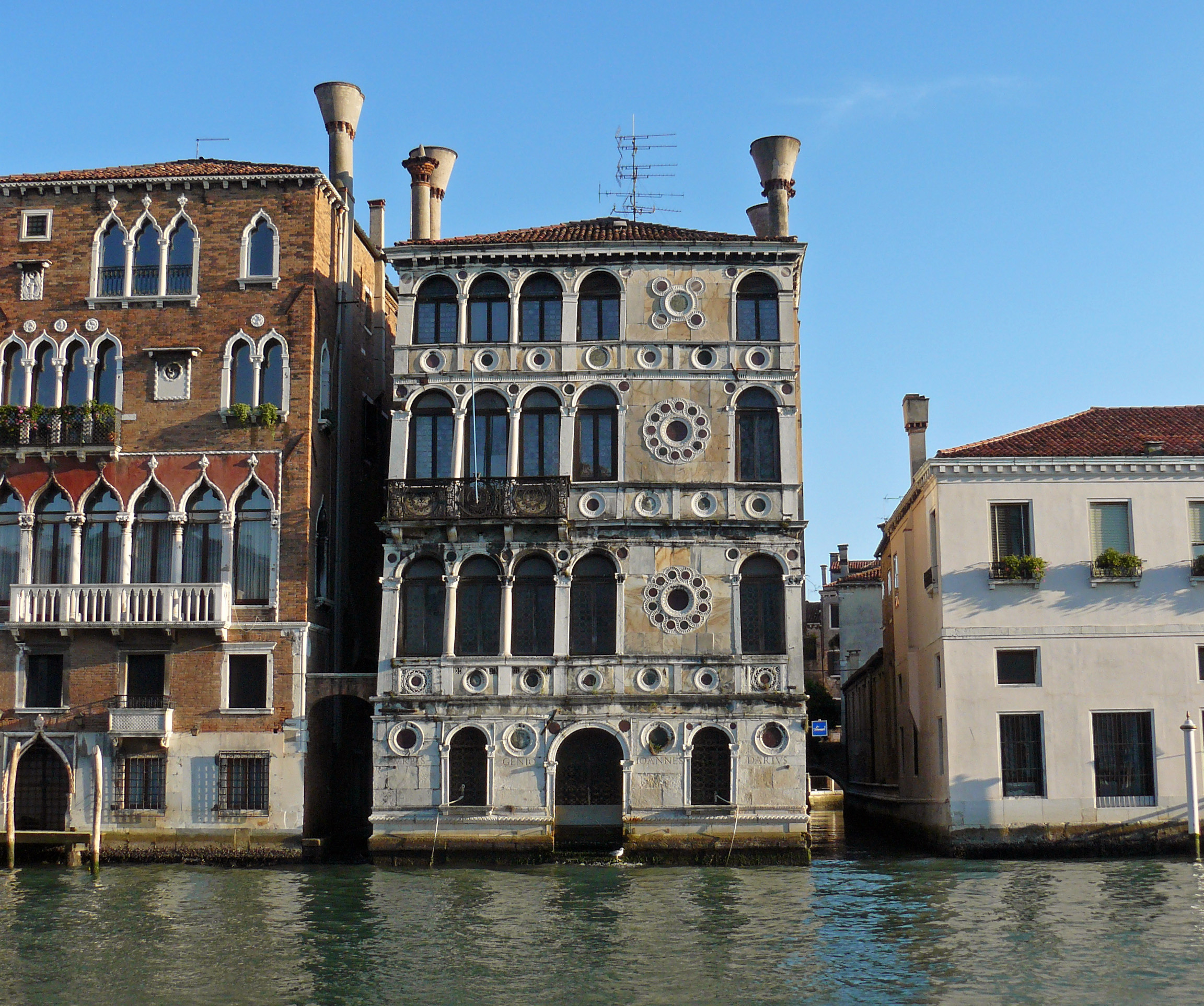
Palais Dario.

## Humanisme
La société patricienne de Venise se tourne vers l'humanisme vers le milieu du XVe siècle, courant qui s'est imposé à Padoue depuis 1405 par l'intermédiaire de son université. Des centres intellectuels actifs apparaissent, comme celui du monastère camaldule de San Michele di Murano qui possède une riche bibliothèque. En 1408, l'École du Rialto est ouverte, école de logique et de philosophie, d'abord privée, puis publique à partir de 1441. En 1446, est fondée l'École des humanités de Saint-Marc qui enseigne le droit, la logique, la philosophie, la théologie, et qui est un foyer d'études des auteurs italiens. L'humanisme vénitien est moins païen ou laïque que l'humanisme florentin. Il est guidé d'abord par la culture hellénistique et entend s'accorder avec le service de l'État, considérant que les études classiques sont les plus propres à former hommes politiques et diplomates de qualité. Les grandes familles praticiennes de la ville donnent à Venise ses dirigeants et ses administrateurs, aussi bien que ses humanistes les plus éminents. Venise demeure une ville tolérante, un asile de la pensée libre. En 1516, Pomponazzi peut affirmer que l'âme est mortelle parce que liée à la matière sans que cela lui vaille des représailles.
Après la chute de Constantinople en 1453, les intellectuels grecs fuient d'abord vers Venise qui bénéficie alors d'un grand transfert de connaissances. Dès 1460, Georges de Trébizonde et d'autres éminents professeurs dont Marcus Musurus et Janus Lascaris, enseignent à l'École de Saint-Marc. Le cardinal Bessarion est l'un de ces « déracinés » qui luttent pour sauver du « naufrage de la barbarie »  le legs de la culture grecque. Sa bibliothèque est riche de 432 codex grecs et latins dont il fait don en 1464 à la ville de Venise, en souhaitant que tous puissent les consulter. Venise décide alors de construire une bibliothèque publique. L'érection de la Biblioteca Marciana ne deviendra effective qu'en 1537.
L'un des plus célèbres patriciens humanistes est Hermolao Barbaro (1453-1493), neveu du doge Andrea Vendramin, qui réunit dans son palais ceux qui sont animés de la même curiosité pour la culture grecque. Il occupe plusieurs magistratures et est ambassadeur à Rome. Il visite Laurent le Magnifique au moment où Marsile Ficin traduit Platon et donne un enseignement à Padoue sur Aristote dont il traduit et commente les écrits.
L'éditeur Alde Manuce s'entoure d'érudits, d'historiens, de géographes, de chroniqueurs dont Marin Sanuto, auteur des Diarii, qui forment autour de lui l'Académie Aldine, où la connaissance du grec ancien est nécessaire pour devenir membre. Érasme la fréquente quand il se rend à Venise en 1508.

## Typographie et édition

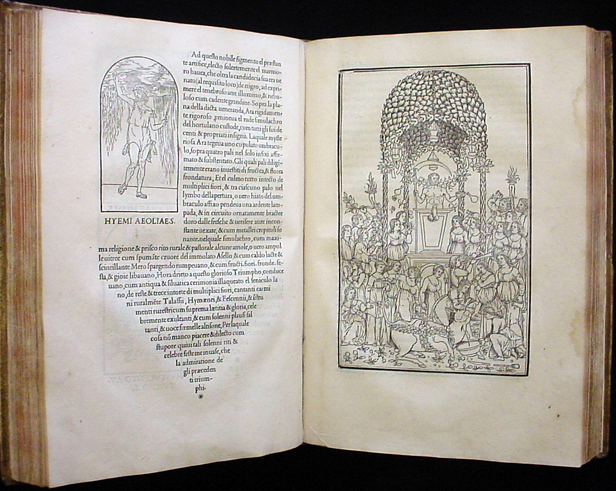
Hypnerotomachia Poliphili par Francesco Colonna, édition par Aldus Manutius (1499).

En 1469, les typographes allemands Jean et Wendelin de Spire créent la première imprimerie de Venise. Un privilège exclusif de cinq ans est accordé en 1471 au dernier, mais il meurt un an plus tard. D'autres ateliers, dont celui du Français Nicolas Jenson, se créent aussitôt. Banquiers et manufacturiers, comme les Agostini et les Priuli, investissent dans l'imprimerie. L'activité connaît un tel succès qu'à la fin du XVe siècle, les imprimeurs actifs sont déjà au nombre de presque deux cents, garantissant à la ville une hégémonie à la fois sur le plan technique, culturel et artistique. Le livre répond aux préoccupations concrètes des Vénitiens car il est l'un des plus intéressants objets de négoce. Des problèmes de monopole et de plagiat apparaissent dès 1490 ce qui pousse l'édition vénitienne à s'organiser dans la puissante corporation de l'Arte della stampa, alors qu'entrent en vigueur les premières mesures jamais prises de protection du droit d'auteur ; des éditions bon marché doublent la parution des grands textes, qui atteignent de fort tirages.
À partir de 1490, Alde Manuce publie des éditions d'œuvres classiques et contemporaines de grande qualité. Originaire de Rome, il s'assure le soutien d'hommes d'affaires pour son entreprise, de savants et de lettrés pour la constitution des textes. C'est un professeur qui parle couramment le grec et un humaniste qui conçoit son activité comme un apostolat. Le roman allégorique de l'Hypnerotomachia Poliphili de Francesco Colonna, publié par Manuce en 1499, constitue un chef-d'œuvre de l'art typographique de l'époque : les caractères du texte y sont harmonieusement liés aux illustrations xylographiques et aux motifs ornementaux d'une délicate inspiration classique. Manuce publie des textes sacrés, des ouvrages latins et italiens, et est le premier à publier des ouvrages grecs en langue orientale grâce aux manuscrits du cardinal Bessarion.
La culture grecque a pu survivre après la chute de l'Empire byzantin principalement grâce à Venise qui est restée le principal centre d'impression de livres grecs jusqu'en 1829.
Les éditeurs de la Venise de la Renaissance donnent une version figurée de ce que l'Antiquité a de plus aimable sous une forme légère, directe et accessible. Les livres illustrés racontent la Fable ou l'Histoire antique d'une manière agréable et populaire où les artistes trouvent souvent leur inspiration, dénigrant les traités savants.
La musique est imprimée dès 1501 avec une remarquable perfection typographique par l'éditeur Ottaviano Petrucci, qui détient le privilège exclusif pour ce type d'édition.

## Source de traduction
- (it) Cet article est partiellement ou en totalité issu de l’article de Wikipédia en italien intitulé « Rinascimento veneziano » (voir la liste des auteurs).